# Palazzo Ducale (Venezia)
Il Palazzo Ducale, anticamente anche Palazzo Dogale (in veneto Palaço Dogal) in quanto sede del doge, uno dei simboli della città di Venezia e capolavoro del gotico veneziano, è un edificio che sorge nell'area monumentale di piazza San Marco, nel sestiere di San Marco, tra l'omonima piazzetta e il molo di Palazzo Ducale, contiguamente alla basilica di San Marco.
Contraddistinto da uno stile che, traendo spunto principalmente dall'architettura bizantina e da quella orientale, ben esemplifica di quale intensità fossero i rapporti commerciali e culturali tra la Serenissima e gli altri Stati europei, la sua bellezza si basa su un astuto paradosso estetico e fisico, connesso al fatto che la pesante mole del corpo principale è sorretta da colonnati intarsiati apparentemente esili. Gli interni, oggi in parte privati delle opere che un tempo li decoravano, conservano ancora un'ampia pinacoteca, che comprende opere realizzate dai più famosi maestri veneziani, tra i quali Jacopo e Domenico Tintoretto, Tiziano Vecellio, Francesco Bassano, Paolo Veronese, Giambattista Zelotti, Jacopo Palma il Giovane, Andrea Vicentino e Antonio Vassilacchi.
Antica sede del doge e delle magistrature veneziane, fondato dopo l'812, più volte colpito da incendi e di conseguenza ricostruito, ha seguito la storia della Serenissima, dagli albori sino alla caduta: annessa Venezia al Regno d'Italia e passato l'edificio sotto la giurisdizione di quest'ultimo, esso divenne sede museale. Oggi ospita il Museo civico di Palazzo Ducale, parte della Fondazione Musei Civici di Venezia (MUVE).
Nel 2022 ha ricevuto 1 118 443 visitatori, risultando il terzo museo più visitato d'Italia.

## Storia

### Prime sedi

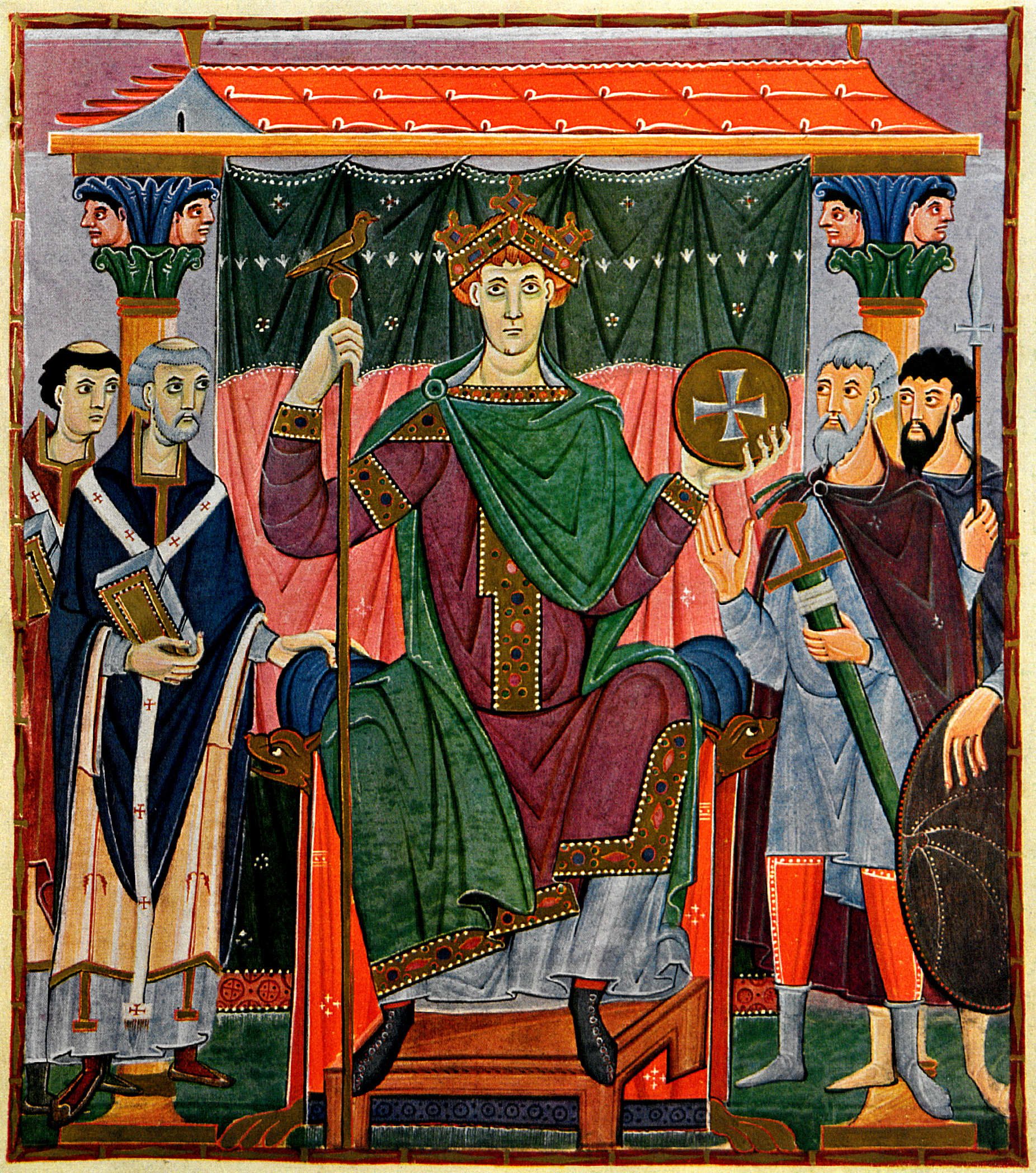
Ottone III, dall'Evangelario dell'imperatore, conservato nella Bayerische Staatsbibliothek, Monaco

Il primo Palazzo Ducale, del quale non rimangono resti, fu edificato a Heraclia e lì si stabilì, attorno al 700, il primo doge della Repubblica di Venezia, Paolo Lucio Anafesto. A esso seguirono Marcello Tegalliano e Orso Ipato, il cui assassinio, nel 737, portò all'istituzione di un magister militum eletto annualmente. Restaurata, nel 752, la carica ducale, fu costruita, su mandato del nuovo doge, Teodato Ipato, una nuova sede nella cittadina di Metamaucum, a sua volta trasferita nell'812 a Rivoaltus, l'antica Rialto, per ordine di Angelo Partecipazio. In questa località, ritenuta più sicura, fu eretto il nuovo edificio, avente l'aspetto di un castello, su un terreno di proprietà del doge stesso, nella stessa area occupata dall'odierno Palazzo Ducale. L'edificio fu completato sotto Pietro IV Candiano (in carica dal 959 al 976); doveva trattarsi di una struttura piuttosto solida, perché riuscì a resistere a una rivolta popolare del 976.
Nel 998 Ottone III, recatosi a Venezia per incontrare il doge Pietro II Orseolo, venne alloggiato nella torre orientale del palazzo, rimanendo colpito dal lusso degli interni. Nel palazzo furono ospitati pure Enrico IV di Franconia, quando nel 1094 venne a Venezia per vedere le spoglie di Marco evangelista, e Enrico V nel 1116, dopo una ristrutturazione, non attestata dagli storici dell'epoca, conseguente a due incendi scoppiati in città nel 1105.

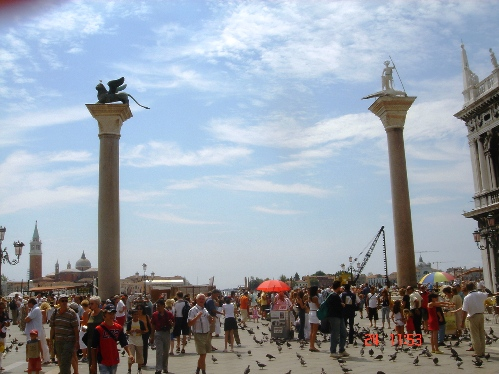
Le colonne di San Marco e San Todaro

### Ampliamenti
La prima grande ristrutturazione in stile bizantino, forse a cura di Nicolò Barattiero, che aveva eretto le colonne di San Marco e San Todaro e realizzato in una primaria forma il ponte di Rialto, risale al dogado di Sebastiano Ziani, accompagnata da una più generale riorganizzazione dell'area monumentale di piazza San Marco avvenuta tra il 1173 e il 1177, finalizzata a dare una sede alle varie magistrature. L'opera constò probabilmente nell'edificazione dell'ala prospiciente il rio di Palazzo su terreni acquistati dalle monache di San Zaccaria e nell'ampliamento delle aree marginali dell'edificio, determinando una consistente riduzione del molo. Al termine dei lavori papa Alessandro III e Federico Barbarossa, che grazie all'intermediazione dogale avevano sottoscritto un trattato di pace, giunsero a Venezia, ove l'imperatore rimase ospite a palazzo per due mesi.

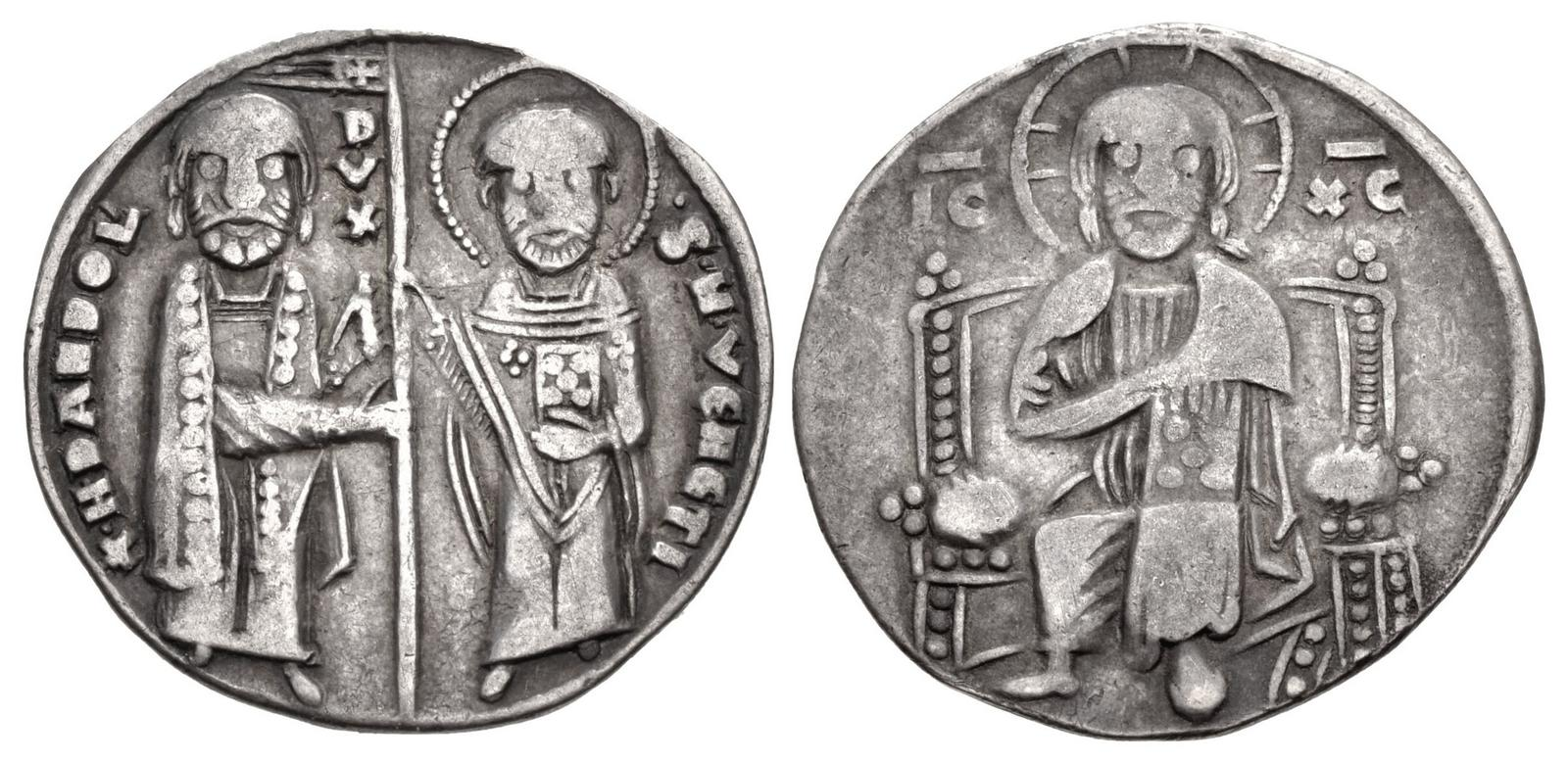
Enrico Dandolo su un grosso da 26 denari

Nonostante il palazzo non sia stato oggetto di alcuna ristrutturazione fino al 1301, svariati interventi ebbero luogo in quegli anni: una cappella dedicata a san Nicolò fu edificata da Pietro Ziani per ex voto di Enrico Dandolo, le storie della lotta tra Chiesa e Impero furono dipinte nella Sala del Maggior Consiglio mentre, sotto i dogi Renier Zen, Lorenzo Tiepolo e Giovanni Dandolo, fu selciata la piazza, fu introdotto il cerimoniale d'incoronazione, fu eretta una loggetta ai piedi del campanile e fu riportato il molo alle antiche dimensioni.
Pietro Gradenigo emanò un provvedimento che produsse un forte aumento del numero dei consiglieri (da 317 nel 1264 a 1017 nel 1311) e che di conseguenza rese necessario il trasferimento del Maggior Consiglio, collocato attorno al 1301 nella Sala oggi detta del Senato. Nel 1309, appena dopo questa ristrutturazione, i cui autori potrebbero essere stati Pietro Basejo o l'architetto Montagnana, citato dal Sansovino e dal Temanza, la sala si dimostrò troppo piccola e furono aperti cantieri nell'ala meridionale, che fu subito abbattuta e poi ripristinata entro il 1340. La prosperità economica del dogato di Giovanni Soranzo diede un grande impulso al cantiere, diretto da Pietro Basejo coll'assistenza di Filippo Calendario.

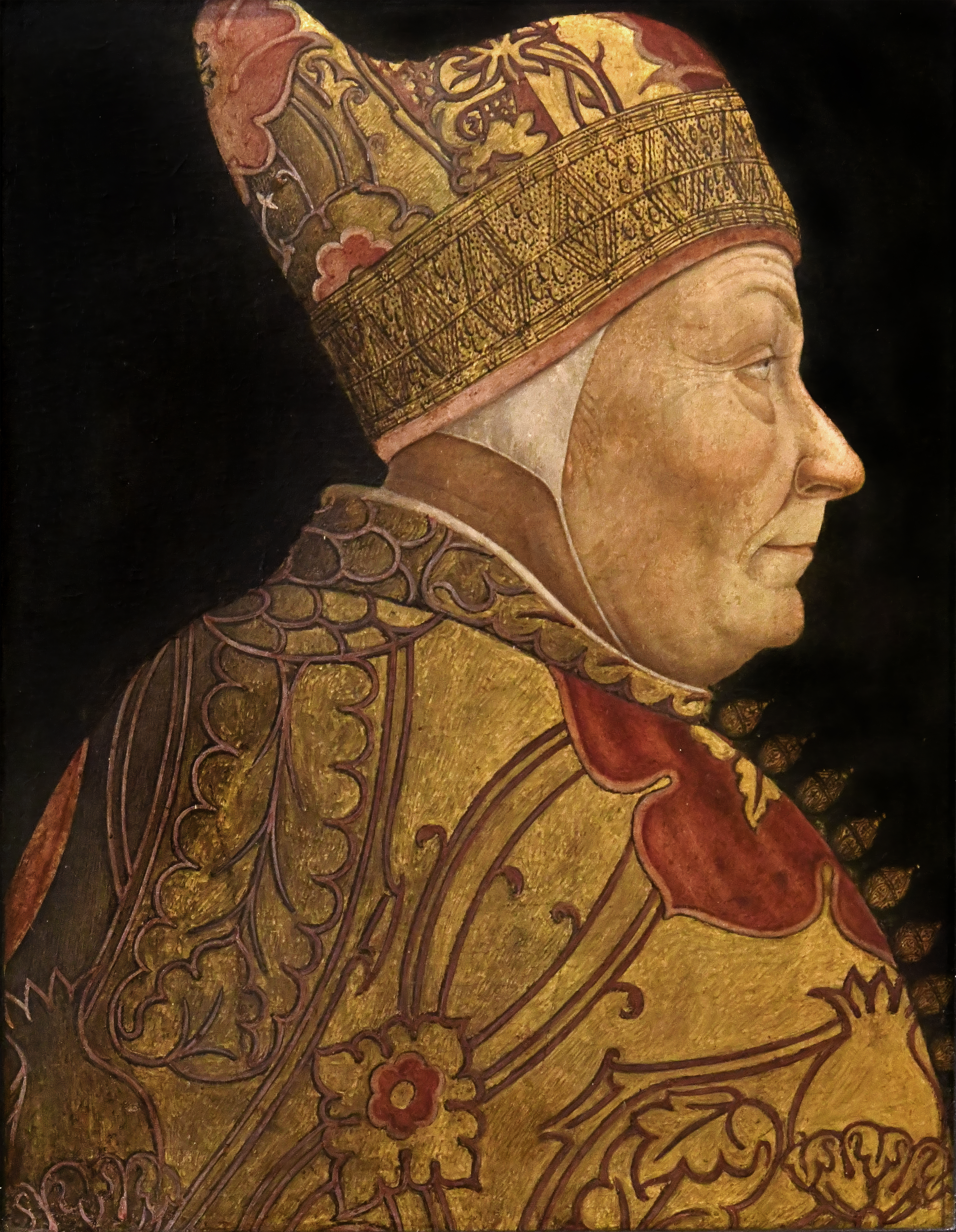
Francesco Foscari in un quadro di Lazzaro Bastiani conservato al Museo Civico Correr, seconda metà del XV secolo

Sempre nell'ambito di questa ristrutturazione, la cappella di San Nicolò venne ampliata e decorata con le storie di Alessandro III, forse dal Guariento o da un non meglio precisato Paolo, al pianterreno vennero realizzate una gabbia per leoni e delle nuove celle e nel 1332 vennero sistemati i pozzi del cortile. Un documento relativo alla realizzazione di un leone marciano fa ritenere che l'accesso monumentale al palazzo in questo periodo fosse simile a quello attuale. Nel 1340 si diede ordine di completare il secondo piano dell'ala meridionale nella quale, sotto la direzione del Calendario e del Basejo, dopo un altro piccolo ampliamento, si operò lungo la facciata interna della Sala del Maggior Consiglio, edificando una scala e la relativa porta. A causa della partecipazione di vari addetti ai lavori alla congiura ordita da Marin Falier e di un'epidemia di peste, intorno al 1355 i lavori furono sospesi, per esser poi ripresi da Lorenzo Celsi, pesantemente criticato per questa sua decisione. Sotto Marco Corner venne decorata dal Guariento e dal Pisanello la Sala del Maggior Consiglio ma, a causa di una serie di guerre che indebolirono economicamente la Repubblica, i lavori furono nuovamente interrotti sino a quando Michele Sten diede incarico di riprenderli.
Dopo che nel 1404 fu edificato il balcone che s'affaccia sulla laguna, Tommaso Mocenigo riuscì con difficoltà a far ristrutturare pure il fronte sulla piazzetta San Marco: i lavori s'avviarono nel 1424, dopo che il Maggior Consiglio aveva ritrovato la sua originaria collocazione. Il nuovo restauro si compì sotto Francesco Foscari, per opera dei Bon: venne eretta con vari ritardi la Porta della Carta, il cui cantiere non si concluse prima del 1452. Sotto Pasquale Malipiero venne completato il fronte verso la Piazzetta e furono dipinte le storie di Pipino e un mappamondo, mentre sotto Cristoforo Moro venne eretto l'Arco Foscari, sempre a cura dei Bon e sempre con un notevole ritardo. Nel 1468 la sala che poi sarebbe stata detta dello Scrutinio venne detta della Libreria, perché vi furono collocate le opere donate dal cardinale Bessarione, mentre nel 1473 si decretò di sostituire alcune delle opere della Sala del Maggior Consiglio, rovinatesi per le infiltrazioni: nei lavori, che si protrassero fino al 1495, furono impegnati tra gli altri Giovanni e Gentile Bellini, Giorgione, Tiziano, Tintoretto e Paolo Veronese.

### I tre incendi

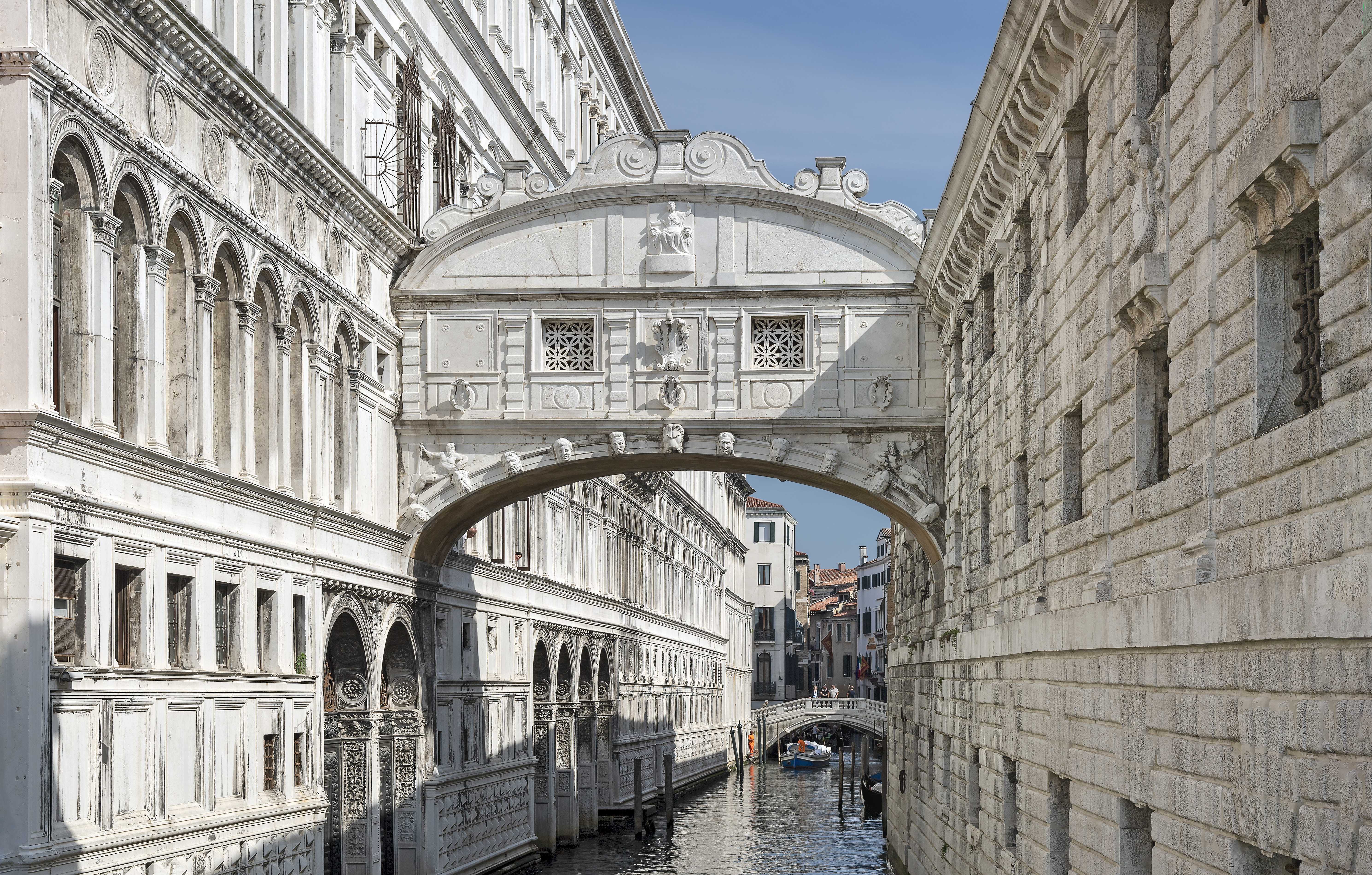
La facciata sul rio di Palazzo

Dopo che nel 1483 un incendio ebbe devastata l'ala orientale, i lavori di ricostruzione furono affidati ad Antonio Rizzo, scultore e architetto italiano, che ordinò l'abbattimento dei settori coinvolti dall'incendio, l'edificazione del porticato e la ricostruzione della Scala dei Giganti per dare al palazzo un aspetto più omogeneo. Riaperto il cantiere nel 1493, Rizzo, accusato di aver rubato danaro pubblico, fuggì e il lavoro, quasi concluso, fu affidato ad interim a Pietro Lombardo. Di difficile attribuzione e datazione è la facciata sul Cortile dei Senatori. I lavori procedettero a rilento durante il dogado di Leonardo Loredan, periodo durante il quale si lavorava lungo il Canale, causa problemi strutturali si decise di intervenire nella Sala del Senato e si demolì una piccola cappella palatina: per permettere la convivenza di lavori e attività istituzionali, molti uffici furono trasferiti e furono aperti dei passaggi, non senza arrecare disturbo. Dopo che nel 1531 venne data l'attuale forma alla Sala dello Scrutinio, fu realizzato un orologio nel muro tra l'Anticollegio e il Senato e fu distrutta una piccola torre d'avvistamento. Sotto Pietro Lando furono decorate le sale di rappresentanza e sotto Francesco Donà si diede una svolta risolutiva al cantiere, affidato ad Antonio Abbondi, con la realizzazione del fronte orientale e dei balconi interni della Sala del Maggior Consiglio. Nel 1566 fu effettuata la posa di due statue di Jacopo Sansovino, Marte e Nettuno.

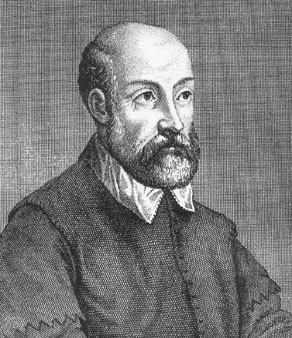
Andrea Palladio

Nel 1574 scoppiò un secondo incendio che, controllato, non provocò danni strutturali rilevanti, ma distrusse molte opere d'arte. Scelto Antonio da Ponte come direttore dei lavori, con lui collaborarono Cristoforo Sorte, Andrea Palladio e Vincenzo Scamozzi. I lavori durarono molto più a lungo del triennio previsto, concludendosi solo all'inizio del XVII secolo anche a causa della peste.
Il terzo grande incendio scoppiò il 20 dicembre 1577 nella Sala dello Scrutinio: vennero distrutte molte opere d'arte e il tetto di piombo si sciolse. Dopo che i vari organi di governo ebbero trovato una nuova sede, ai numerosi architetti interpellati, tra i quali il Palladio, Francesco Sansovino e il Rusconi, si pose la difficile questione strutturale, che verteva principalmente sull'angolo verso il Ponte della Paglia. I pareri contrastanti portarono a una ristrutturazione durata quattro anni, consistente nella sostituzione di alcune strutture e che trovò una sua stabilizzazione col rientro in attività della Sala del Maggior Consiglio, avvenuto nel 1578.
I soffitti furono progettati da Cristoforo Sorte e da Antonio da Ponte, mentre l'ideazione dei nuovi cicli pittorici fu affidata a tre esperti tra i quali Girolamo Bardi: sui muri vennero rappresentati i volti dei dogi e le storie di papa Alessandro III, mentre i soffitti avrebbero trattato i temi della guerra, delle gesta dei cittadini e delle allegorie. Tra i più celebri artisti contattati, Paolo Caliari, Jacopo Robusti, Jacopo Palma il Giovane, Francesco Bassano e Antonio Aliense: tutti i cantieri si conclusero entro il XVI secolo.

### Tra XVII e XVIII secolo

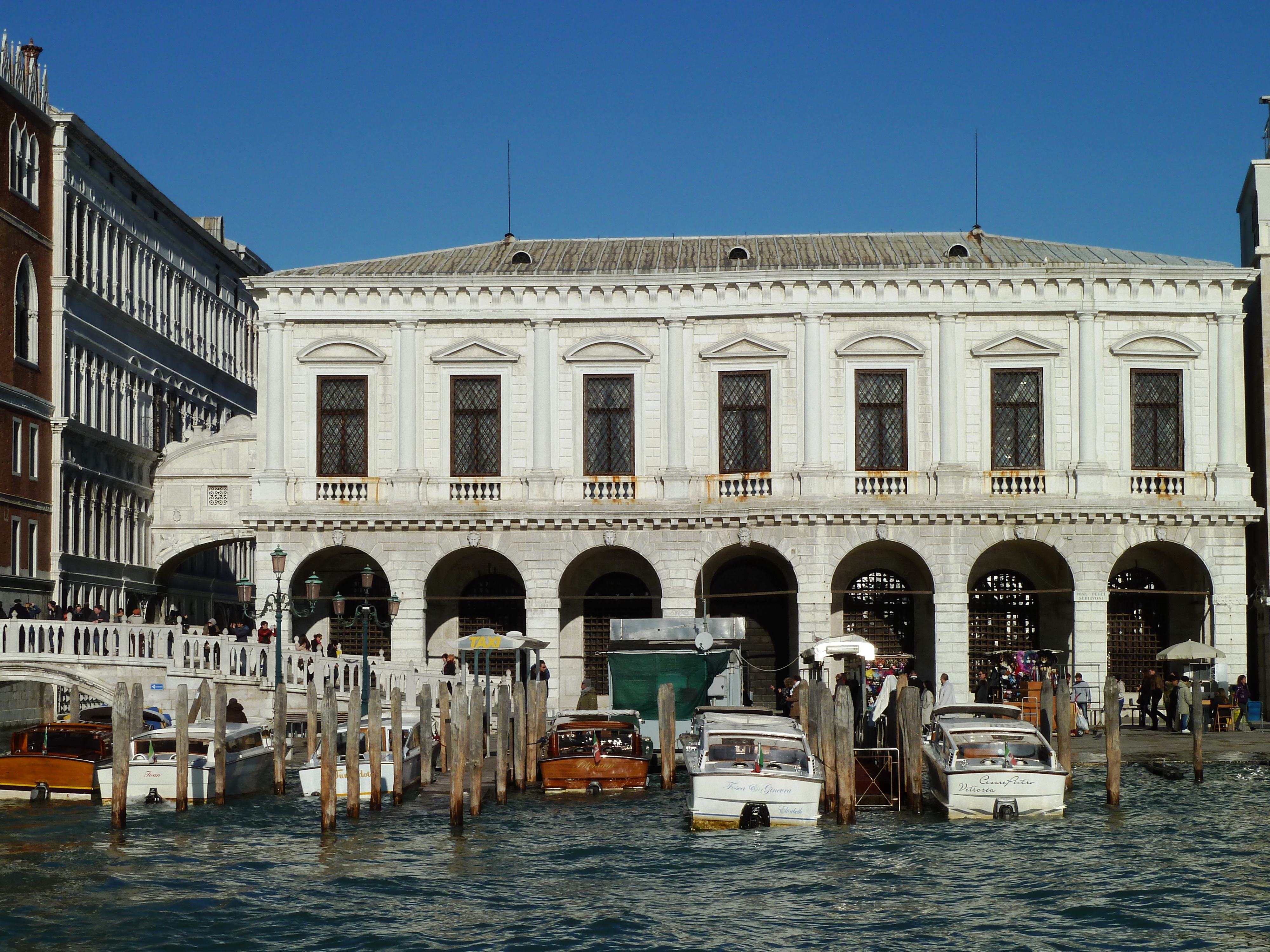
Le Prigioni Nuove lungo la riva degli Schiavoni

A cavallo tra la fine del XVI secolo e l'inizio del successivo ebbero corso altri due lavori: la riconversione del piano terra e la realizzazione delle Prigioni Nuove, affidati rispettivamente a Bartolomeo Manopola, che edificò il prospetto settentrionale della corte e completò la decorazione dell'Arco Foscari; e ad Antonio da Ponte e Antonio Contin, che portarono a compimento il nuovo edificio entro il 1602.
Sotto Antonio Priuli fu realizzato un grande ampliamento dell'appartamento dogale in un edificio attiguo, poi distrutto. Posta nel cortile una statua di Francesco Maria I Della Rovere, si decorò la sala retrostante la Porta del Frumento, fu innalzato nella Sala dello Scrutinio un arco trionfale dedicato a Francesco Morosini, fu restaurata la Scala dei Giganti, furono realizzati i cinque finestroni affacciati sul cortile e furono ripristinati vari dipinti.

### Dopo la caduta della Serenissima
Dopo la caduta della Repubblica di Venezia il palazzo divenne una sede amministrativa e fu privato di molte opere d'arte: dal 1807 sede del Tribunale d'appello, divenne nel 1811 sede della Libreria Marciana e vi venne trasferito pure lo statuario archeologico. Gli uffici, la libreria e il museo vennero spostati rispettivamente nel 1821, nel 1904 e nel 1918: contemporaneamente furono effettuate altre piccole ristrutturazioni, che precedettero la conversione in museo e l'affidamento al Comune del complesso, seguiti all'annessione al Regno d'Italia.
Tra la fine del 2024 e l'inizio del 2025 sono stati rinvenuti un muro e una piccola torre altomedievale di cui non si può escludere che fossero la sede del potere politico già a quell'epoca.

## Descrizione

### Esterni
Il Palazzo Ducale si sviluppa su tre ali attorno ai lati di un ampio cortile centrale porticato, il cui quarto lato è costituito dal corpo laterale della basilica marciana, antica cappella palatina. Tutta la costruzione poggia, come nel caso di qualsiasi altro edificio veneziano, su uno zatterone composto da tronchi di larice, che a sua volta regge un importante basamento in pietra d'Istria. Le facciate principali, rivolte verso piazza San Marco e verso il bacino di San Marco, presentano dimensioni piuttosto simili, dato che quella affacciata sul molo è lunga 71,5 metri e sviluppata su 17 arcate, mentre quella sulla piazzetta, più lunga di un'arcata, misura 75 metri. Il terzo prospetto affaccia invece sul canale conosciuto come rio di Palazzo, attraversato dal Ponte dei Sospiri e che sfocia a mare in corrispondenza del ponte della Paglia.

#### Facciate
Le due facciate principali del palazzo, in stile gotico-veneziano, rivolte verso la piazzetta e il molo, si sviluppano su due livelli colonnati sovrastati da un poderoso corpo a marmi intarsiati in cui si aprono grandi finestroni ogivali, con un monumentale balcone centrale, a sua volta riccamente decorato, e un coronamento di piccole cuspidi e da edicolette angolari, sostituenti il tradizionale cornicione: nel complesso, la struttura presenta nella decorazione un chiaro richiamo agli stili architettonici orientale e, in minor misura, germanico, derivato in gran parte dall'elevato numero di contatti culturali e commerciali che s'ebbero tra i Veneziani e gli altri popoli mediterranei ed europei e alla conseguente importazione di materiali da quelle terre. Tra i due livelli del loggiato e la soprastante muraglia è presente un cornicione continuo, che divide il prospetto in due sezioni d'uguale altezza. Gli ariosi loggiati a colonnine e archi ogivali traforati con quadrilobi, delimitati da balaustre e non basati sul modello tradizionale poiché leggermente inflessi, sono sorretti dal portico al piano terreno, che presenta la metà delle aperture ed è decorato da capitelli finemente scolpiti. Come causa dell'aspetto ribassato degli arconi del pianterreno, qualcuno addusse l'aver rialzato il livello del suolo; come ciò sia però erroneo è dimostrato delle analisi realizzate da Angelo Zendrini e Giannantonio Selva, che hanno permesso di comprendere come quest'innalzamento, sì presente, sia stato di pochi centimetri.
Nel libro Meu sósia e eu Oscar Niemeyer dedica una sezione alla sua visione critica di questi colonnati, che descrive come "bellissimi". Niemeyer, intrattenendo un dialogo socratico con un ipotetico architetto razionalista, afferma che se le colonne, distanti dal suo gusto razionalista, fossero state realizzate in forme più semplici e funzionali, non creerebbero colle loro curve il così squisito contrasto che ora stabiliscono coll'ampia parete liscia che sostengono. Nel libro Niemeyer par lui-même Niemeyer afferma che Palazzo Ducale costituisce un monumento di estrema importanza nella storia dell'architettura e che la sua importanza risiede non solo nell'eleganza, ma anche nel corretto uso dei materiali. Niemeyer inoltre ha avanzato una critica ad Andrea Palladio, affermando che la sua teoria secondo la quale durante la ristrutturazione di Palazzo Ducale ciò che è più pesante sarebbe dovuto stare in basso e ciò che è più leggero in alto non sarebbe stata appropriata. In questo senso Niemeyer paragona Palazzo Ducale agli edifici moderni, essendo retto come questi ultimi su colonne.

##### Facciata verso il molo

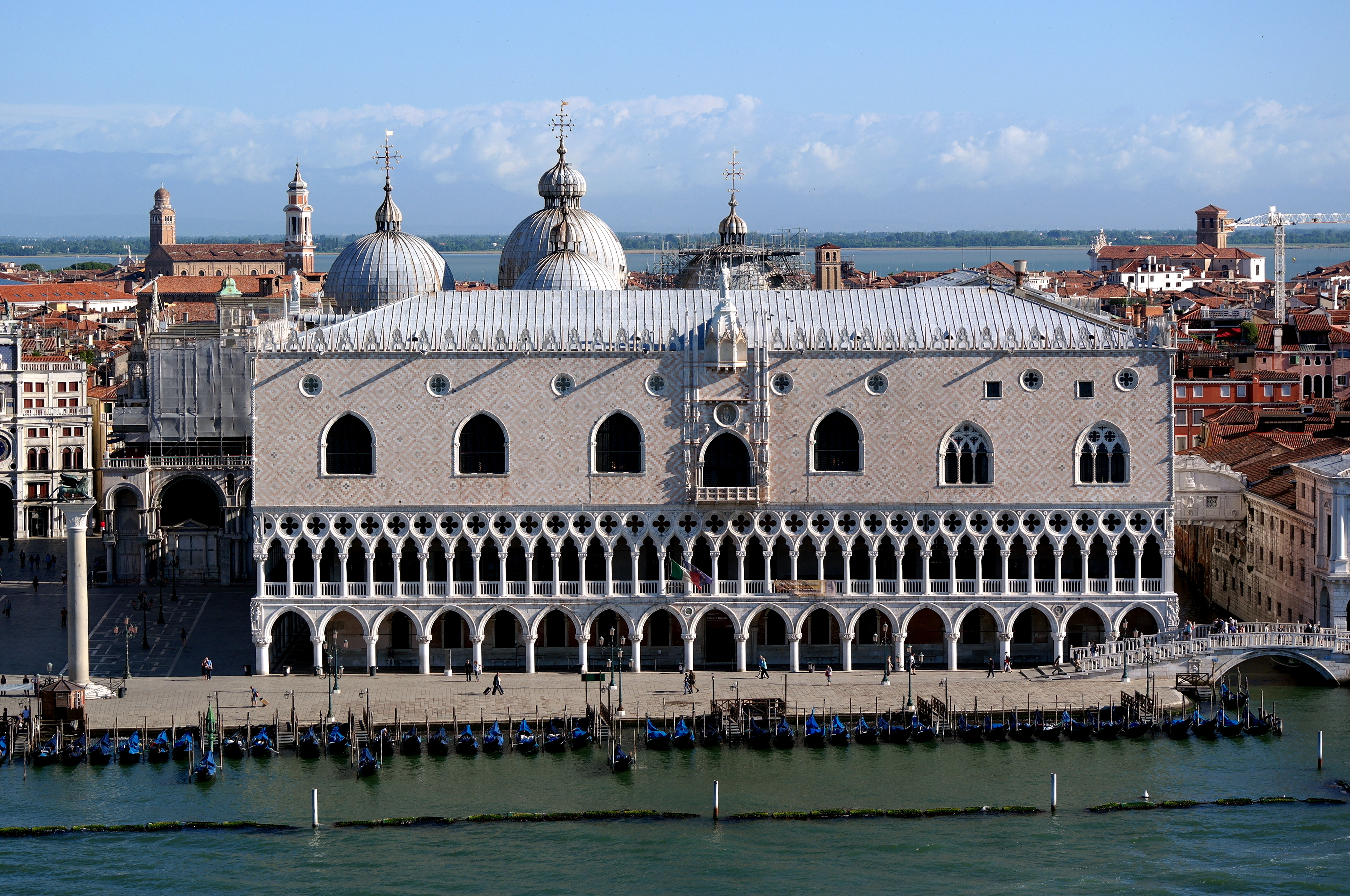
La facciata verso il bacino di San Marco

Nella parte più antica, rivolta verso il molo, si trovano capitelli trecenteschi, mentre le sculture angolari sono attribuite a Filippo Calendario o ad artisti lombardi quali i Raverti o i Bregno: all'angolo fra la facciata sul mare e la facciata sul rio di Palazzo vi sono due altorilievi raffiguranti l'uno, quello in alto, l'Arcangelo Raffaele in atto di benedire e Tobiolo, l'altro, al di sotto, sopra il Ponte della Paglia, l'episodio biblico dell'Ebbrezza di Noè: sull'angolo è impostato il tronco della vigna, che divide in due parti la scena. Verso il mare c'è la figura dell'anziano Noè, nudo e barcollante, mentre verso il canale ci sono i due figli, uno dei quali copre le nudità del padre con un panno. All'estremità opposta, verso la Piazzetta, si trova, in alto, l'Arcangelo Michele con la spada sguainata, mentre in basso sono raffigurati in rigida posizione frontale Adamo ed Eva, separati da una pianta di fico sulla quale si avvolge il serpente con il volto di Satana. Eva regge il frutto del peccato, che indica con l'altra mano.

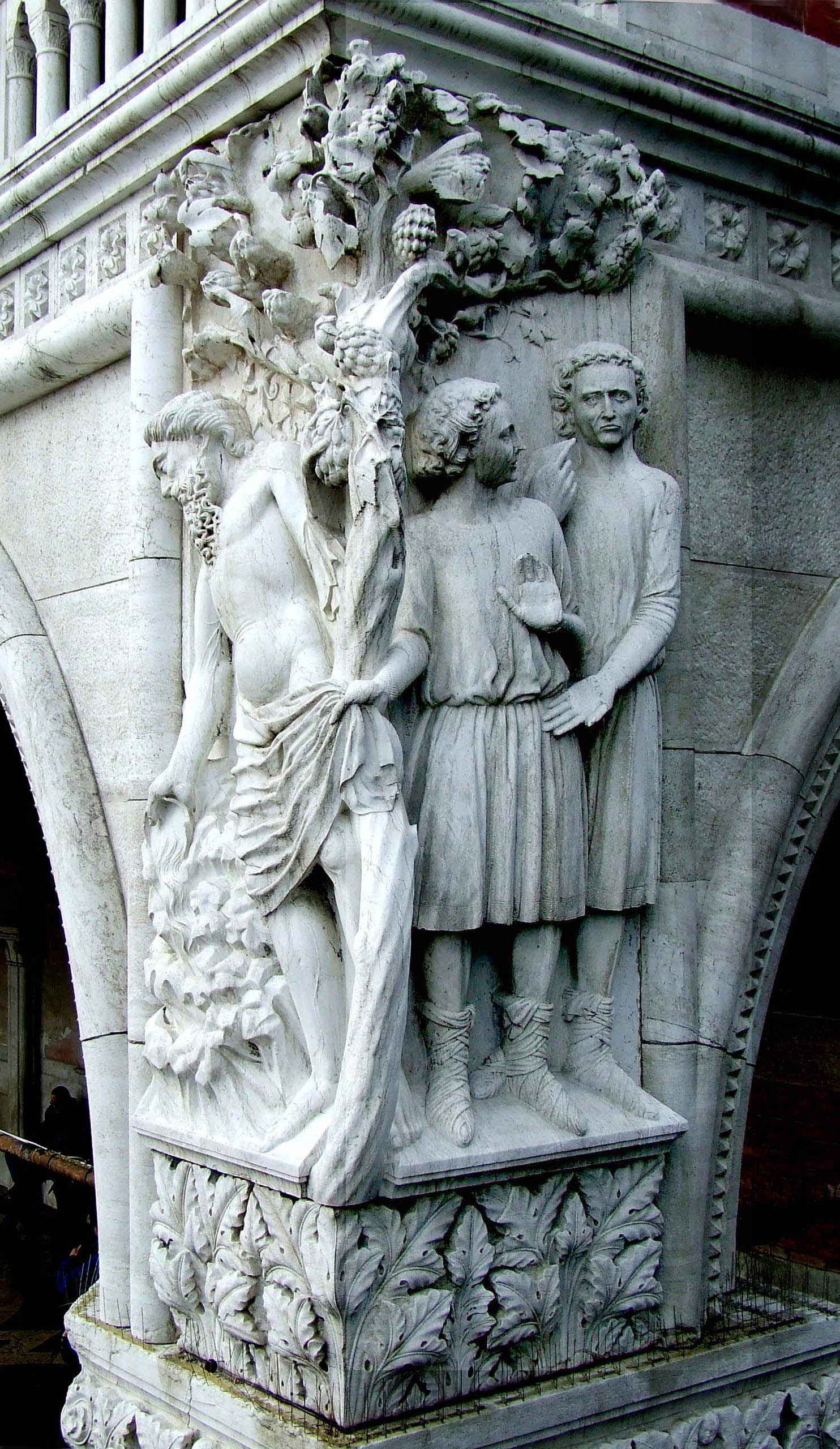
Ebbrezza di Noè, scultori lombardi del XIV secolo

Al centro del prospetto si affaccia il balcone centrale della Sala del Maggior Consiglio, opera dei fratelli Jacobello e Pierpaolo dalle Masegne, realizzato tra il 1400 e il 1404. Circondato da due importanti piedritti ottagonali, interrotti da nicchie e culminanti in piramidi, è diviso verticalmente in due sezioni di ugual sviluppo in altezza: l'una è costituita dall'apertura, l'altra dalla struttura decorativa soprastante; l'arco della finestra vera e propria è sostenuto da quattro colonnine in marmo verde e greco; il poggiolo è diviso in sei sezioni decorate ciascuna con quattro formelle; lungo i piedritti si allineano sei statue, quelle inferiori raffiguranti San Teodoro e San Giorgio (opera quest'ultima di Giovanni Battista Pellegrini ), quelle superiori la Temperanza, la Giustizia, la Fortezza e la Prudenza; sopra l'arco vero e proprio si trova un oculo murato (contenente un simulacro della Carità), affiancato dalle statue di Fede e Speranza; dall'iscrizione e dagli scudi si deduce che l'opera fu realizzata sotto Michele Sten. Sopra l'oculo, posto su una mensola, si trova un leone marciano; sopra di esso, dentro a nicchie, si trovano le statue di San Marco, San Pietro e San Paolo; il coronamento fu ricostruito nel 1579 con il collocamento della Giustizia di Alessandro Vittoria.

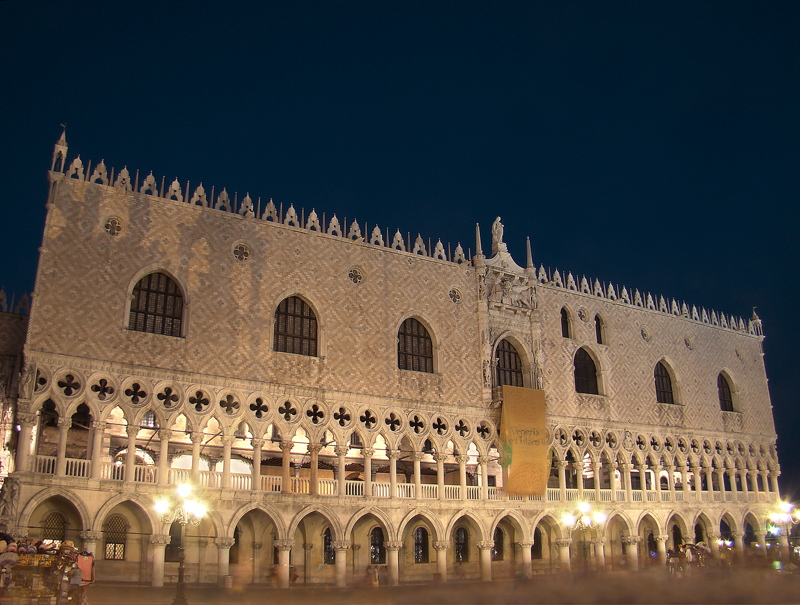
La facciata verso la Piazzetta

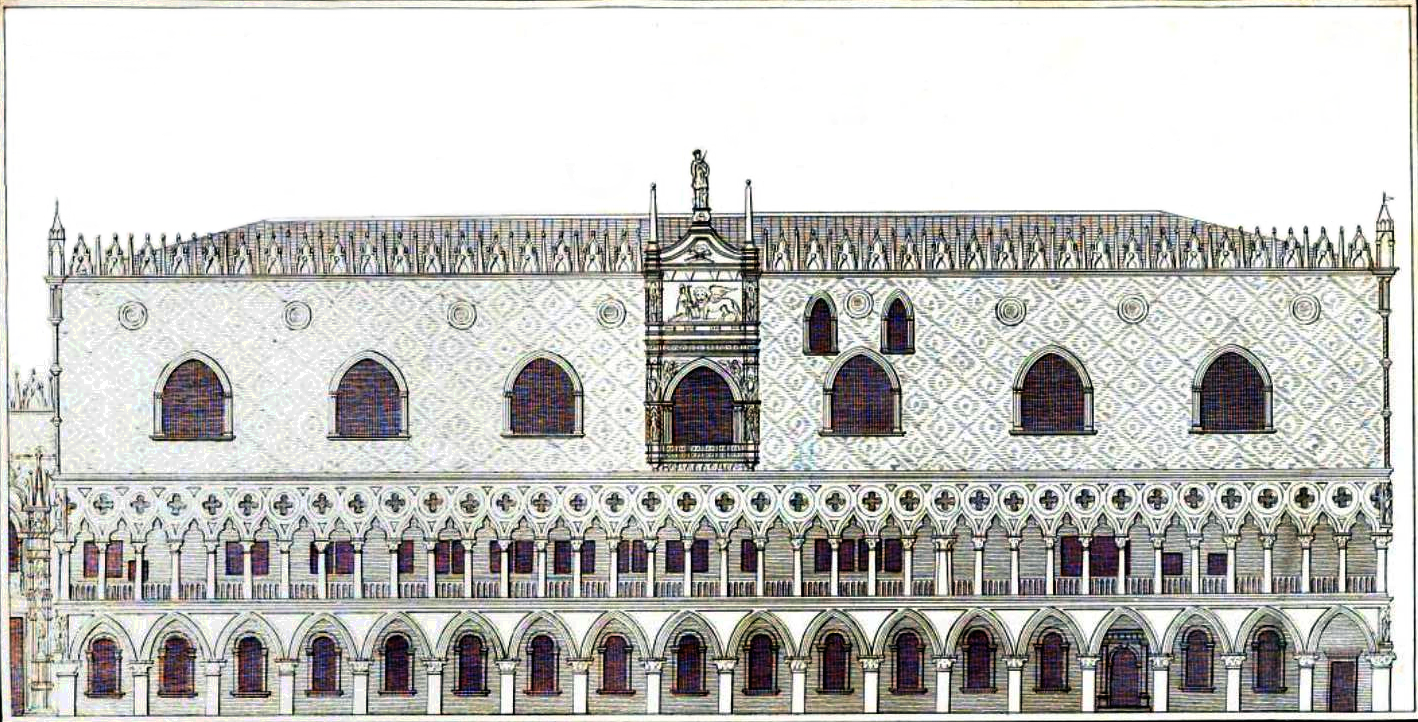
La facciata verso la Piazzetta in un'incisione tratta dall'opera Il palazzo ducale di Francesco Zanotto

##### Facciata verso la Piazzetta
La facciata verso la piazza fu costruita successivamente, a partire dal 1424, demolendo il primitivo palazzo fortificato e utilizzando a modello la facciata verso il mare. La nuova ala, voluta dal doge Francesco Foscari (1423-1457), fu destinata alle funzioni della giustizia. Nel loggiato al primo piano, conosciuto anche come Loggia Foscara, è possibile notare due colonne realizzate in marmo rosso di Verona: tra queste due si leggevano le sentenze di morte che sarebbero state poi eseguite tra le colonne di San Marco e San Teodoro. Verso la piazzetta, alla tredicesima colonna del loggiato spicca la Giustizia in trono, mentre sull'angolo verso la Porta della Carta ci sono il Giudizio di Salomone e l'Arcangelo Gabriele, attribuiti a Bartolomeo Bono. I tre arcangeli, la cui raffigurazione avvolge i due fronti principali, hanno un ruolo primario nell'apparato decorativo in quanto dotati di un'importante funzione didascalica: Gabriele angolo nord/ovest simboleggia la politica, Michele angolo sud/ovest la guerra e Raffaele angolo sud/est i commerci.
La balconata al centro dell'ordine superiore, con il Leone di San Marco, risale al periodo compreso tra il 1531 e il 1538 (secondo alcune fonti, nel 1536); fu progettata dal Sansovino, offrendo una serie di riferimenti a quella più antica posta sull'altro fronte: riguardo l'attribuzione fonti antiche volevano ricercare l'autore di quest'opera nei Lombardo, ma i principali rappresentanti di questa scuola all'epoca erano già morti e il protomastro della Repubblica di allora era proprio il Sansovino, alla cui bottega sembra essere riconducibile lo stile del balcone. Ai lati di questa struttura si sviluppano due nicchie con statue di Marte e Nettuno, sormontate da due Fame con fiaccola; anche il riquadro superiore, contenente una copia del gruppo scultoreo con il Doge Andrea Gritti e il Leone di San Marco, distrutto durante l'occupazione francese nel 1797 e rifatto nell'Ottocento, è incorniciato da statue, l'una raffigurante Mercurio e l'altra Giove. Di Alessandro Vittoria è la statua raffigurante Venezia, posta al culmine della decorazione.

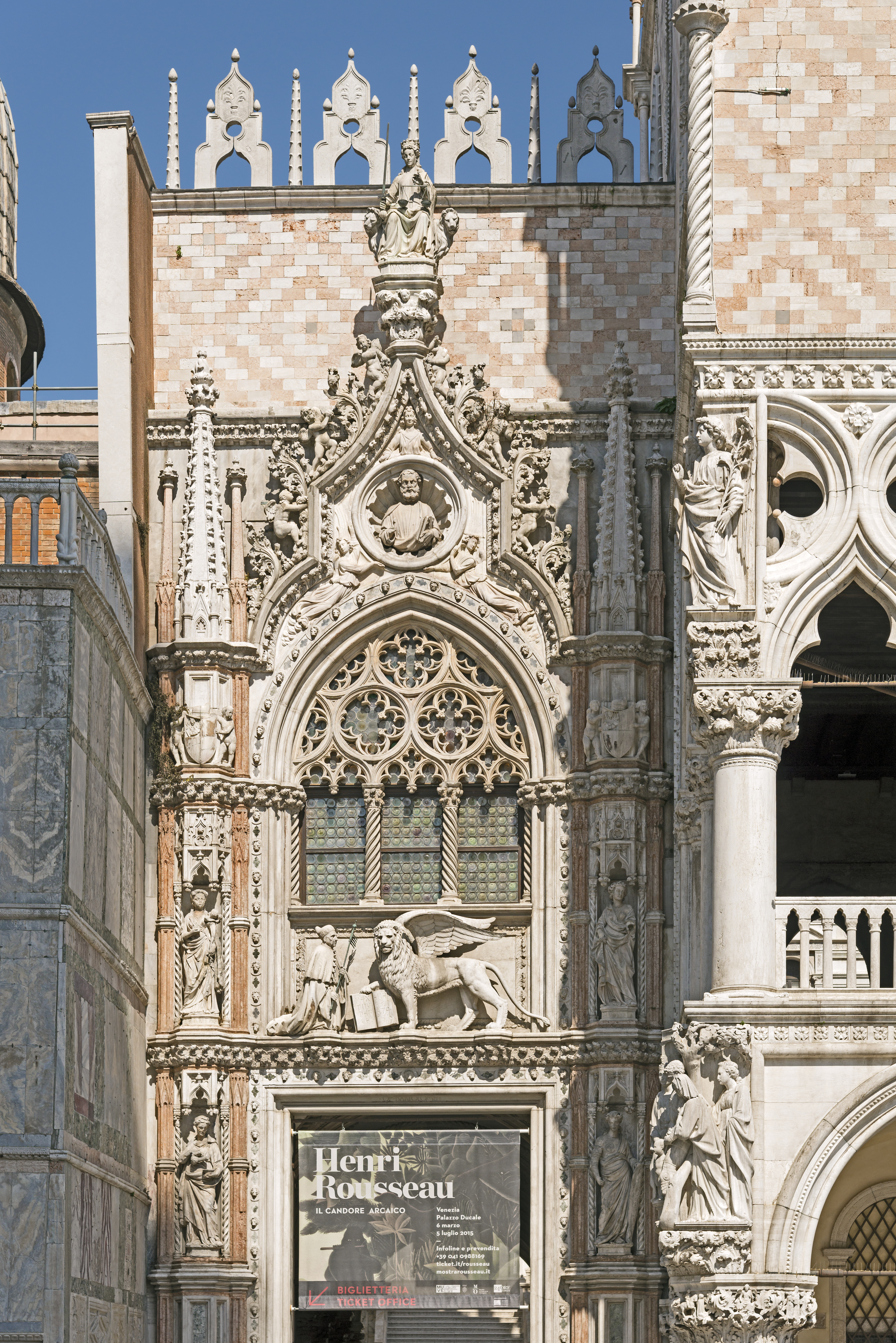
Porta della Carta

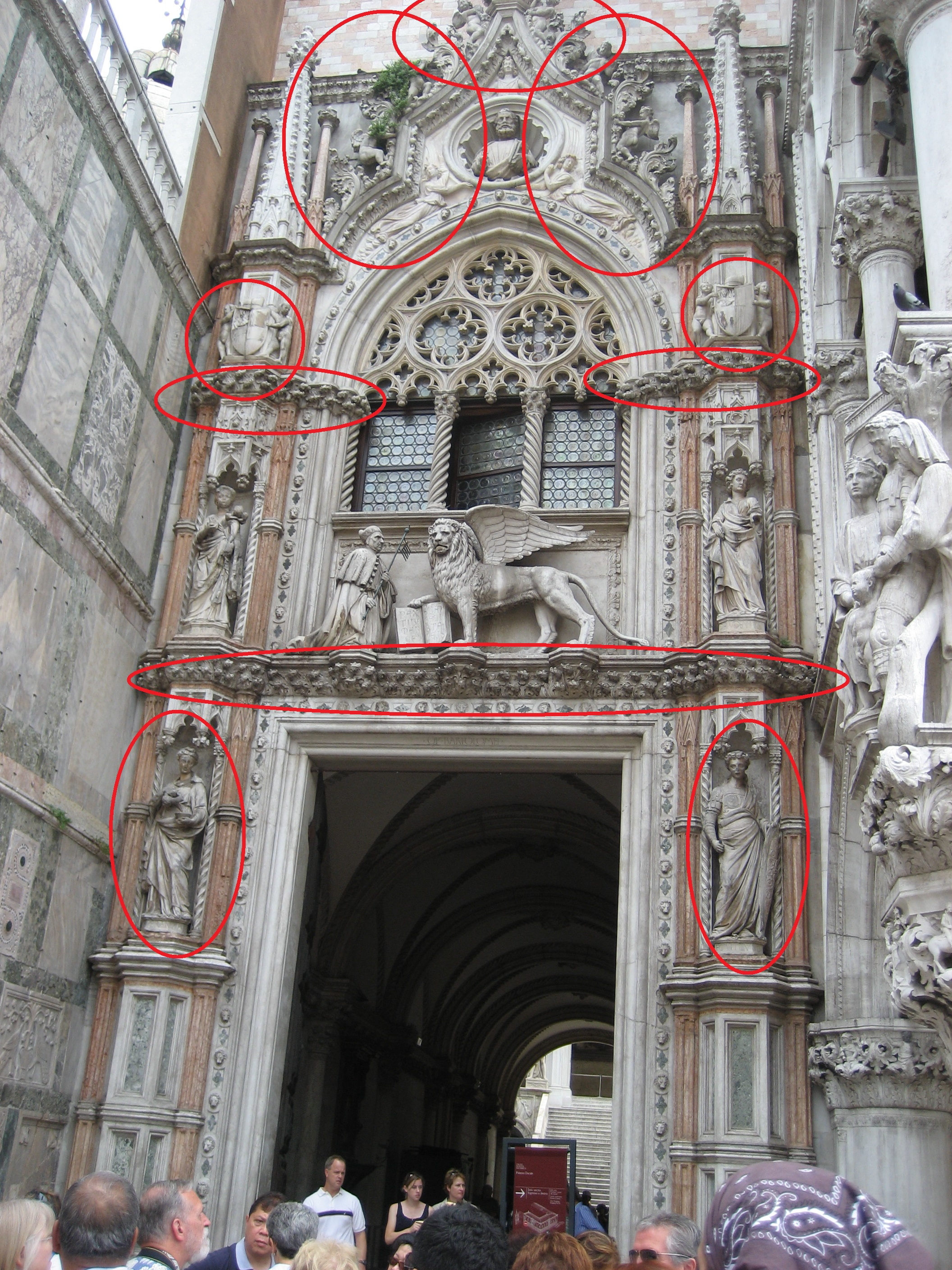
Porta della Carta. Sono evidenziate le sculture da alcuni storici dell'arte attribuite a Giorgio di Matteo; le statue della Fortezza e della Temperanza sono quelle delle nicchie inferiori.

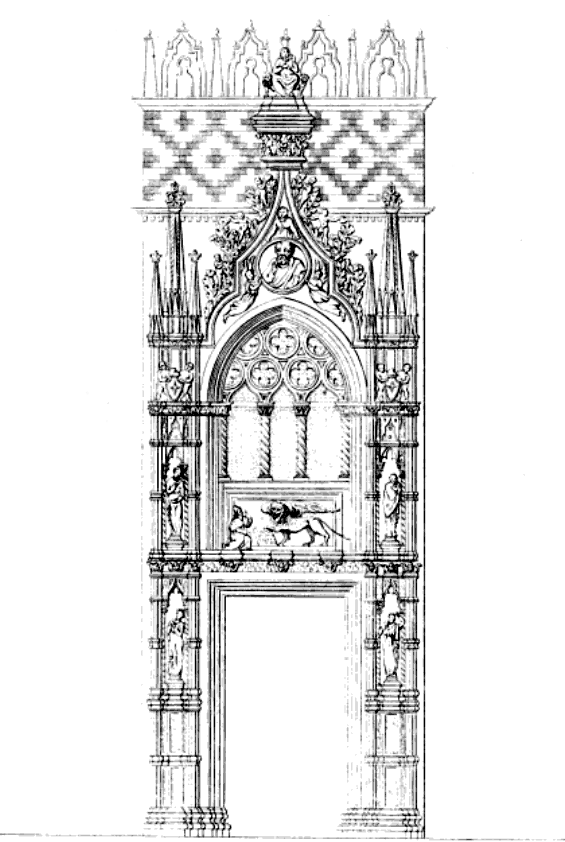
La Porta della Carta in un'incisione tratta dall'opera Il palazzo ducale di Francesco Zanotto

###### Porta della Carta
Ingresso monumentale del palazzo, situato tra di esso e la basilica, deve probabilmente il suo nome all'usanza di affiggervi le nuove leggi e decreti o alla presenza sul luogo degli scrivani pubblici o ancora al fatto che vi fossero nei pressi gli archivi di documenti statali.
L'apparato scultoreo e decorativo, in origine dipinto e dorato, è ricchissimo. Nei due pinnacoli laterali vi sono due figure di Virtù cardinali per lato e a coronamento di tutta la struttura vi è un busto dell'Evangelista sovrastato dalla figura della Giustizia con spada e bilancia. Centrale nell'apparato è la raffigurazione del doge Francesco Foscari in ginocchio davanti al leone marciano: si tratta di un rifacimento ottocentesco, opera di Luigi Ferrari, in sostituzione dell'originale distrutto dai francesi nel 1797.
Fu costruita in stile gotico fiorito da Giovanni e Bartolomeo Bono come risulta dall'iscrizione sull'architrave: OPVS BARTHOLOMEI (opera di Bartolomeo). Gli storici dell'arte si sono domandati però quale sia stato l'effettivo contributo dei Bono nella Porta della Carta; infatti essi a volte figurano ufficialmente come esecutori anche quando in realtà appaltarono la progettazione e l'esecuzione di alcune opere ad altri artisti. Attraverso analisi stilistiche e confronti la critica ha cercato quindi di risalire ai veri artefici del monumentale portale veneziano. Secondo alcuni sarebbero da attribuite ad Antonio Bregno le statue delle virtù poste sui pilieri. I documenti inoltre attestano che i Bono presero come collaboratore Giorgio da Sebenico; questo dato di fatto ha portato a effettuare puntuali confronti tra le caratteristiche delle statue della Porta della Carta e quelle di altre sculture dell'artista dalmata. In base a questi studi, che hanno mostrato schiaccianti analogie, sono state attribuite a Giorgio da Sebenico le statue della Fortezza e delle Temperanza (quelle poste in basso sui pilieri) e altre sculture della porta. Altri studiosi arrivano a concludere che il ruolo di Giorgio da Sebenico nella Porta della Carta fu anche più consistente e che i Bono affidarono al dalmata anche parte della sua progettazione; secondo i loro studi al dalmata andrebbe attribuito anche l'Arco Foscari, sempre al Palazzo Ducale..
Oltrepassando la Porta della Carta si percorre il Porticato Foscari, iniziato anche questo dai Bono ma completato da Antonio Bregno, breve corridoio che termina con l'Arco Foscari e conduce al cortile interno, dominato dalla Scala dei Giganti.

##### Facciata verso il Rio di Palazzo
La più recente del complesso è infine l'ala est, che prospetta sul Rio di Palazzo, edificata da Antonio Rizzo a seguito dell'incendio del 1483 in forme compiutamente rinascimentali. La sua datazione è consentita, similarmente a quanto riguarda la facciata verso il cortile, dalla presenza dello stemma del doge allora al governo, Giovanni Mocenigo, al potere dal 1478 al 1485; più precisamente, la sua edificazione proseguì fino al 1560 sotto la direzione di Antonio Abbondi. Lungo questo fronte l'apparato decorativo è ben più spoglio: vi fanno angolo le statue raffiguranti l'Ebbrezza di Noè e il gruppo di Raffaele e Tobiolo; unica scultura integralmente posta su questo fronte è quella del cosiddetto Terzo figlio di Noè.

#### Cortile

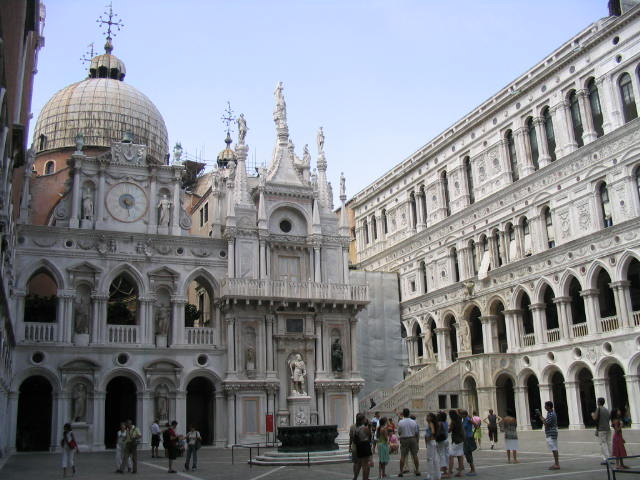
Il cortile con la facciata dell'orologio

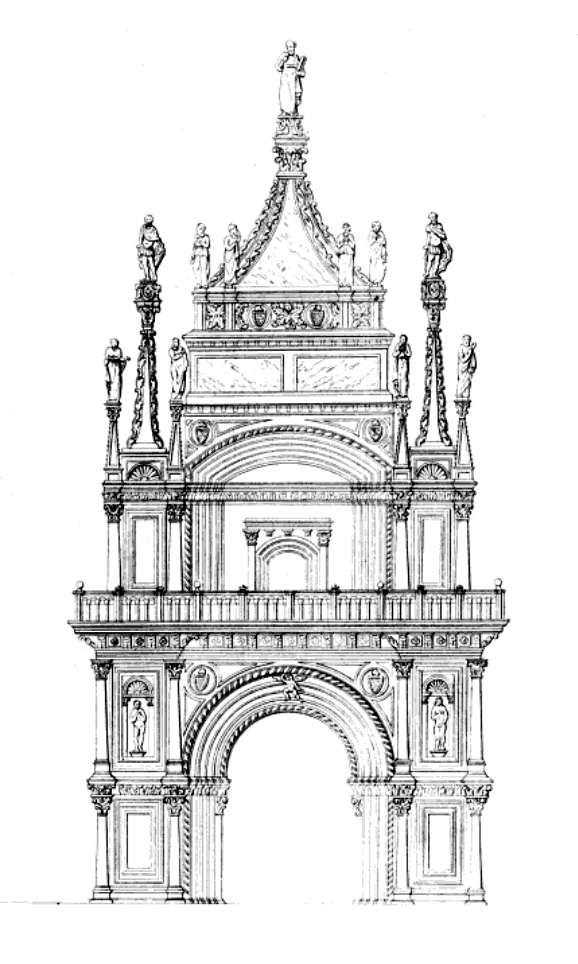
L'Arco Foscari in un'incisione tratta dall'opera Il palazzo ducale di Francesco Zanotto

L'ingresso dei visitatori avviene oggi dalla Porta del Frumento, che deve il suo nome al fatto che in passato nei suoi pressi si trovava l'Ufficio delle Biade, che si apre al centro della trecentesca ala sud di fronte al bacino di San Marco. Percorrendo il corridoio di ingresso si raggiunge il cortile, completamente cinto da portici sormontati da logge, riproponenti lo schema esterno dell'edificio. Le facciate sul cortile furono realizzate durante il dogato di Marco Barbarigo e di Agostino Barbarigo, cioè tra il 1485 e il 1501: la datazione è così precisa in quanto sono presenti gli stemmi dei dogi che allora regnavano. Mentre le due facciate interne meridionale e occidentale, in mattoni, conservano il caratteristico aspetto gotico veneziano delle corrispondenti facciate esterne, la facciata orientale del cortile, verso la quale conduce lo scalone monumentale, è caratterizzata da una decorazione marmorea in stile rinascimentale, su progetto dell'architetto Antonio Rizzo, conseguente alla radicale ricostruzione dell'ala a seguito del furioso incendio del 1483. È strutturata su quattro ordini: il primo a pilastri ortogonali che sostengono arcate a tutto sesto, il secondo con fasci di colonne e archi a sesto acuto, mentre i piani superiori sono ornati da una fitta decorazione a rilievo con motivi rinascimentali, molto raffinata, realizzata alla fine del Quattrocento da Pietro Lombardo insieme ai figli Antonio e Tullio.
Il quarto lato del cortile, a nord, confina con la Basilica di San Marco ed è occupato dal Porticato Foscari. Esso termina con il maestoso Arco Foscari, arco a tutto sesto realizzato in bianca pietra d'Istria e marmo rosso di Verona nella seconda metà del Quattrocento, mentre sul suo fronte sud è visibile la piccola facciata dell'orologio, realizzata nel Seicento per opera di Bartolomeo Manopola e ornata da sculture antiche di epoca romana. Di fronte all'Arco Foscari parte il monumentale scalone conosciuto come Scalone dei Giganti.
Nel cortile, nel quale si tenevano le cerimonie dell'incoronazione ducale, dei tornei e un'annuale caccia ai tori, troneggiano infine due grandi vere da pozzo per l'approvvigionamento idrico del complesso, il pozzo dell'Alberghetti e il pozzo di Niccolò de' Conti, capolavori di scultura manierista in bronzo. La pavimentazione in trachite ed elementi marmorei ricalca quella esterna della piazza.

#### I capitelli
Lungo il loggiato e il portico si ha modo di apprezzare una lunga successione di capitelli e rilievi di differenti epoche: quelli dirimpetto al molo sono di origine trecentesca, mentre quelli facenti parte della cosiddetta Loggia Foscara risalgono al XV secolo.
La colonna che fa angolo colla porta della Carta, oltre a sorreggere le statue dell'Arcangelo Gabriele e del Giudizio di Salomone, presenta un capitello sul tema della giustizia e dei legislatori; il secondo capitello tratta il tema dei fanciulli, il terzo quello degli uccelli, il quarto e il nono quello delle virtù e dei vizi, il quinto quello dell'insegnamento, il sesto quello dei mostri, il settimo quello dei vizi, l'ottavo quello delle virtù, il decimo quello della frutta, l'undicesimo quello delle dame e dei cavalieri, il dodicesimo quello dei lavori connessi ai mesi, il tredicesimo, caratterizzato al livello superiore da una personificazione di Venezia, quello del matrimonio, il quattordicesimo quello delle nazioni, il quindicesimo quello delle età dell'uomo, il sedicesimo quello dei mestieri, il diciassettesimo quello degli animali, il diciottesimo quello degli scultori. La colonna che fa angolo tra la Piazzetta e il Molo, contraddistinta dalla presenza sopra di un simulacro dell'Arcangelo Michele e sotto da quella del celebre gruppo Adamo ed Eva, presenta un capitello sul tema della creazione dell'uomo e dei pianeti.
Da questa colonna parte l'apparato decorativo affacciato sulla laguna: il ventesimo capitello, secondo di questo prospetto, è decorato sul tema dei filosofi, il ventunesimo su quello dei veneziani, il ventiduesimo su quello delle dame e dei cavalieri, il ventitreesimo su quello degli animali, il ventiquattresimo su quello dei leoni, il venticinquesimo su quello delle virtù e dei vizi, il ventiseiesimo su quello degli uccelli, il ventisettesimo su quello dei vizi, il ventottesimo su quello delle virtù, il ventinovesimo su quello dei mostri, il trentesimo su quello di vizi e virtù, il trentunesimo su quello delle dame, il trentaduesimo su quello degli imperatori, il trentatreesimo su quello dei fanciulli, il trentaquattresimo su quello dei cavalieri, il trentacinquesimo su quello degli uccelli, il trentaseiesimo su quello dell'infanzia: su quest'ultimo pilastro si trovano pure le statue dell'Arcangelo Raffaele, di Tobiolo e di Noè, che concludono la facciata.

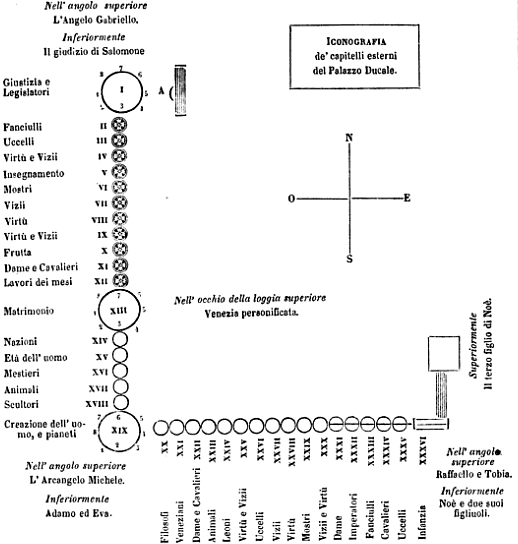
Una mappa dei loggiati con le varie opere d'arte, contenuta nell'opera Il palazzo ducale di Francesco Zanotto

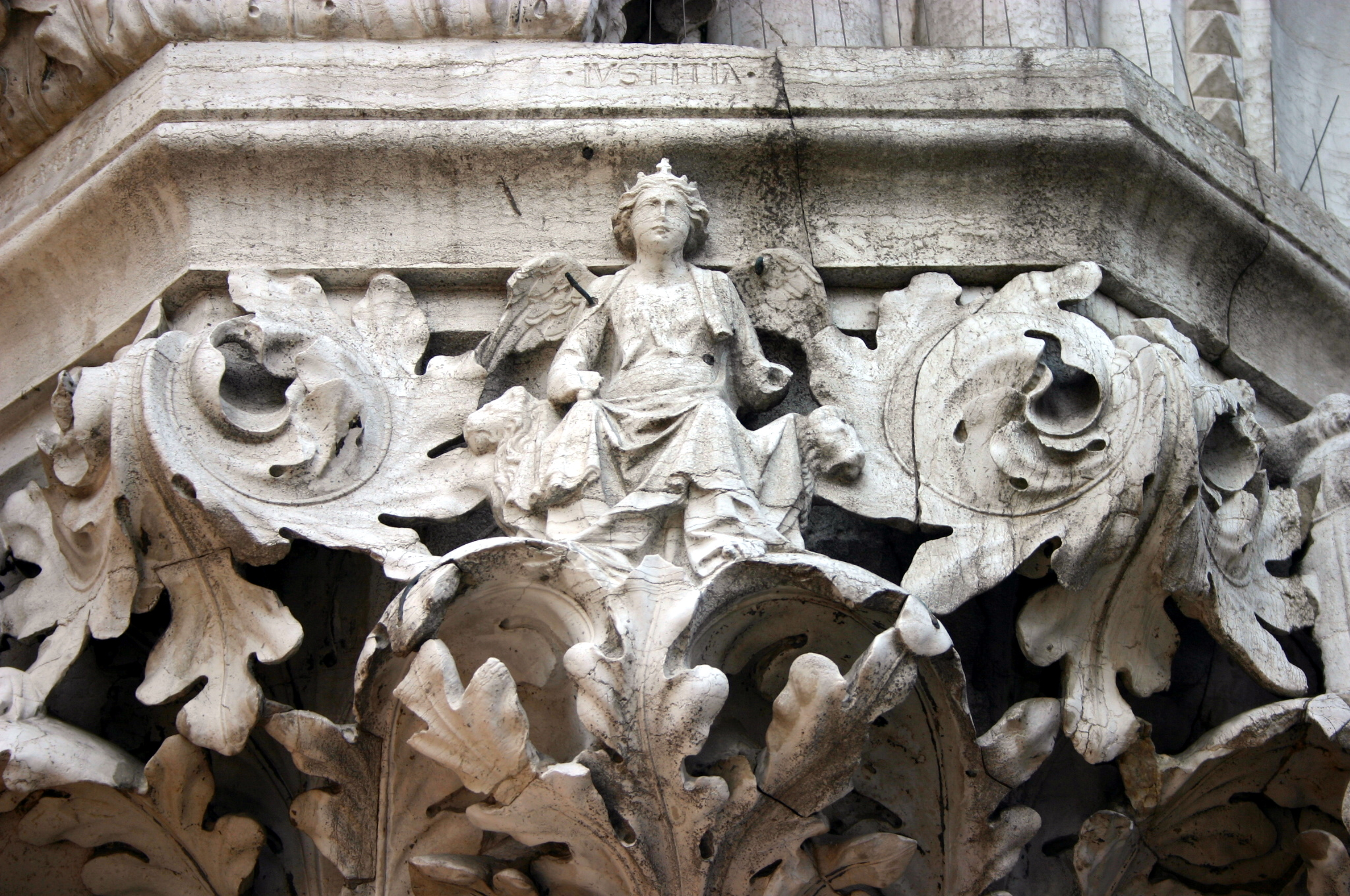
Primo capitello
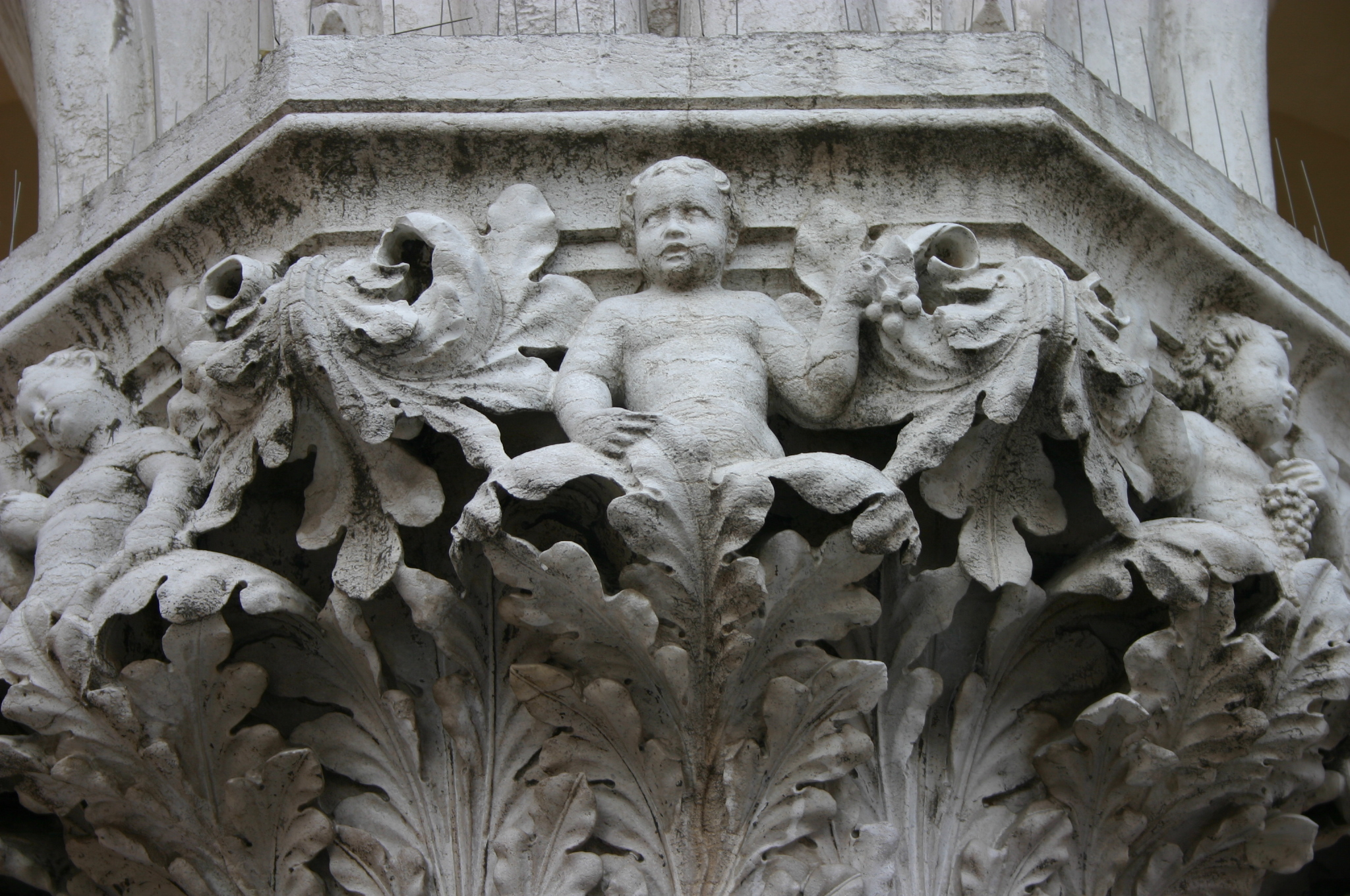
Secondo capitello
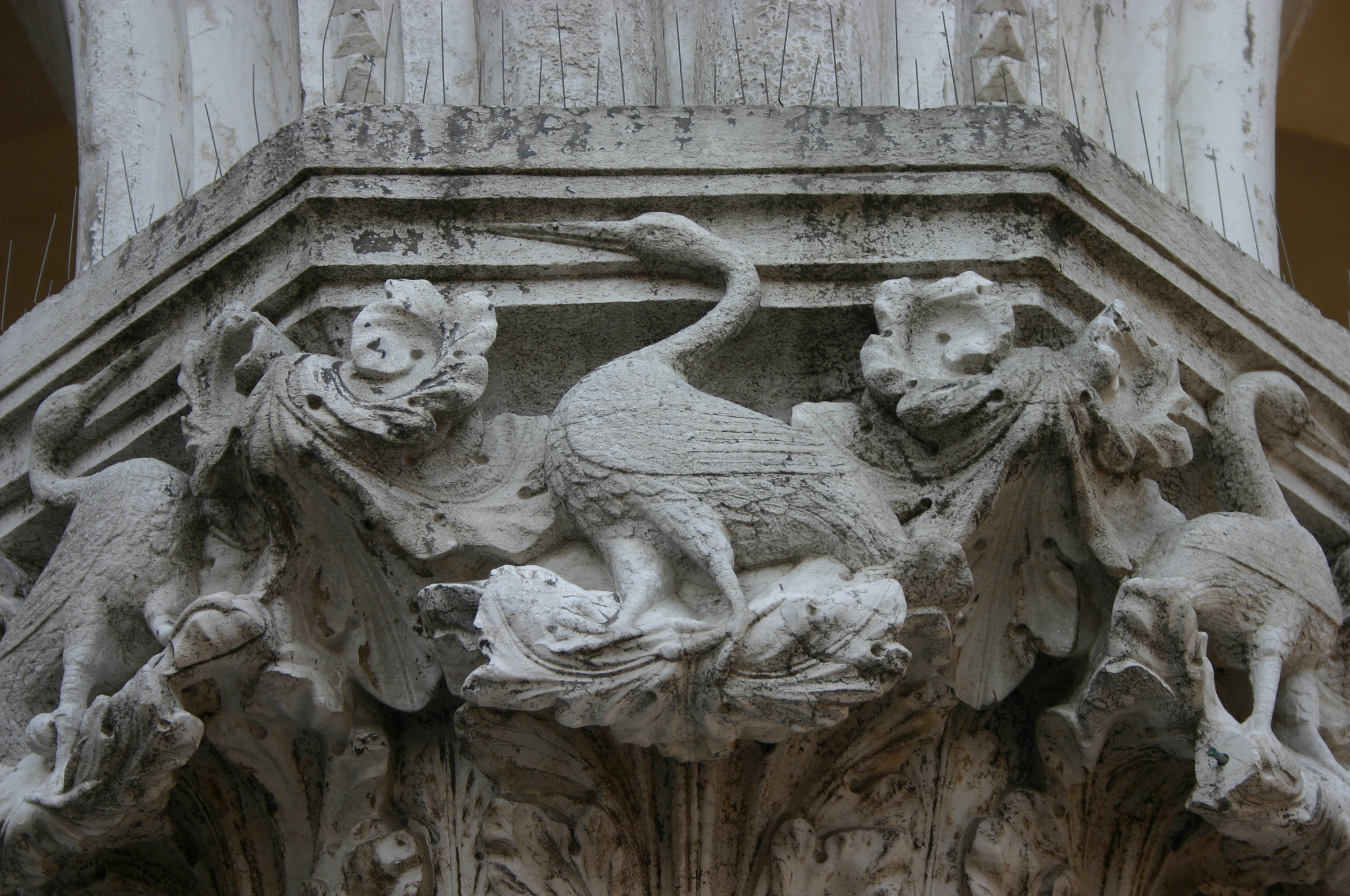
Terzo capitello
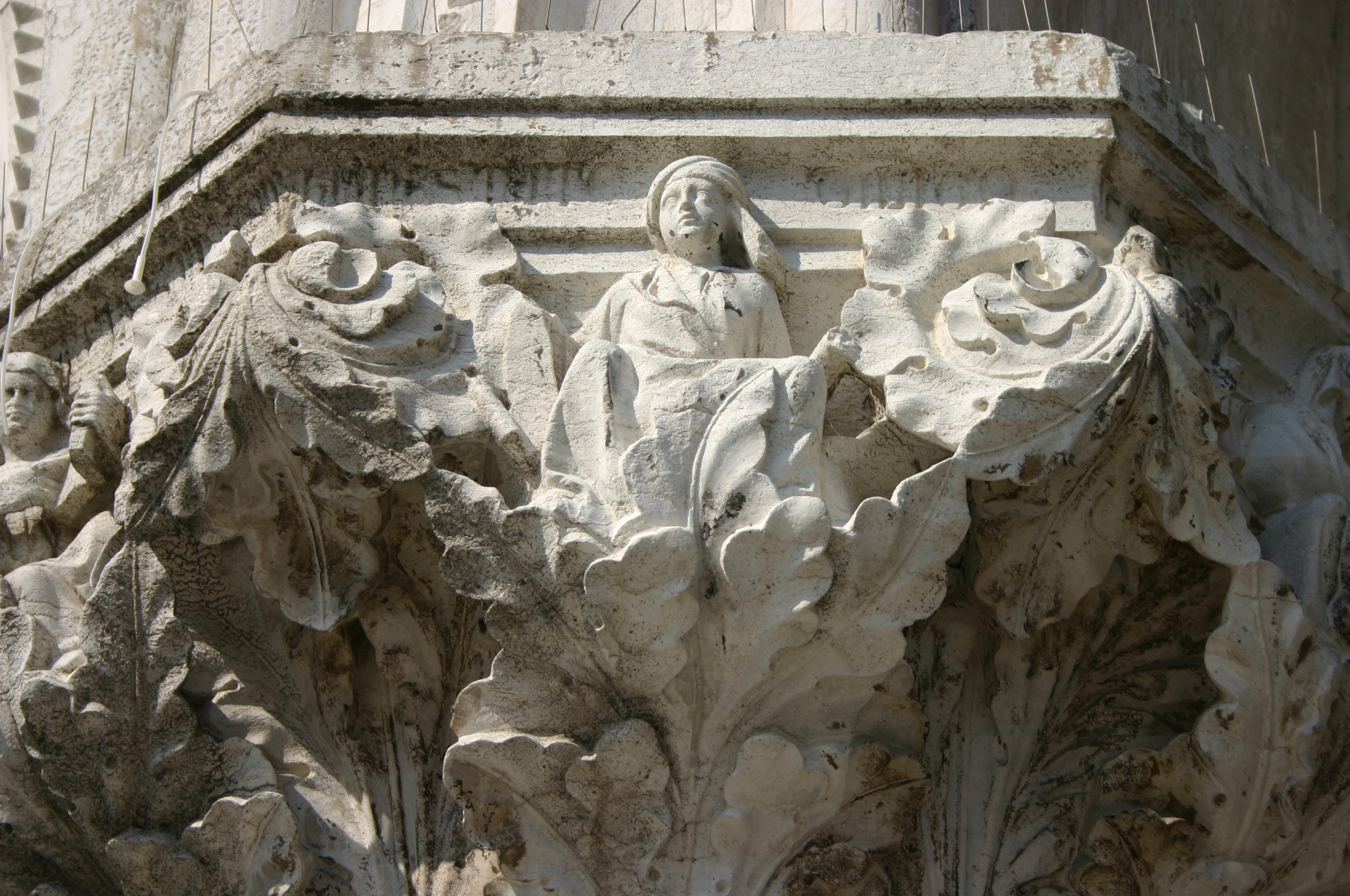
Quarto capitello
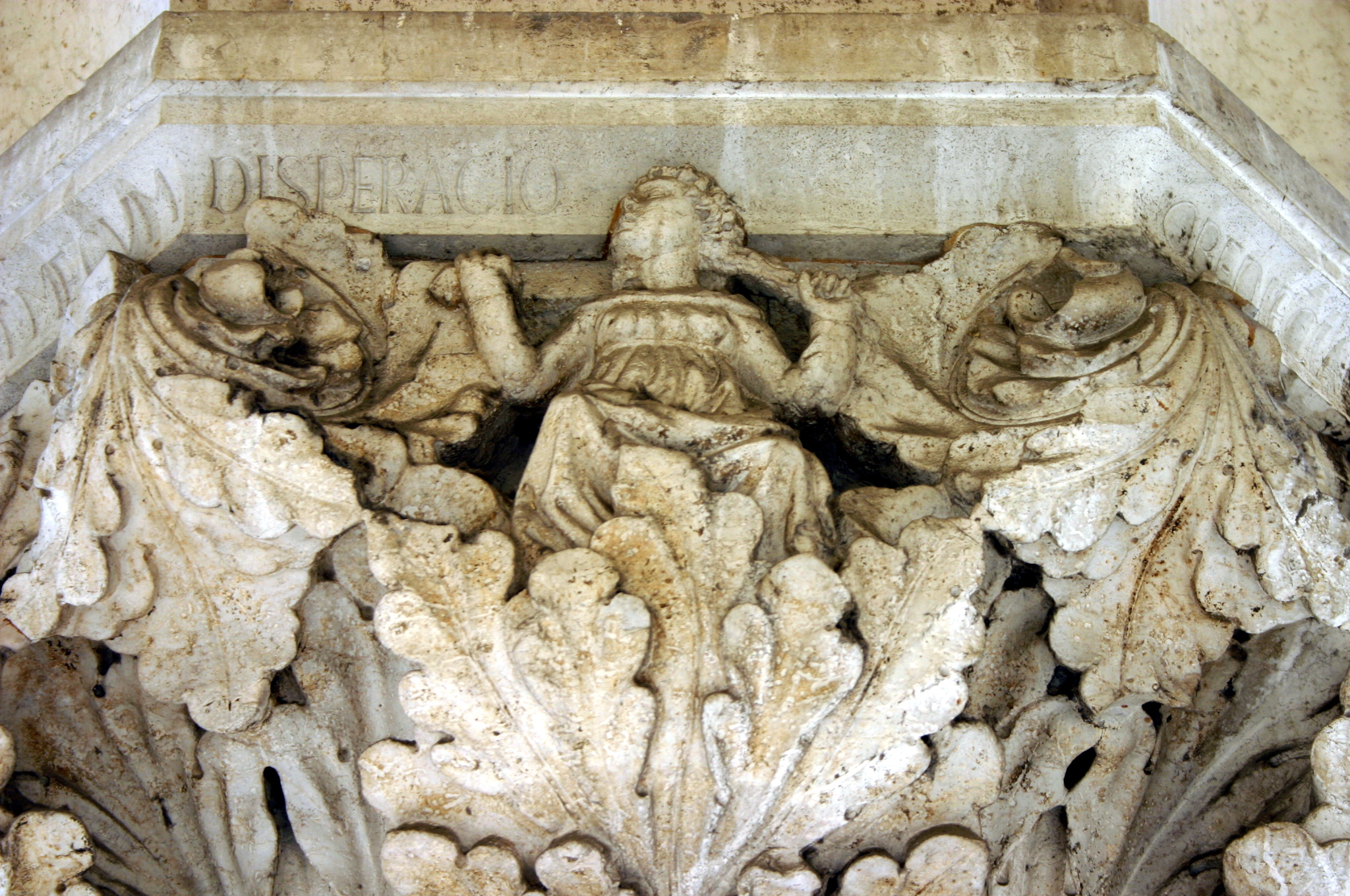
Nono capitello
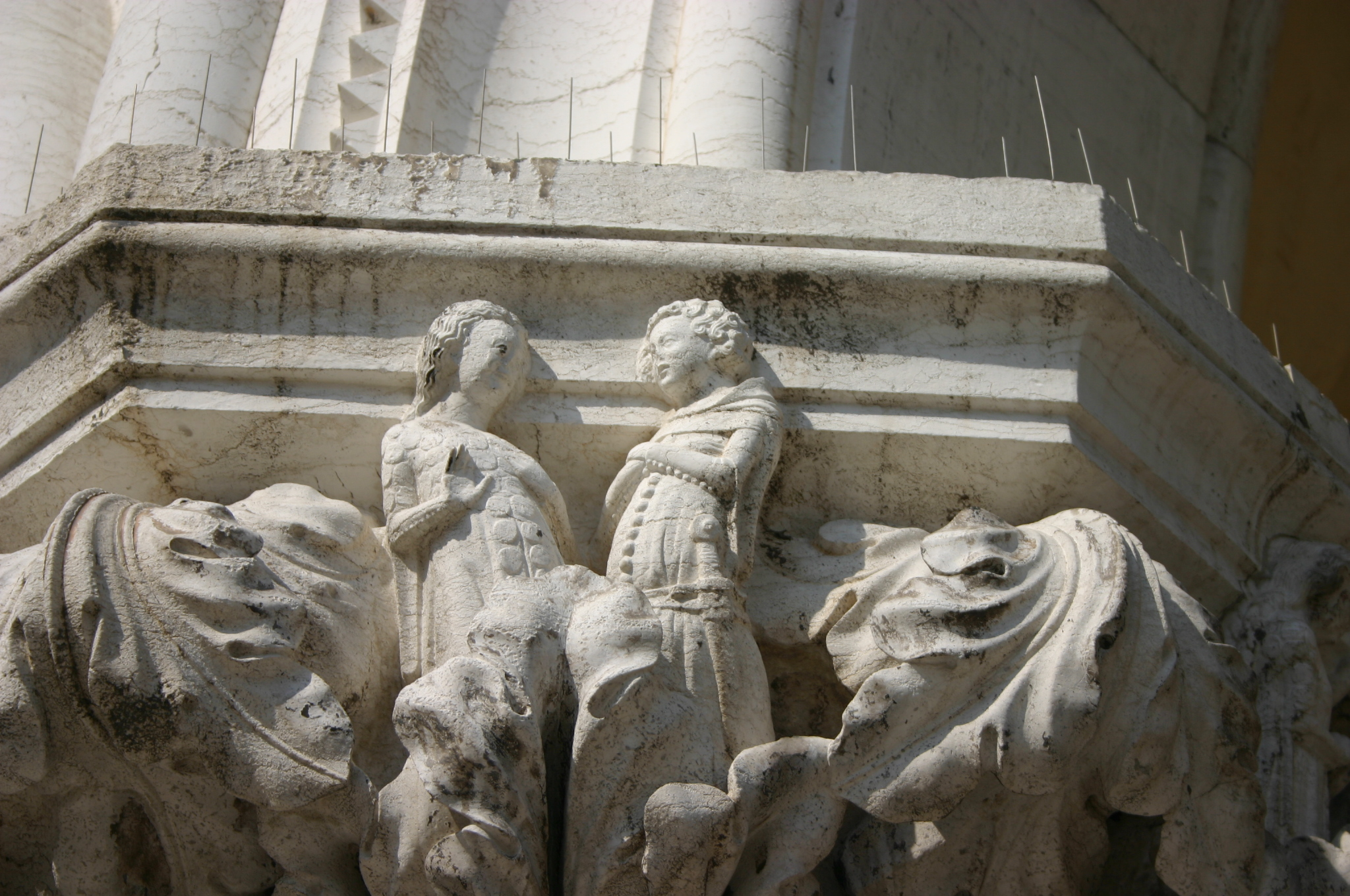
Tredicesimo capitello
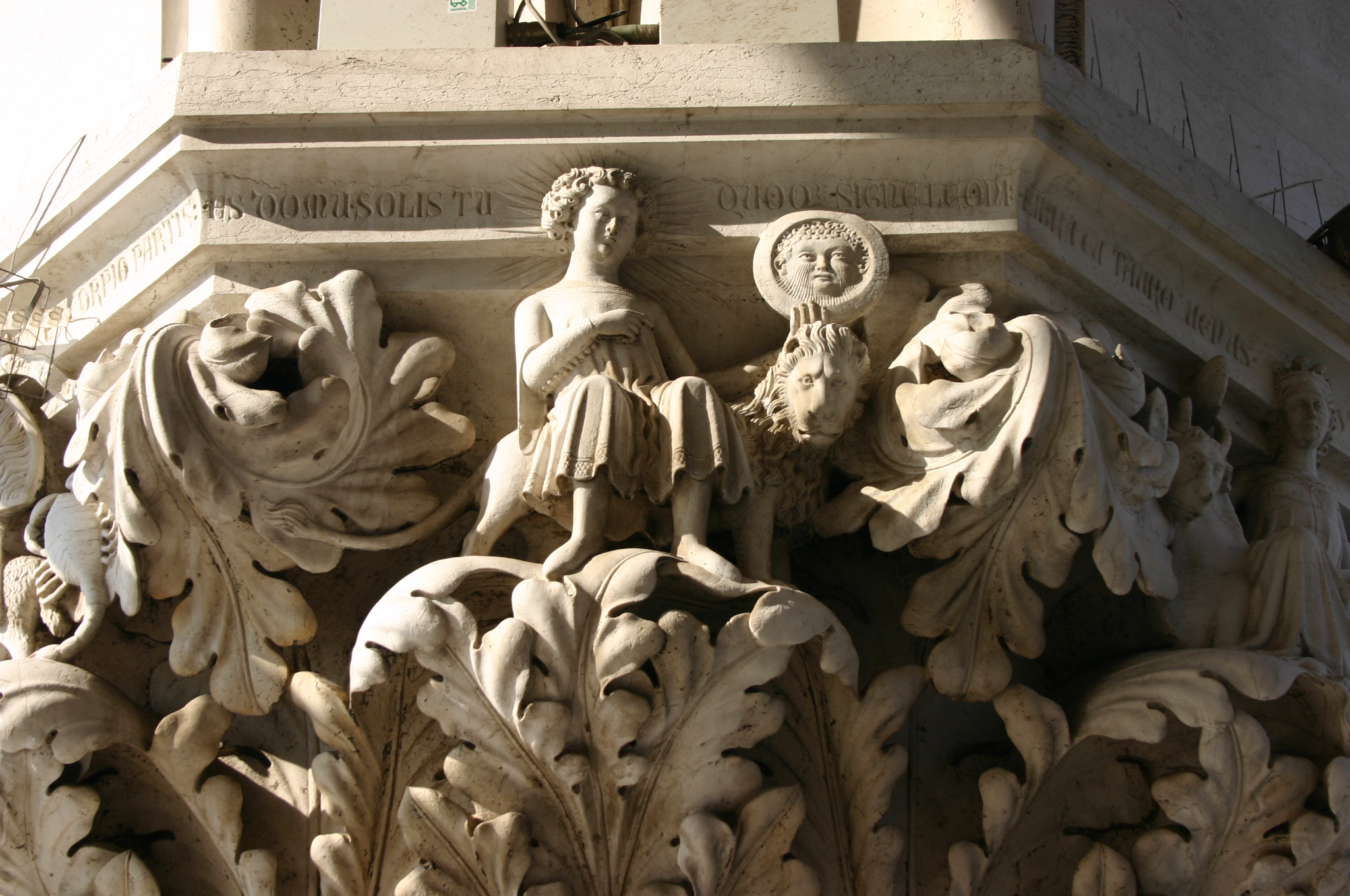
Diciannovesimo capitello
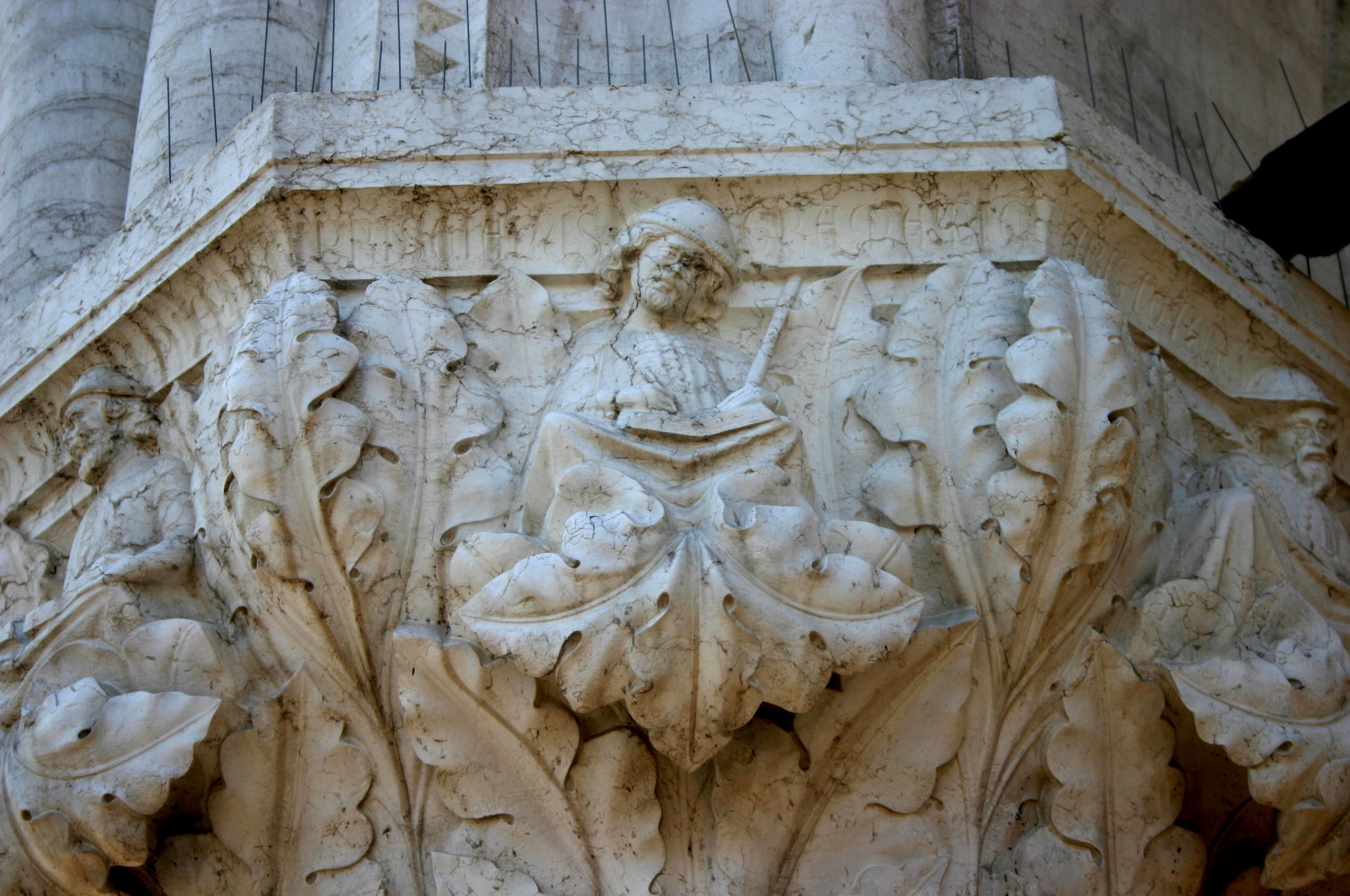
Ventesimo capitello

### Scalinate monumentali

#### Scala dei Giganti

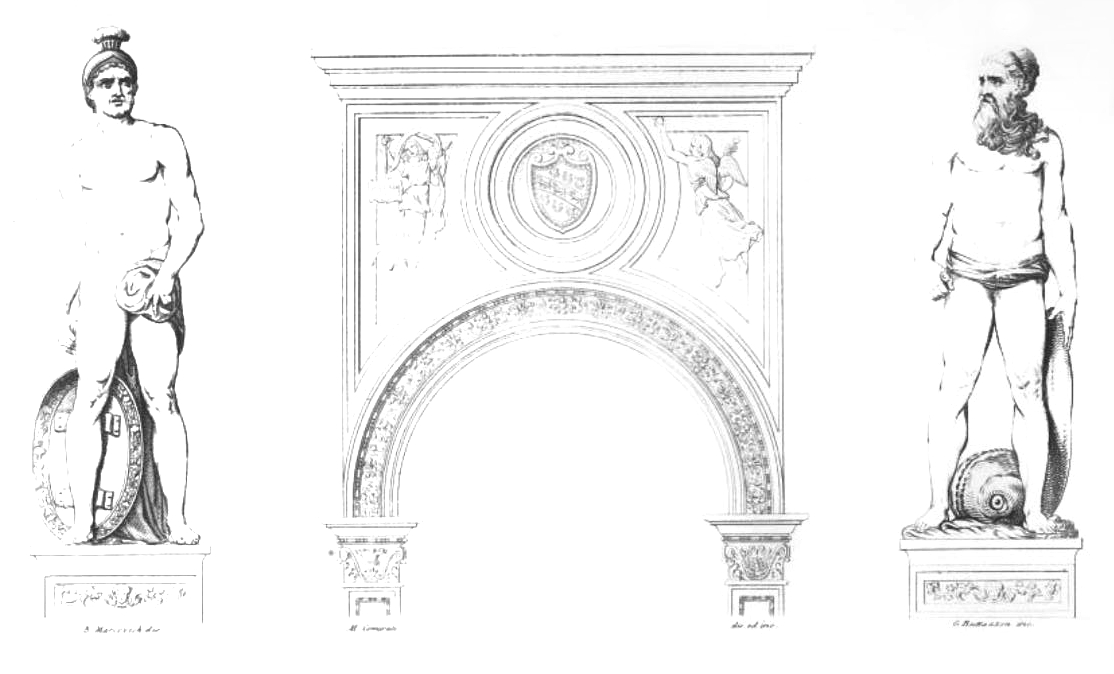
Marte e Nettuno in un'incisione tratta dall'opera Il palazzo ducale di Francesco Zanotto

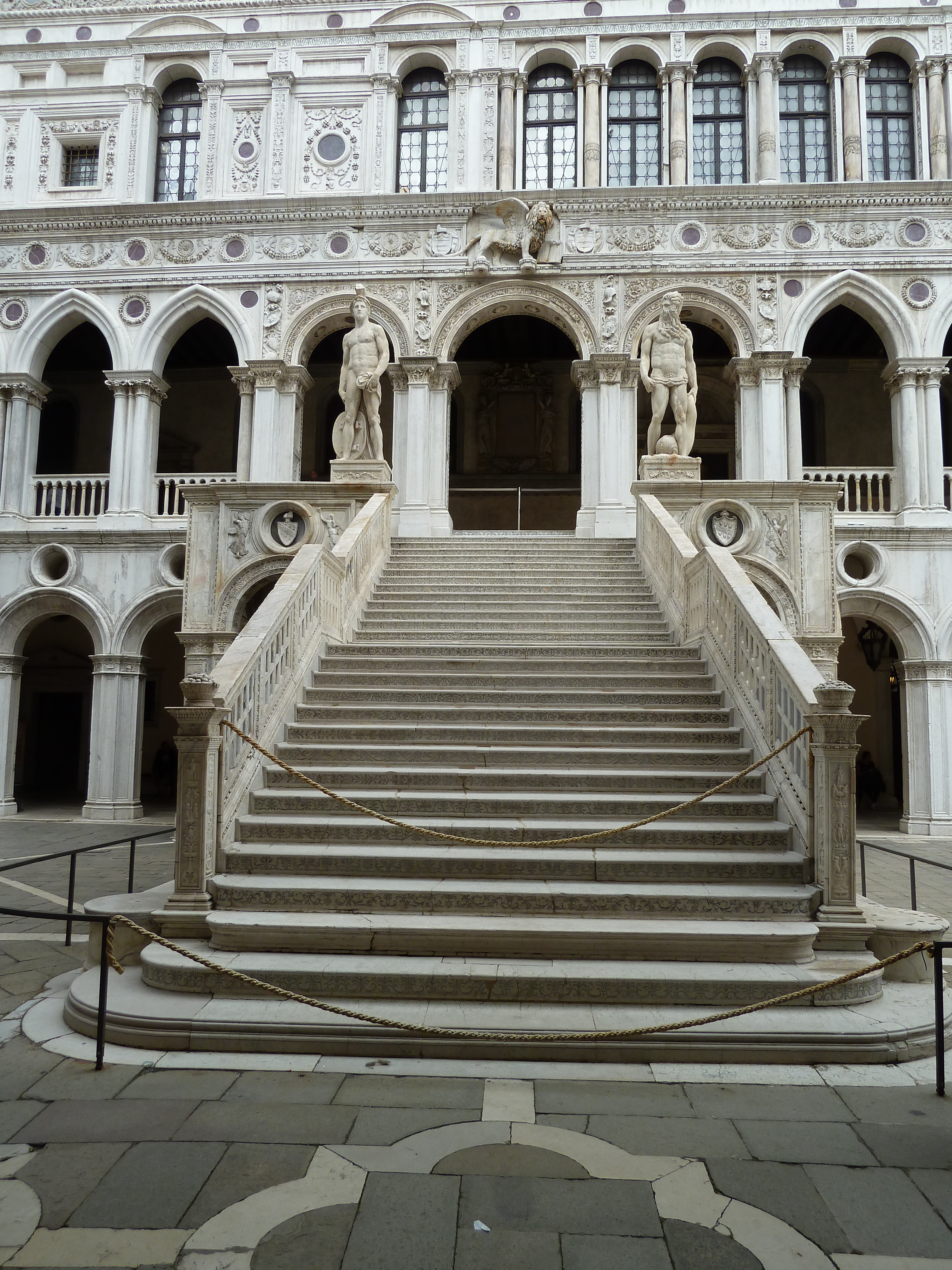
Visuale moderna

Eretta tra il 1483 e il 1485 su progetto di Antonio Rizzo, che la decorò con pregiati rilievi tra i quali si ricordano Fame e Vittorie, la Scala dei Giganti deve il nome alle due statue marmoree del Sansovino raffiguranti Marte e Nettuno qui poste nel 1567. Lo scalone monumentale collega il cortile alla loggia interna del primo piano ed era il luogo deputato alla cerimonia dell'incoronazione ducale. Le due statue colossali dovevano rappresentare la potenza e il dominio di Venezia sulla terraferma e sul mare. Tra le due statue trovava un tempo posto il Leone andante di Luigi Borro.
La scala è contigua all'arco dedicato al doge Francesco Foscari, detto Arco Foscari, vero arco trionfale, a tutto sesto, a fasce alterne in pietra d'Istria e marmo rosso di Verona, coronato da pinnacoli goticheggianti e da un gruppo di svettanti sculture di Antonio Bregno e altri mastri di provenienza lombarda, che rappresentano le allegorie delle arti. Sul prospetto verso la scala erano anche collocate le due statue di Antonio Rizzo con Adamo ed Eva, ora esposte all'interno del palazzo e sostituite da copie.
L'arco è collegato alla Porta della Carta attraverso l'androne Foscari, da cui oggi si esce dal Palazzo. A sinistra della Scala dei Giganti si trova un cortiletto, delimitato da una costruzione rinascimentale caratterizzata da finestre a timpano, realizzata da Giorgio Spavento e Antonio Abbondi, detto dei Senatori in quanto vi si riunivano i membri del Senato durante le cerimonie solenni.

#### Scala d'Oro

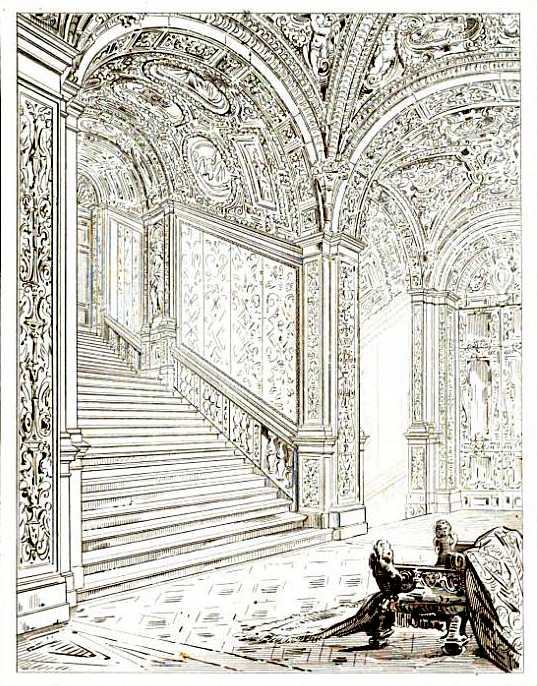
La Scala d'Oro in un'incisione tratta dall'opera Il palazzo ducale di Francesco Zanotto

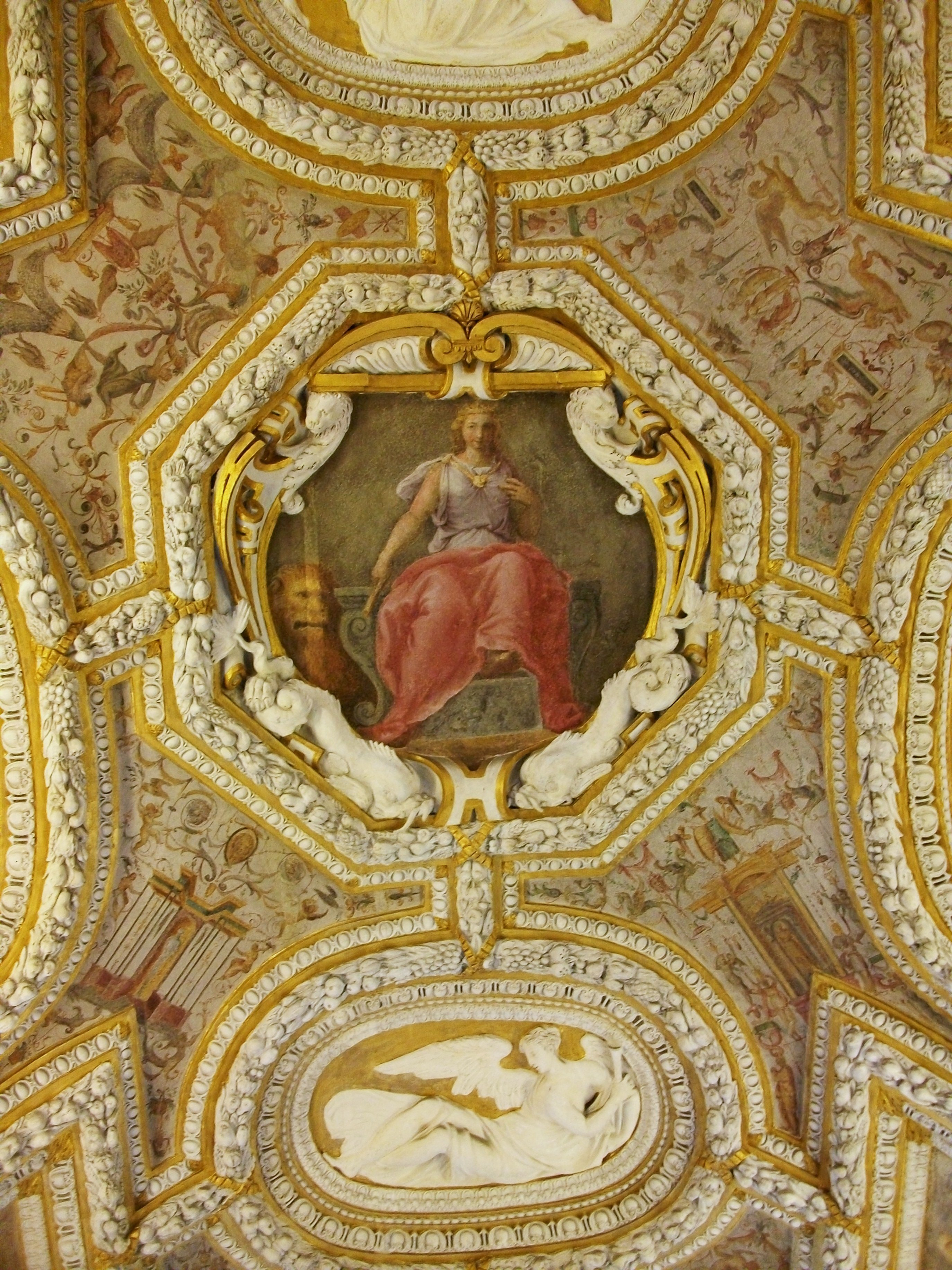
Dettaglio della volta

Naturale prosecuzione della Scala dei Giganti è la Scala d'Oro, così chiamata per le ricche decorazioni in stucco bianco e foglia d'oro zecchino della volta, eseguite a partire dal 1557 da Alessandro Vittoria, mentre i riquadri ad affresco, della stessa epoca, sono opera di Giambattista Franco. Venne realizzata per separare gli spazi dedicati alla privata abitazione del doge, posti a nord, dal palazzo di giustizia, che si trova a sud. Nonostante l'ingannevole presenza dello stemma del doge Andrea Gritti in chiave d'arco, la scala d'oro fu costruita durante il dogati dei dogi Lorenzo e Girolamo Priuli, che regnarono tra il 1556 e il 1567, su progetto di Jacopo Sansovino nel 1555 e ultimata in due fasi, prima dallo Scarpagnino nel 1559 e poi sotto il dogato di Sebastiano Venier. L'arco con lo stemma del Gritti era stato eretto precedentemente e dava su una scala lignea provvisoria, realizzata appunto durante il dogato di Gritti a partire dal 1538. Prima che il progetto del Sansovino fosse realizzato nel 1555, erano già stati interpellati architetti come Michele Sanmicheli e di Andrea Palladio.
Quale scala d'onore, la Scala d'Oro conduce su due rampe dal piano delle logge ai due piani superiori, su ciascuno dei quali si apre in un vestibolo con ampie vetrate. Appena dopo l'arco di accesso, realizzato da Antonio Abbondi, si trovano due colonne reggenti gruppi marmorei eseguiti verso la metà del XVI secolo dallo scultore Tiziano Aspetti, raffiguranti Ercole che uccide l'Idra e Atlante che regge il mondo. Tali opere alludono chiaramente alla saggezza e alla sapienza necessarie ai legislatori per una buona amministrazione.
La scala si organizza su cinque rampe: sulla prima rampa, di venti gradini, si apre un pianerottolo alla cui sinistra si trova una porta tramite la quale si accedeva a uno spogliatoio degli scudieri regali. A destra del pianerottolo si apre la seconda rampa, che porta nella direzione opposta, conducendo al lungo corridoio su cui si affaccia la Sala degli Scarlatti. La terza rampa è composta da diciotto gradini e sul suo pianerottolo s'affaccia la Sala dello Scudo: segue lo stesso asse della precedente, conducendo al livello dell'appartamento dogale. La quarta e la quinta rampa, allineate tra di loro e opposte come verso alla prima e alla terza, conducono nell'Atrio Quadrato, sul quale si affaccia la Sala delle Quattro Porte. Sulla prima e sulla seconda rampa gli stucchi sono disposti in linea retta e dividono lo spazio della volta in sette settori. La prima rampa è dedicata a Venere e allude alla conquista di Cipro, isola natale della dea. Nel ramo verso l'appartamento del doge, la decorazione esalta Nettuno, a significare il dominio di Venezia sul mare.

### Piano terra

A - Caffetteria; B - Guardaroba; C - Prigioni (Pozzi); D - Toilettes; E - Cortiletto dei Senatori; F - Scala dei Giganti; G - Cortile centrale; H - Entrata (Porta del Frumento); I - Arco Foscari; da J a O - Museo dell'Opera; P - Porta della Carta

Il piano terra si organizza attorno alla corte centrale e ospita la sede del Museo dell'Opera, sita a cavallo tra le facciate meridionale e occidentale; è circondato da un porticato sia su due lati della parete esterna sia lungo tutto il perimetro interno; si collega al superiore tramite la Scala dei Censori e la Scala dei Giganti.

#### Museo dell'Opera
Il Museo dell'Opera si trova al piano terra del palazzo. L'Opera era anticamente una specie di ufficio tecnico preposto alla manutenzione del palazzo e della gestione degli innumerevoli interventi di riforma e ristrutturazione subiti e conservava documenti e vestigia della propria attività. I capitelli del Museo dell'Opera sono una parte preziosa e importante dell'apparato di sculture e rilievi che arricchiscono le facciate medievali di Palazzo Ducale. In particolar modo, nel 1875, durante un importante piano di ristrutturazione, ben 42 capitelli vennero asportati e sostituiti con copie: gli originali, che erano pericolanti e in stato di degrado, furono accuratamente restaurati e vennero disposti nel museo. L'importanza dei capitelli risiede nel fatto che questi non solo costituivano un fatto d'arte eccezionale, ma anche trasmettevano insegnamenti storici, morali e politici che però sono oggi di difficile interpretazione. Nel 1995-96 i capitelli furono reinstallati nella loro sede originaria. L'allestimento attuale si sviluppa in sei sale.

### Piano delle Logge

A - Sala della Cancelleria Ducale; B - Sala della Milizia da Mar; C - Stanza della Bolla Dogale; D - Sala dello Scrigno; E - Scala d'Oro; F - Avogadria; G - Sala dei Notai; H - Sala dei Censori; I - Scala dei Censori; J - Cortiletto dei Senatori; K - Scala dei Giganti; L - Cortile; M - Porticato Foscari; N - Loggia Foscari

In cima alla Scala dei Giganti si trova il vasto sistema di loggiati, i quali, circondando il palazzo dall'interno e dall'esterno e conservando parte dell'impianto della fortezza originaria, sorreggono l'imponente mole sovrastante conferendo a Palazzo Ducale la tipica sensazione di rovesciamento, con la parte chiusa massiccia al disopra e quella aerea e leggera al disotto.
In questo piano trovavano spazio una serie di ambienti minori destinati all'amministrazione e ai servizi del palazzo, oltre alla Cancelleria Ducale Inferiore (oggi bookshop) e la libreria del museo.
Sulla parete sono incastonate diverse bocche di leone in cui, a partire dalla fine del XVI secolo, potevano essere introdotte denunce di crimini o malversazioni. Una volta introdotto nella fessura, il biglietto finiva nella cassetta di legno che si apriva dall'altra parte del muro, in corrispondenza dell'ufficio a cui la denuncia era rivolta.
Sempre su tale piano trovavano collocazione due importanti ambienti.
- La Sala dello Scrigno, nella quale trovavano collocazione il Libro d'Oro, in cui erano iscritti tutti i nomi dei patrizi veneziani, e il Libro d'Argento, nel quale erano elencate le famiglie degli Originarii, cioè i cittadini veneziani a pieno titolo, cui erano aperte le porte dell'amministrazione, il tutto corredato da documenti in grado di comprovare la regolarità di tali iscrizioni. Questi due documenti erano custoditi in uno scrigno, custodito all'interno di un armadio, eponimo di questo locale. Quello attuale risale al XVIII secolo, ed è decorato con le tinte del bianco e dell'oro. Tale locale è decorato da numerosi ritratti di avogadori, realizzati da Alessandro Longhi, Pietro Uberti e Vincenzo Guarana[131][136] e comunica coll'Avogadria e con la Sala della Milizia da Mar.

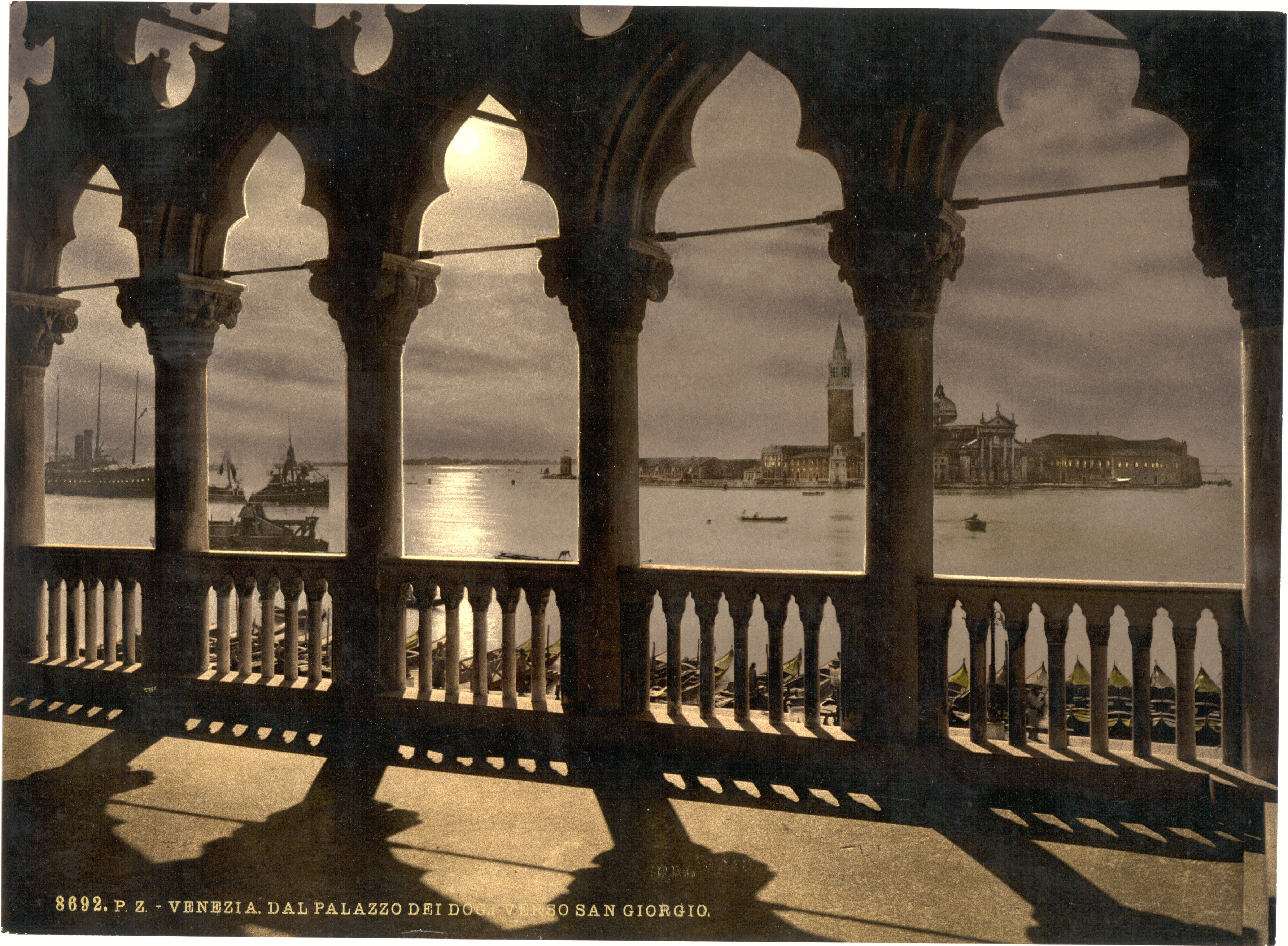
Il loggiato esterno

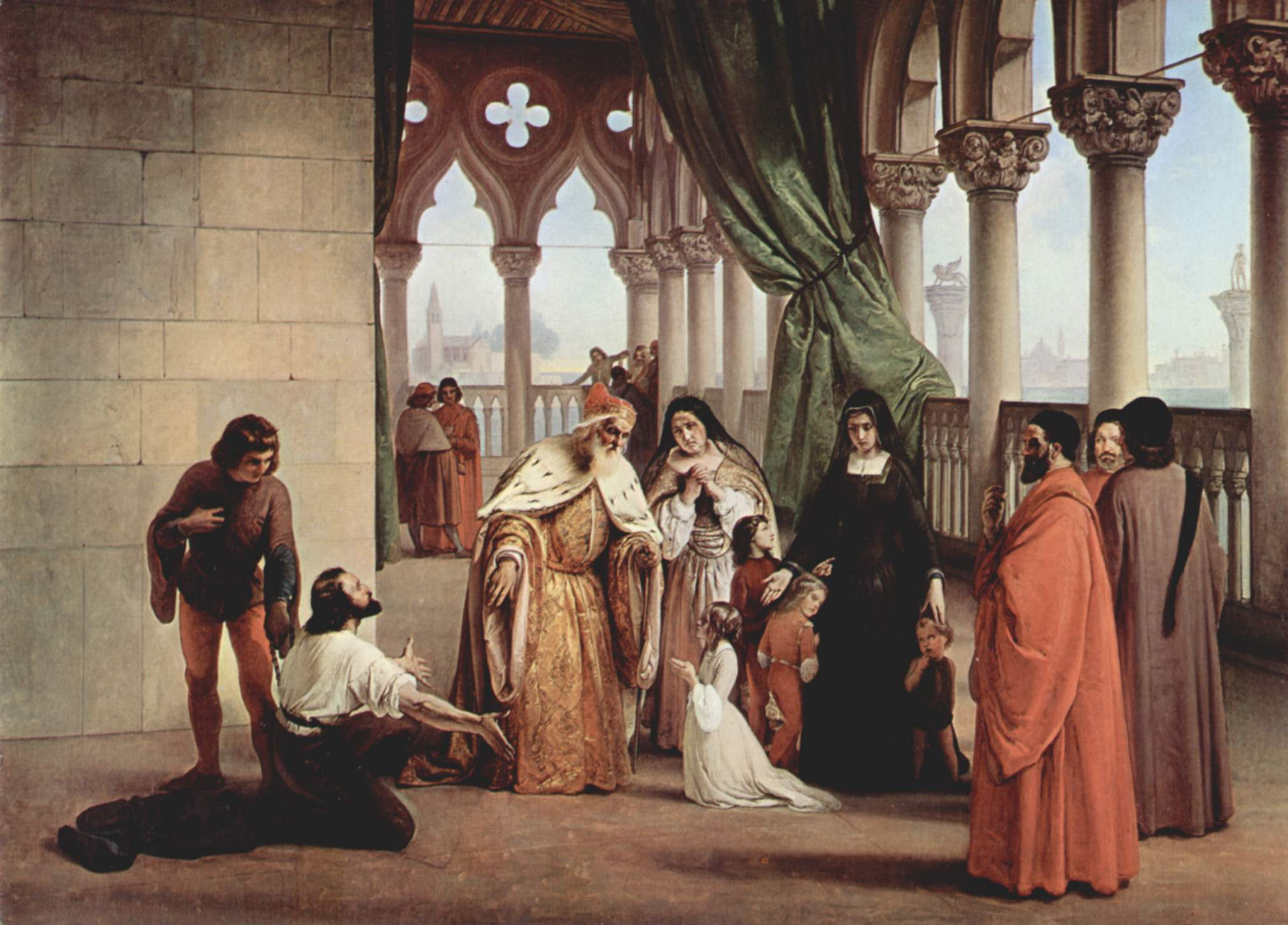
Commiato del figlio esiliato del doge Francesco Foscari dal padre sulla loggia del palazzo in un dipinto di Francesco Hayez

- La Sala della Milizia da Mar; questo organo, formato da una ventina di membri del Senato e del Maggior Consiglio, fu istituito a metà del XVI secolo e aveva il compito di reclutare gli equipaggi per le galere da guerra della potente flotta veneziana.[136] I dossali risalgono al XVI secolo, mentre le torciere sono successive di due secoli. Questo ambiente, comunicante con la Cancelleria, con la Sala della Bolla e con la Sala dello Scrigno, è affacciata sul Rio di Palazzo.

#### Gli ambienti giudiziari del piano loggiato
Sempre sul piano delle logge si trovano gli ambienti destinati alla giustizia amministrativa: gli uffici giudiziari costituivano infatti un sistema verticale raccolto nella parte d'angolo tra l'ala del molo e quella del rio di Palazzo e si sviluppavano sull'intera altezza del palazzo, collegandosi tra loro attraverso scale e passaggi. Nel piano a logge trovavano posto.
- Le Sale dei Censori e dei Notari, destinate ai magistrati incaricati di mantenere la morale e reprimere la corruzione nell'amministrazione dello Stato pur non andando a costituire un organo giudicante. Queste due, comunicanti, sono site tra la Scala dei censori e la Scala d'Oro e risultano affacciate sul Rio di Palazzo. I dipinti di Domenico Tintoretto, Leandro Da Ponte e Tiberio Tinelli ritraggono alcuni magistrati e, al di sotto, gli stemmi di coloro che ricoprirono tale carica.[110]
- La Sala dell'Avogaria de Comùn ospitava un'antica magistratura formata da tre membri eletti dal Maggior Consiglio che erano responsabili del mantenimento della legalità costituzionale.[110] Altro compito di questa magistratura era quello di vegliare sulla purezza della componente patrizia, giudicando la legittimità di matrimoni e nascite relative alle famiglie iscritte al Libro d'Oro. Tra i ritratti di Avogadori, molti dei quali in adorazione di fronte alla Vergine, ai santi o a Cristo, si registrano opere di Jacopo e Domenico Tintoretto.[136][137]

Questi spazi conducevano al Ponte dei Sospiri, che, scavalcando il Rio di Palazzo, collegava il Palazzo all'edificio delle Prigioni Nuove.

#### Ponte dei Sospiri
Usciti dalla Sala del Magistrato alle Leggi e imboccata una piccola scala in discesa, ci si trova in uno stretto corridoio tra pareti in pietra, che non è altro che uno dei due attraversamenti del Ponte dei Sospiri. Costruito nel 1614 per unire al Palazzo Ducale il nuovo edificio adiacente destinato alle Prigioni Nuove, è chiuso e coperto e rivela nell'apparato decorativo esterno un gusto che anticipa le novità barocche. All'interno è percorso da due corridoi paralleli, separati da un muro. Il primo mette in contatto le Prigioni con le Sale del Magistrato alle Leggi e della Quarantia Criminal. Il secondo, invece, collega le Prigioni alle Sale dell'Avogaria e al Parlatorio. Entrambi comunicano con la scala di servizio che collega Pozzi e Piombi. Il termine dei Sospiri fu coniato in epoca romantica alludendo al fatto che i prigionieri, quando dalle sale delle magistrature venivano condotti alle Prigioni Nuove, sospirassero potendo per un istante scorgere la laguna (e in particolare l'isola di San Giorgio Maggiore).

#### Prigioni Nuove

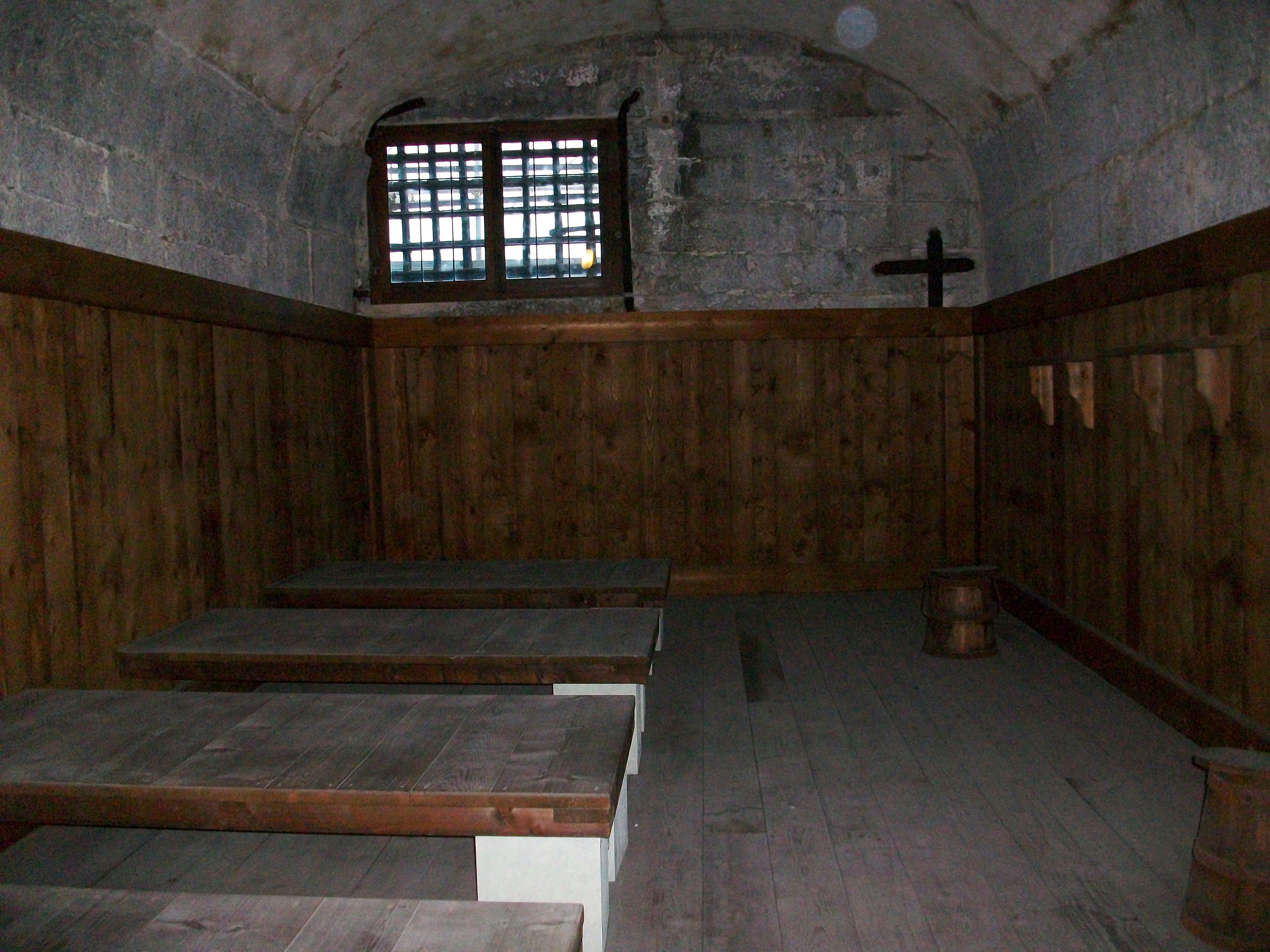
Una cella delle Prigioni Nuove

Il Palazzo delle Prigioni Nuove è un annesso del Palazzo Ducale, sito nel sestiere di Castello, dalla parte opposta rispetto al Rio di Palazzo. Nei primi anni della Repubblica in Palazzo Ducale convissero funzioni legislative, giudiziarie e di detenzione. Ben presto, però, questo spazio si rivelò troppo stretto per ospitare il gran numero di prigionieri che affollavano le celle, e crebbe il rischio dello scoppio di un'emergenza sanitaria di imponenti dimensioni. La decisione di usare come prigione l'edificio che sorgeva dove oggi si trova questo, sito presso il Ponte della Paglia, che ha questo nome per il fatto che vi sostavano barche cariche di paglia, fu presa dal Maggior Consiglio alla fine del XV secolo. Questa operazione non migliorò le condizioni dei detenuti, in quanto la vecchia casa garantiva condizioni igieniche ancora più precarie. La Prigion Nova fu quindi sostituita dalla Prigion Novissima, il cui cantiere durò circa cent'anni per via dei continui ampliamenti. La decisione di acquistare altri lotti adiacenti venne resa effettiva solo nel 1574: per la costruzione della nuova ala furono interpellati architetti come Antonio Da Ponte e Zanmaria de Piombi: nonostante i due progetti non presentassero sostanziali differenze, fu scelto quello del primo, caratterizzato dalla presenza di un porticato e di un piano superiore destinato alla Sala dei Signori di Notte e alla Camera del Tormento, al quale si accedeva mediante una scala di rappresentanza. Nel complesso, il prospetto è chiaramente ispirato all'arte del XVI secolo per le linee austere, per l'uso della pietra e per la disposizione di archi e finestre. La parte posteriore, congiunta al precedente edificio, prevedeva invece tre piani di celle unite dai corridoi di ronda. Passando per il cortile principale si poteva raggiungere la chiesetta interna; un secondo cortile, a forma di L, era stato ricavato abbattendo un edificio destinato all'Inquisizione. La facciata laterale presenta un linguaggio più semplice.
Questa costruzione si dimostrò per l'epoca straordinariamente moderna in quanto migliorava i servizi a disposizione dei detenuti e metteva a loro disposizione celle più ampie. Inoltre, fu il primo edificio in tutta Europa a essere stato usato solo come luogo per la detenzione e a non avere pure funzioni legislative, come prima Palazzo Ducale. Dopo la morte del progettista, avvenuta nel 1597, il cantiere fu proseguito da Antonio e da Tommaso Contin, che realizzò il celeberrimo Ponte dei Sospiri per congiungere la nuova fabbrica a Palazzo Ducale. L'edificio, sfruttato anche da austriaci e francesi, smise di funzionare solo nel 1919 in quanto non più adatto ai moderni standard igienici.

### Primo piano nobile

A - Sale private del Doge; B - Sala dei Filosofi; C - Sala delle Mappe; D - Sala degli Stucchi; E - Sala Erizzo; F - Sala Grimani; G - Terrazza; H - Sala degli Scarlatti; I - Scala d'Oro; J - Sala della Quarantia Criminal; K - Scala del Censori; L - Sala della Quarantia Civil vecchia; M - Andito del Maggior Consiglio; N - Sala dell'Armamento; O - Sala del Maggior Consiglio; P - Andito della Sala dello Scrutinio; Q - Sala della Quarantia Civil nuova; R - Sala dello Scrutinio

Vi dà accesso principale la prima rampa (composta da due scalinate in sequenza) della Scala d'Oro. Piano nobile del palazzo, vi trovano collocazione a nord, tra il Rio di Palazzo e il cortile interno, gli ambienti riservati al Doge e, a sud, tra il cortile interno e il Molo, quelli destinati alle riunioni e alle votazioni del Maggior Consiglio. Altre possibilità di accesso al piano sono la scala che congiunge il primo pianerottolo della Scala d'Oro all'ex Museo Archeologico e la Scala dei Censori, costruita nel 1522.

#### Appartamento Ducale
È composto da una serie di ambienti destinati al principe, affacciati sul Rio di Palazzo, e vi si accede dall'atrio al termine della prima rampa della Scala d'Oro, sulla sinistra. Attualmente i locali sono privi della mobilia originale in quanto, essendo questa proprietà dei singoli dogi, veniva portata via dagli eredi dopo la morte del governante. Tuttavia rimane la decorazione pittorica e plastica dei soffitti, alla quale contribuì anche Pietro Lombardo. 
- La Sala degli Scarlatti era usata come anticamera per i Consiglieri ducali, dal colore delle cui vesti prende il nome. Si trattava di magistrati incaricati di accompagnare il doge nelle cerimonie ufficiali.[143] Attualmente la stanza appare piuttosto spoglia in quanto dell'antica decorazione conserva solo il soffitto intagliato, opera di Biagio e Pietro da Faenza, caratterizzato dalla presenza dello stemma di Andrea Gritti. Come per altre stanze, anche questa presenta un imponente camino, originario del primo XVI secolo, realizzato da Antonio e Tullio Lombardo e caratterizzato da uno stemma dei Barbarigo sulla cappa. Lombardesca è pure la decorazione marmorea sottostante alla porta d'accesso, raffigurante il doge Leonardo Loredan in preghiera; opere importanti di questo locale sono la Risurrezione di Giuseppe Salviati e la Madonna con bambino di Tiziano.[144] Alla Sala degli Scarlatti si può accedere attraverso il lungo corridoio un tempo ospitante il Museo Archeologico o tramite la Sala dello Scudo.

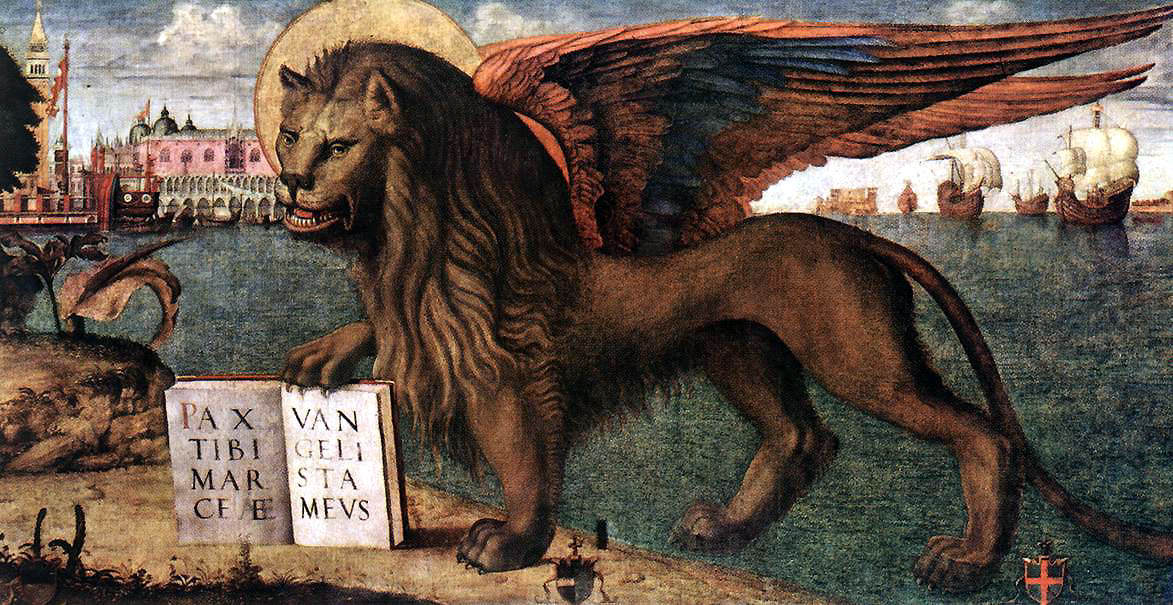
Dettaglio del leone marciano di Carpaccio

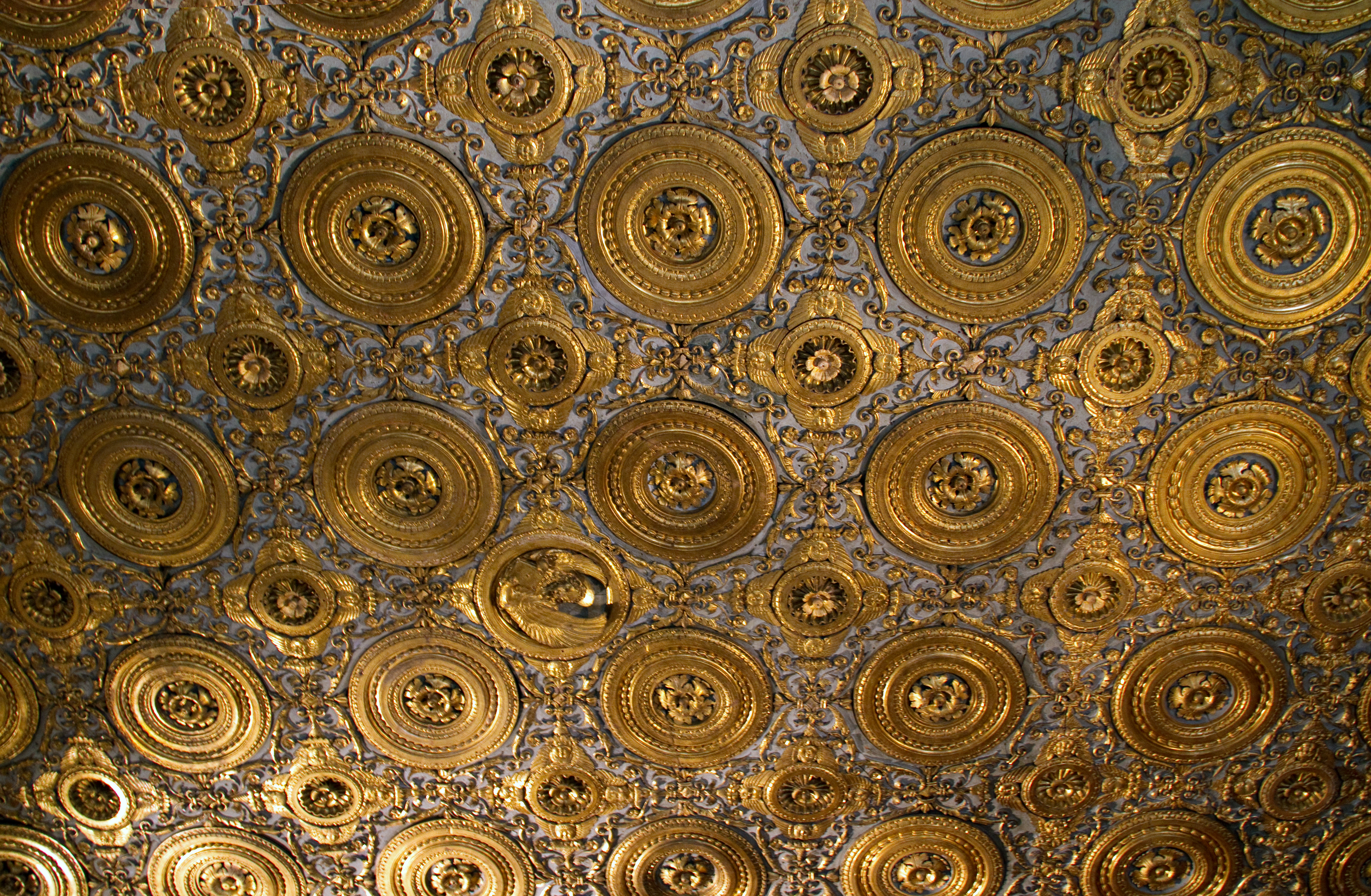
Il soffitto della Sala Erizzo

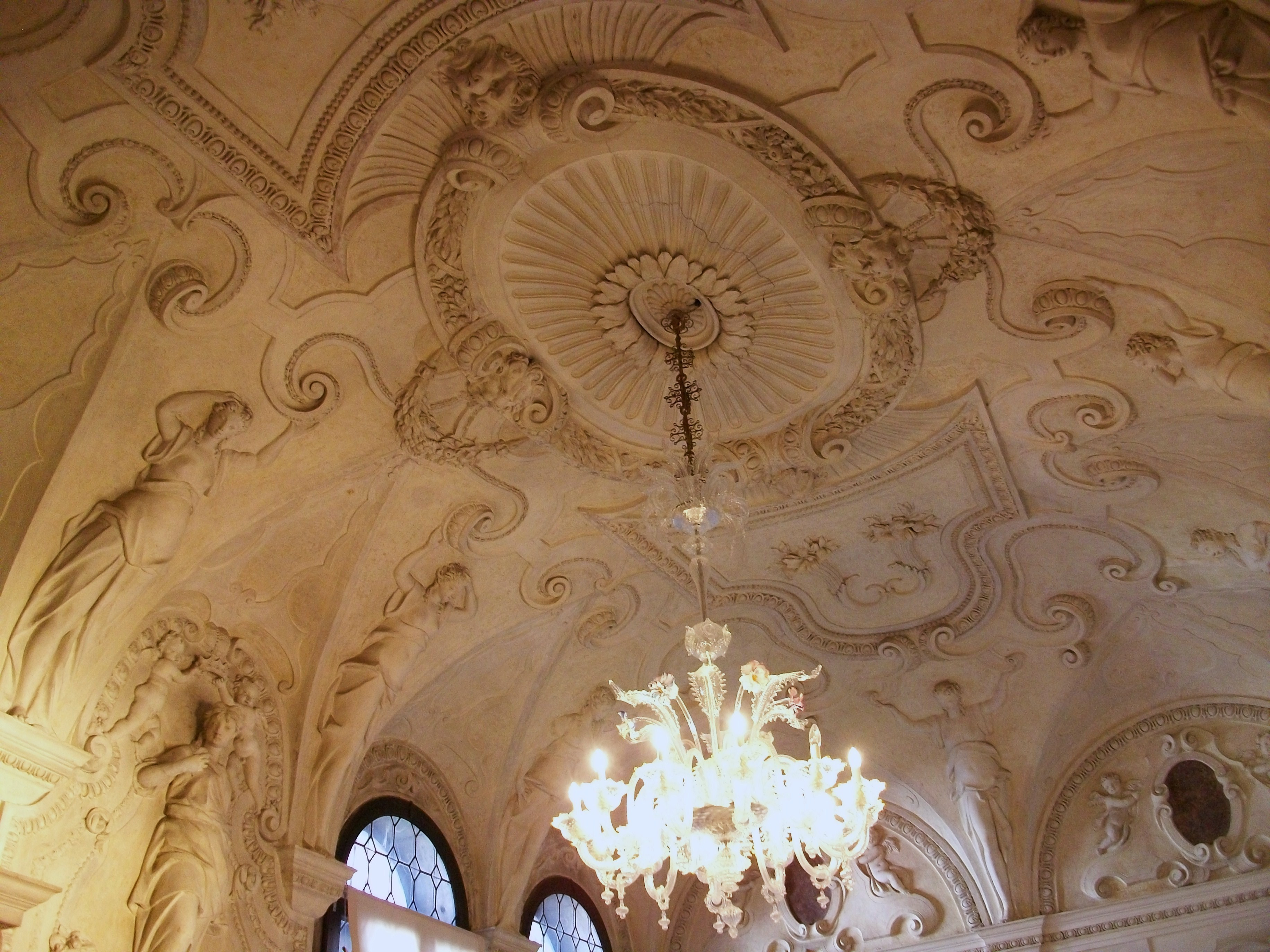
Visuale della Sala degli Stucchi

- La Sala degli Scudieri, destinata agli scudieri del Doge. Gli scudieri erano nominati dal doge e dovevano essere sempre a sua disposizione. Svolgevano diverse funzioni, dai servizi di anticamera al portare i simboli dogali nei cortei e nelle processioni. In origine era da questo locale che si accedeva all'appartamento dogale. La sala, dall'aspetto spoglio, spicca per la presenza di due monumentali portali risalenti alla fine del XV secolo: l'uno immette nella Sala dello Scudo, l'altro conduce alla Scala d'Oro, all'altezza del primo pianerottolo.[144]
- La Sala dello Scudo, nella quale il doge regnante esponeva il proprio stemma araldico e dava udienze private e banchetti, costituisce un unico con la Sala dei Filosofi, assieme alla quale ricostruisce la tipica forma a T degli ambienti di rappresentanza delle antiche dimore veneziane. Data la funzione di ricevimento della sala, la grande decorazione con carte geografiche, realizzata per la prima volta nel XVI secolo, dopo l'incendio del 1483, era stata concepita per sottolineare la tradizione illustre e gloriosa su cui poggiava la potenza dello Stato. I curatori di tale opera decorativa furono Giovan Battista Ramusio, Giovanni Domenico Zorzi e Giacomo Gastaldi, che realizzarono rispettivamente le mappe del Mediterraneo, dell'Asia Minore, del Mediterraneo orientale e dei Viaggi di Marco Polo. Venne poi risistemata nel 1762 da Francesco Griselini che la arricchì con i dipinti dei più celebri esploratori veneziani, realizzati sottocommissione di Marco Foscarini: Nicolò e Antonio Zen, Pietro Querini e Alvise da Mosto. Coevi sono i due globi girevoli siti al centro della sala, rappresentanti la volta celeste e la Terra. Sulla parete sopra la porta vi è l'affresco di Tiziano con San Cristoforo. L'insegna esposta è quella del doge Ludovico Manin.[144]
- La Sala dei Filosofi, lunga e stretta, sorta di corridoio sul quale si affacciano altri locali, deve il nome a dodici dipinti con antichi filosofi realizzati da Paolo Veronese e altri artisti nella seconda metà del Cinquecento per la sala della Biblioteca Marciana, che vennero trasferiti qui, per iniziativa del doge Marco Foscarini (1762-1763) e vi rimasero fino al 1929, sostituiti dalle figure allegoriche ora disposte sulle pareti. Si noti, sulla parete sinistra, una porticina che, sita alla base di una scala conducente al piano superiore, consentiva al doge di raggiungere le stanze dove operavano il Senato e il Collegio senza uscire dal proprio appartamento.[144]
- La Sala Grimani, la Sala Erizzo e la Sala Priuli, destinate alla vita privata del Doge e con accesso a un giardino pensile. Si tratta di locali prospicienti il cortile centrale, allineati lungo la Sala dei Filosofi che funge quindi da portego.
  - La Sala Grimani prende il nome dallo stemma dei Grimani, raffigurato al centro del soffitto. Questa potente famiglia diede tre dogi alla Repubblica: Antonio (1521-1523), Marino (1595-1605) e Pietro (1741-1752). Alle pareti sono stati riuniti importanti dipinti raffiguranti il Leone di san Marco, uno di Jacobello del Fiore (1415), uno di Donato Veneziano (1495) e il celeberrimo leone di Vittore Carpaccio (1516) con le zampe anteriori sulla terra e quelle posteriori sulle onde a simboleggiare il dominio della Repubblica sulla terra e sui mari. Sotto al soffitto, si trova un fregio allegorico sui temi di San Marco col Leone, Geografia, Agricoltura, Legge, Architettura, Venezia in figura muliebre, Astronomia, Ricompensa, Vergine, attribuito a Andrea Vicentino. Il soffitto intagliato risale al dogato di Marco Barbarigo e di Agostino Barbarigo, cioè al periodo compreso tra il 1485 e il 1501: lo stemma di questa famiglia è sito sul camino lombardesco.[144]
  - La Sala Erizzo presenta lo stemma di Francesco Erizzo sul poderoso camino, risalente alla fine del XV secolo.[143] Lo stemma, affiancato da Venere e Vulcano, venne applicato sul camino solo in un secondo momento. Il soffitto presenta intagli dorati su sfondo azzurro. Un fregio allegorico, contraddistinto dalla presenza di putti e simboli di guerra, evidenzia l'abilità militare del doge.[144]
  - La Sala Priuli presenta invece sul caminetto con figure allegoriche lo stemma di Lorenzo Priuli; si distingue pure per la decorazione a cariatidi in stucco che contraddistingue la volta: è nota anche come Sala degli Stucchi.[143] Questa opera decorativa risale al dogato di Marino Grimani. Pietro Grimani commissionò invece gli stucchi parietali e fece realizzare le cornici per i dipinti qui un tempo esposti, illustranti episodi della vita di Cristo e un ritratto di Enrico III di Francia, attribuito a Jacopo Tintoretto. In seguito agli incendi del 1574 e del 1577 fu necessario provvedere alla nuova decorazione. Nel XVII secolo, quando l'appartamento fu ampliato, la Sala degli Stucchi fu collegata alla Canonica di San Marco. Tale collegamento fu demolito nel XIX secolo.[144]
- La Sala delle Volte, la Sala dell'Udienza e quella dell'Antiudienza erano locali secondari. La Sala delle Volte era probabilmente usata come locale privato del doge. La Sala dell'Udienza era decorata da un camino in marmo di Carrara, scolpito con decorazioni raffiguranti putti su delfini e al centro il leone marciano, e da un fregio ligneo: entrambe le opere risalgono alla fine del XV secolo. Non si conosce con precisione la funzione della Sala dell'Antiudienza e da questo possiamo dedurre che questo locale, ornato da un magnifico camino, cambiò uso più volte.[144]

#### Gli ambienti giudiziari del primo piano nobile

Hieronymus Bosch, Trittico di Santa Liberata (ora alle Gallerie dell'Accademia)

Dal lato opposto rispetto agli appartamenti ducali trovavano posto una serie di spazi dedicati all'amministrazione della giustizia.
- Sala del Magistrato alle Leggi (oppure fino al 2016 Sala Bosch), destinata ai tre Conservatori ed esecutori delle leggi e ordini degli uffici di San Marco e di Rialto di origine patrizia, facenti parte di una magistratura creata nel 1553, responsabili di far osservare le normative che regolava l'avvocatura. La sala doveva il suo secondo nome alla presenza di dipinti realizzati da Hieronymus Bosch, dati in eredità alla Serenissima nel 1523 dal cardinale Domenico Grimani che inizialmente si trovavano nella Sala dei Tre Capi del Consiglio dei Dieci. I tre trittici dal 2017 sono entrati nelle Gallerie dell'Accademia che ne erano effettive assegnatarie dalle restituzioni austriache del 1919. Si trattava del Trittico degli eremiti[145] (risalente al 1505), Trittico di Santa Liberata[146] e le quattro tavole, note col nome collettivo di Quattro visioni dell'Aldilà, transitate tra il 2008 e il 2010 per l'originario Palazzo Grimani.[147] Restano del legato Grimani un Inferno surrealistico attribuito al Monogrammista J S e un Ecce homo opera di Quentin Massys.[148]
- Sala della Quarantia Criminal, destinata alla giustizia penale e alla sovrintendenza delle finanze e della moneta.[149]
- Sala dei Cuoi, dalle decorazioni in cuoio delle pareti, costituiva l'archivio della Quarantia.[149]
- Sala della Quarantia Civil Vecchia, destinata alla giustizia civile del territorio veneziano e dei domini marittimi. Si tratta di una delle sale più antiche del palazzo, come denuncia la presenza di una bifora gotica sulla parete di fondo; nonostante ciò il suo aspetto è caratterizzato dalla presenza di numerosi dipinti risalenti al XVII secolo.[149][150]
- Sala dell'Armamento o Sala del Guariento, collegata con la sovrastante Armeria, aveva la funzione di accogliere un deposito di armi e munizioni, ed era inizialmente collegata alle sale d'Armi e del Consiglio dei Dieci. Attualmente vi sono conservati i resti di un affresco di Guariento di Arpo che raffigura l'Incoronazione della Vergine, ma fu notevolmente danneggiato nell'incendio del 1577.[149] Vi è conservato inoltre uno dei bozzetti (olio su tela) del Paradiso di Jacopo Tintoretto, la grande tela che sostituì l'affresco di Guariento dopo l'incendio del 1577 che distrusse la Sala del Maggior Consiglio[151].

Questa serie di ambienti da un lato era raccordata al Liagò, cioè la veranda destinata al passeggio dei nobili durante le pause nelle sedute dell'adiacente Maggior Consiglio, mentre dall'altro era raccordata con i sovrastanti e sottostanti ambienti giudiziari del secondo piano e del piano delle logge.

#### Sala del Maggior Consiglio

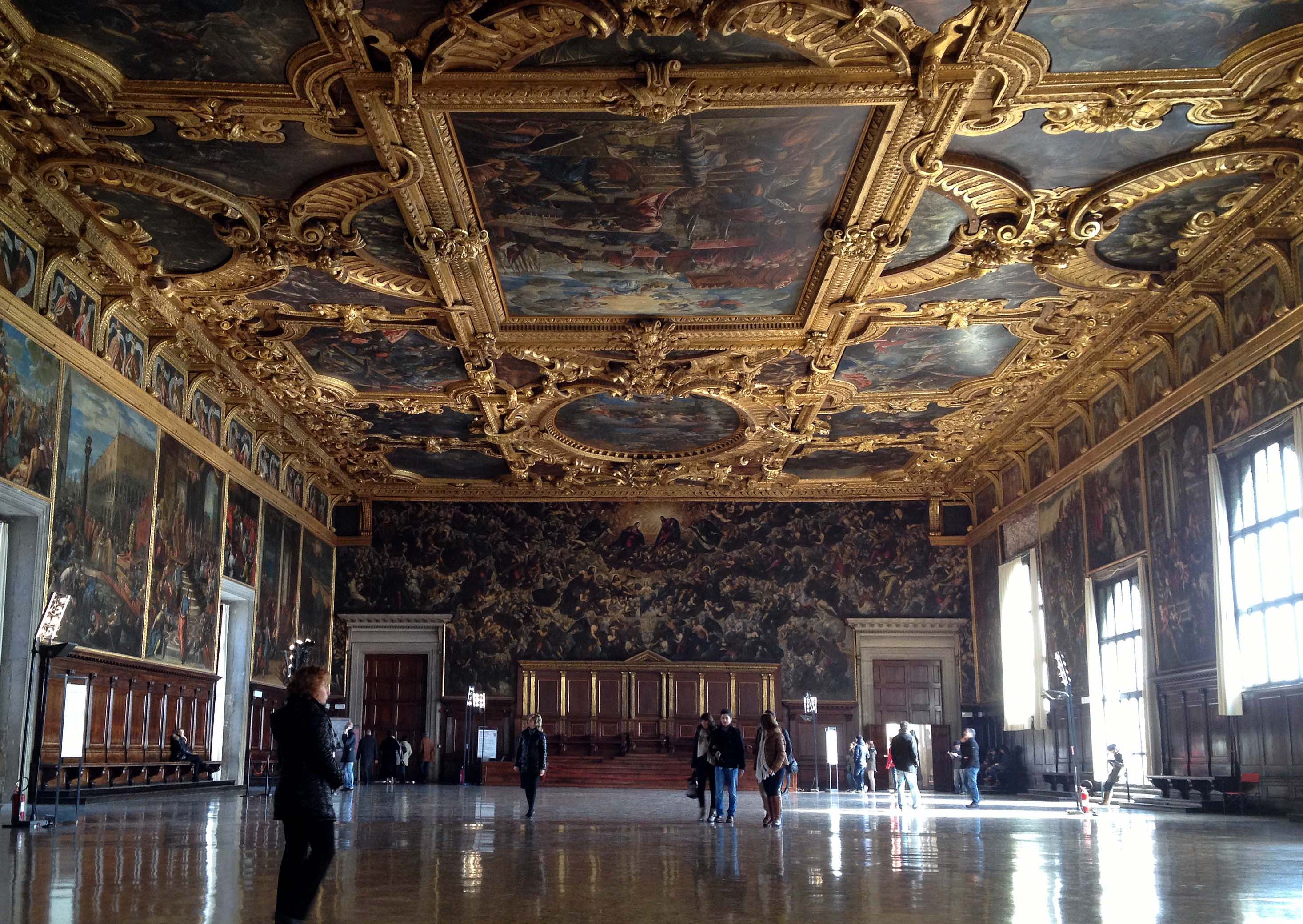
L'interno della Sala del Maggior Consiglio con Il Paradiso del Tintoretto sullo sfondo

La sala principale del Palazzo, situata sull'angolo tra il Molo e la Piazzetta, riceve luce attraverso sette grandi finestre ogivali. Era un tempo la sede della massima magistratura veneziana, il Maggior Consiglio, che aveva il compito di legiferare ed eleggere tutte le principali cariche dello Stato. Nato come assemblea popolare, acquisì in seguito caratteri fortemente gentilizi, la cui apoteosi si verificò nel 1297 con la Serrata del Maggior Consiglio, che escluse dallo stesso tutti i cittadini non appartenenti a famiglie aristocratiche iscritte al cosiddetto Libro d'Oro o di età inferiore ai venticinque anni. L'interno della sala è totalmente sgombro da colonne di sostegno e la tenuta strutturale del soffitto risulta possibile grazie a un intelligente sistema di travature e di poderose capriate. Le sue enormi dimensioni, 53,50 metri di lunghezza per 25 di larghezza e 15,40 di altezza, che ne facevano una delle più vaste sale d'Europa, sono dovute al numero dei partecipanti al Maggior Consiglio, arrivato a comprendere tra i 1 200 e i 2 000 membri, che si accomodavano su una serie di lunghe panche a doppio seggio poste perpendicolarmente alla parete di fondo, dove trovava posto il podio destinato al Doge e alla Signoria. Il locale fu adoperato anche per altre funzioni, come i solenni ricevimenti atti a celebrare la visita di autorità politiche estere, tra cui Enrico III di Francia. Dopo la caduta della Serenissima, cominciò a riunirsi in questa sala la Municipalità democratica, che dovette presto lasciare il posto prima alla Biblioteca Nazionale Marciana e poi, una volta cacciati gli austriaci, all'Assemblea del governo provvisorio.
Ristrutturata una prima volta nel XIV secolo, le nuove pitture furono affidate al Guariento, che realizzò gli affreschi sulla parete di fondo, dei quali ancora oggi qualche frammento è conservato nella Sala del Guariento, a Gentile da Fabriano, al Pisanello, a Gentile Bellini, ad Alvise Vivarini, a Vittore Carpaccio, ad Antonio Veneziano, a Jacobello del Fiore e a Michele Giambono. Distrutta dal fuoco nel 1577, la sala venne nuovamente decorata tra il 1578 e il 1585 da Paolo Veronese, Tintoretto, Jacopo Palma il Giovane, Francesco Bassano, Andrea Vicentino e Gerolamo Gambarato. La scelta dei soggetti da raffigurare venne demandata a Girolamo Bardi e allo storico veneziano Francesco Sansovino, figlio del più celebre Jacopo, i quali pensarono di dividere in quattro gruppi i quadri da realizzare sulle pareti. Il risultato fu grandioso ed estremamente ricco, nonostante il valore delle singole opere non sia né eccelso né all'altezza della fama degli autori stessi, che risentirono del manierismo decadente dilagante nell'ambiente della pittura veneziana durante il XVI secolo.
Al Tintoretto fu affidata in particolare la decorazione che ricopre l'intera parete di fondo, dietro al trono: il Paradiso, che rappresenta la più grande tela al mondo, con i suoi 24,51 m di lunghezza per 7,65 m di altezza. Fu dipinta tra il 1588 e il 1592 in collaborazione con il figlio Domenico, suddivisa in più parti poi assemblate, in sostituzione del precedente affresco del Guariento, rappresentante il medesimo tema. Per la sua realizzazione il Senato interpellò i più celebri pittori del tempo, Tintoretto, Veronese, Palma il giovane e Bassano. Tre bozzetti per l'opera, realizzata poi da Tintoretto, sono oggi conservati uno al Louvre, uno al Museo di Lilla e un altro all'Ermitage di San Pietroburgo. Un ulteriore bozzetto, eseguito da Jacopo Tintoretto, attribuito nel 1974 dopo un intervento di restauro, è attualmente esposto a Venezia a Palazzo Contarini del Bovolo. In questa sua opera l'artista immagina un mondo celeste che ruota intorno alla gloria del Cristo e della Vergine.
L'enorme soffitto racchiude, fra grandi cornici di legno dorato, trentacinque dipinti su tela, separati da un complesso telaio costituito da cartelle, volute e festoni. Questa struttura, ideata da Cristoforo Sorte che la suddivise in trentacinque reparti di differente importanza, si sviluppa in tre ordini. Delle trentacinque opere, venti sono monocromi e rappresentano fatti storici dipinti da artisti minori, mentre i quindici dipinti maggiori riguardano fatti storici e allegorici di cui è protagonista la Serenissima, di mano di Tintoretto, Veronese, Palma il Giovane e Bassano. Tra questi si ricorda la tela Pietro Mocenigo guida l'assalto alla città di Smirne. Il dipinto più celebre, il Trionfo di Venezia, incoronata dalla Vittoria, il grande ovale al centro del soffitto verso il Paradiso, è del Veronese. Si tratta dell'ultima grande tela allegorica del Veronese, che in questa ha scelto di raffigurare una personificazione di Venezia circondata dalle dee dell'Olimpo e incoronata da una Vittoria. L'anomala posizione della Vittoria, che sembra quasi immortalata nell'atto di compiere una capriola, potrebbe voler alludere alle da poco trascorse sconfitte di Venezia nella lotta contro gli Ottomani. Nell'ovato centrale è raffigurata l'Apoteosi di Nicolò Da Ponte, il doge sotto il cui governo venne realizzato l'imponente apparato decorativo.
Immediatamente sotto il soffitto corre un fregio con i ritratti dei primi settantasei dogi della storia veneziana (i ritratti dei restanti sono collocati nella sala dello Scrutinio). Si tratta di effigi immaginarie, visto che quelle precedenti il 1577 furono distrutte nell'incendio, commissionate a Jacopo Tintoretto ma eseguite in gran parte dal figlio Domenico. Cronologicamente, tale opera comprende tutti i dogi compresi fra il dogato di Obelerio Antenoreo e il governo di Francesco Venier. Sul cartiglio che ogni doge tiene in mano sono riportate le opere più importanti del suo dogado. Il doge Marin Faliero, che tentò un colpo di Stato nel 1355, è rappresentato da un drappo nero: condannato in vita alla decapitazione e alla damnatio memoriae, ossia alla cancellazione totale del suo nome e della sua immagine, come traditore dell'istituzione repubblicana. Sul soffitto, in corrispondenza dei ritratti, è posto lo stemma del doge.
Lungo le restanti pareti sono poste in totale ventuno tele, per la maggior parte realizzate nel 1587, che narrano episodi e fatti appartenenti alla storia della Serenissima celebrandone l'origine. Queste opere, eseguite tra gli altri da Benedetto e Carletto Caliari, allievi del Veronese, Leandro Bassano, Jacopo Tintoretto, Andrea Vicentino, Palma il Giovane, Giulio Del Moro, Antonio Vassilacchi, Giovanni Le Clerc, si possono dividere in tre cicli, che descrivono ciascuno un momento storico differente: 
- la partecipazione della Serenissima, guidata da Sebastiano Ziani, alle lotte per il potere tra Chiesa e Impero, guidate rispettivamente da papa Alessandro III e Federico Barbarossa (1176-1177). Questo gruppo è costituito da undici tele ed è sito sulla parete di fronte alle finestre;
- la Quarta crociata (1201-1204), la cui rappresentazione è sulla parete opposta;
- la vittoria della Serenissima sulla Repubblica di Genova (1377-1378). Tra queste opere si ricorda Il doge Andrea Contarini torna vittorioso a Venezia dopo aver vinto a Chioggia l'armata genovese, una delle ultime opere di Paolo Veronese.[155]

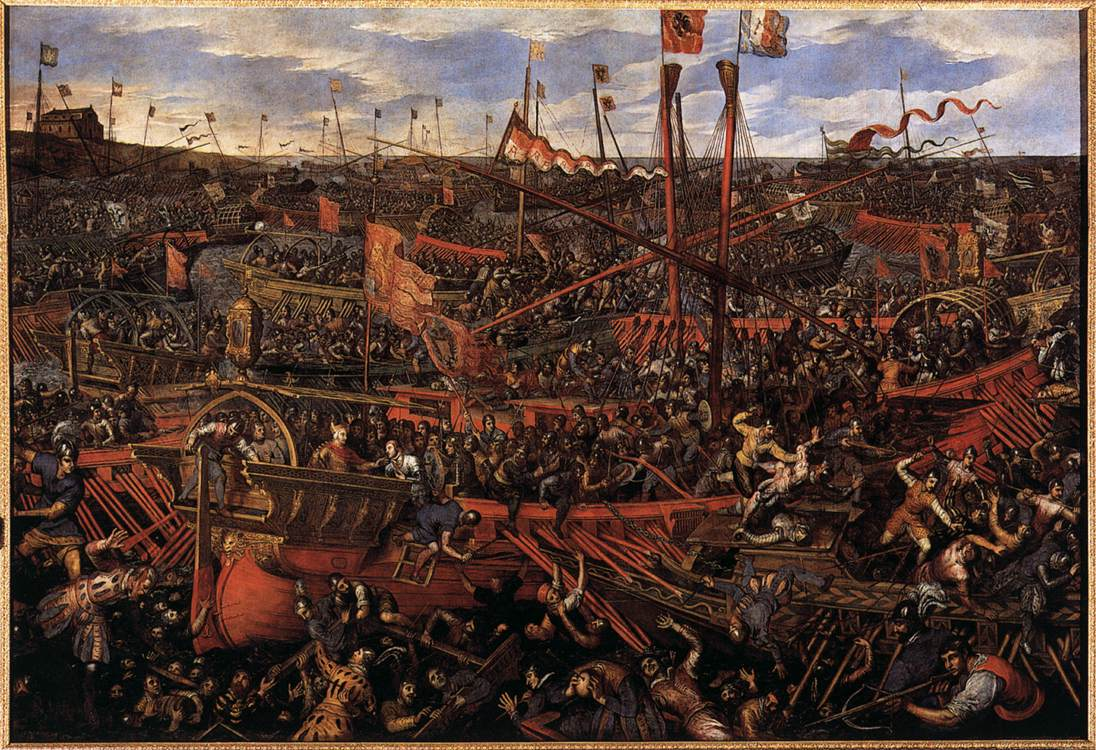
Domenico Tintoretto, Vittoria di Punta Salvore
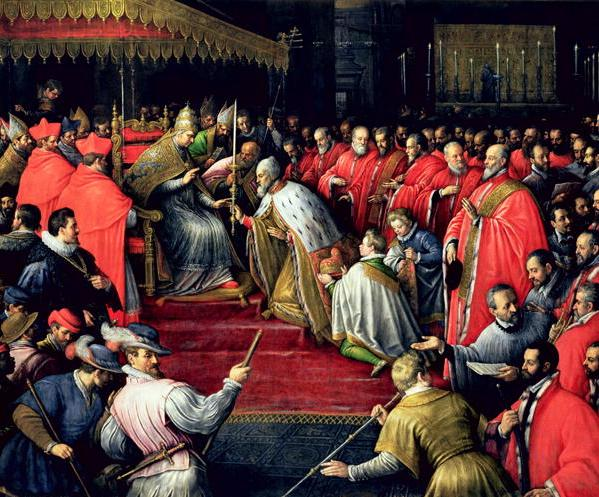
Leandro Bassano, Il papa e il doge Ziani
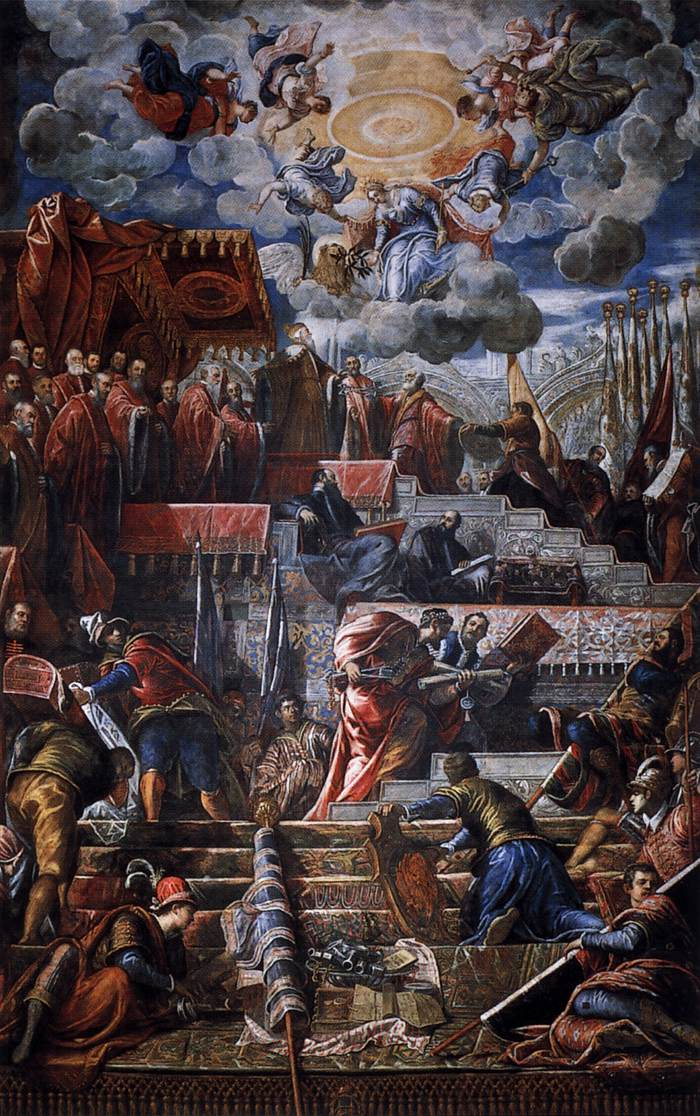
Jacopo Tintoretto, Apoteosi di N. Da Ponte
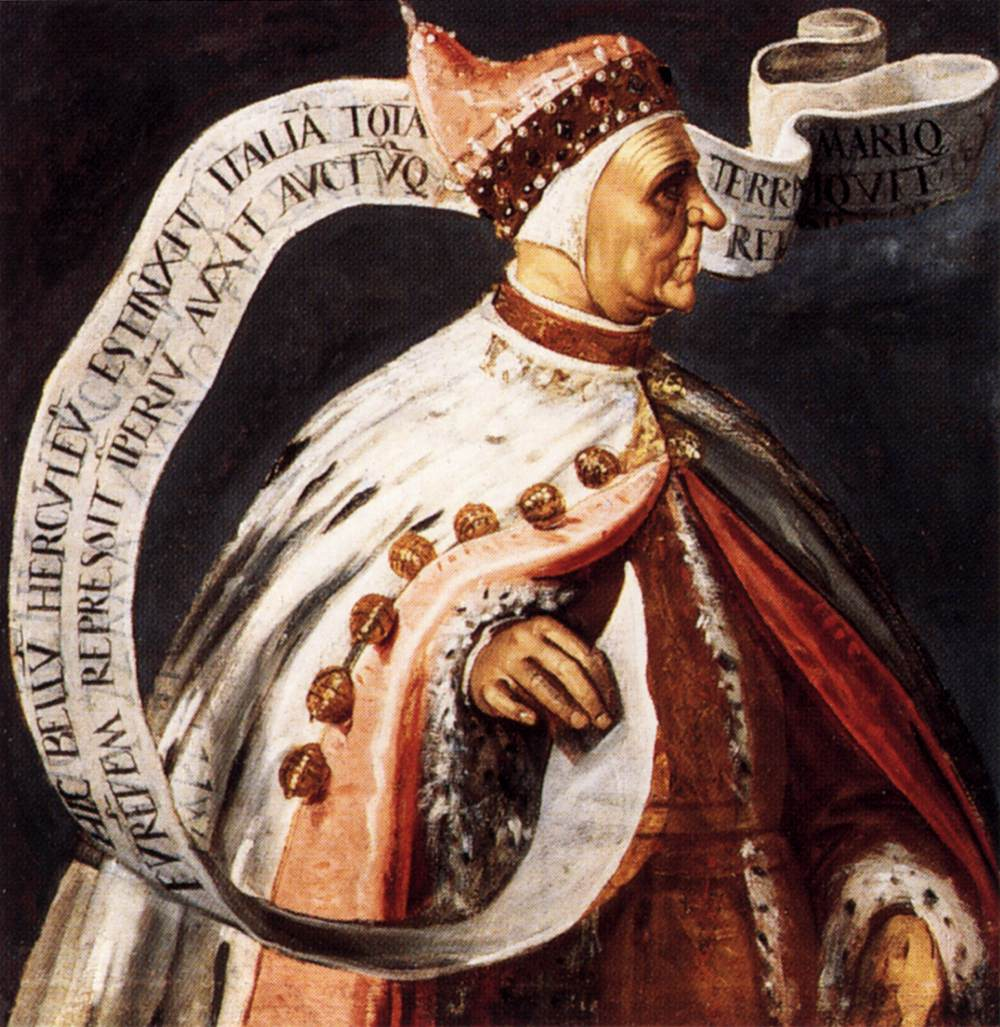
Domenico Tintoretto, Giovanni Mocenigo
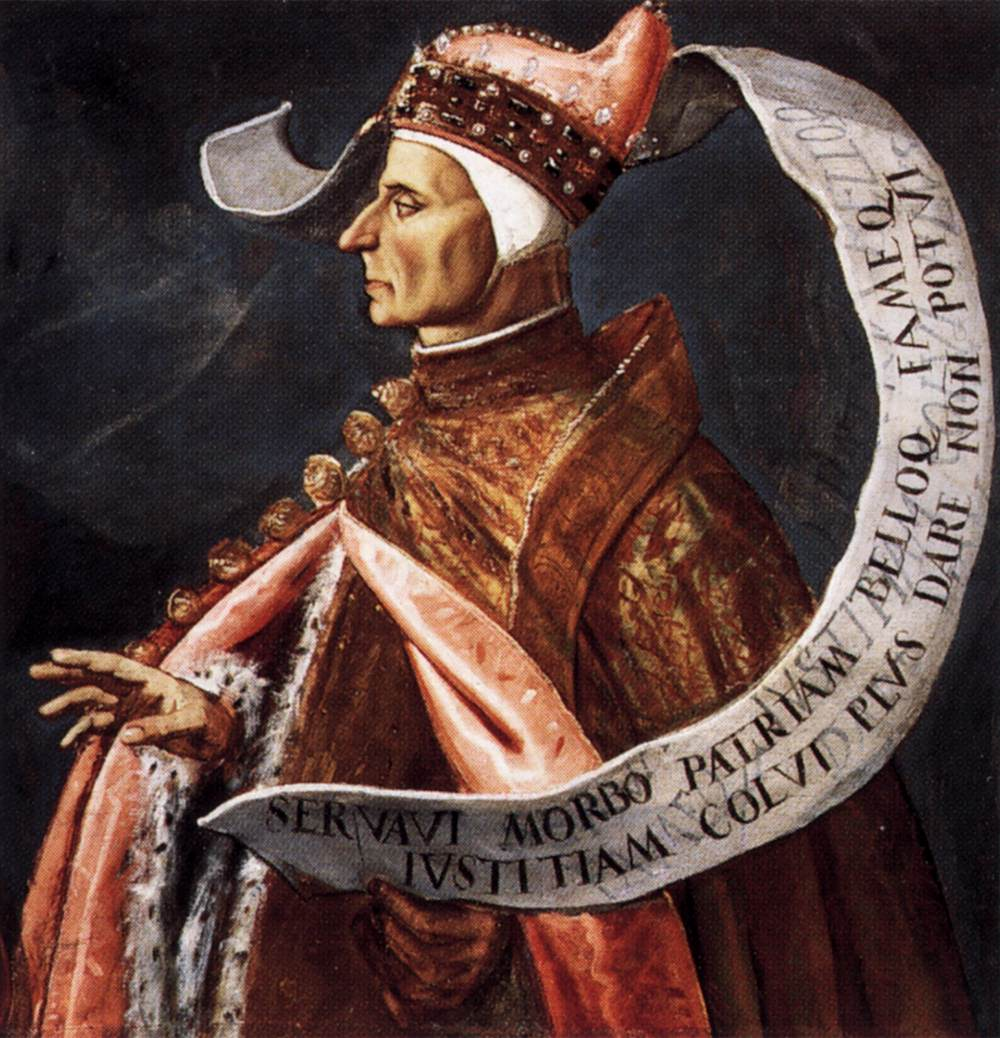
Domenico Tintoretto, Marco Barbarigo
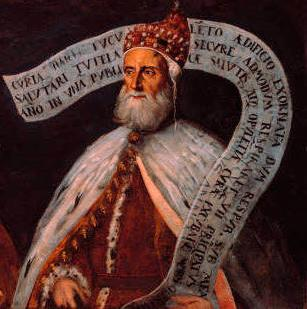
Domenico Tintoretto, Francesco Donà
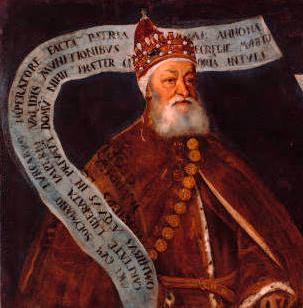
Domenico Tintoretto, Pietro Lando

#### Andito della Sala dello Scrutinio

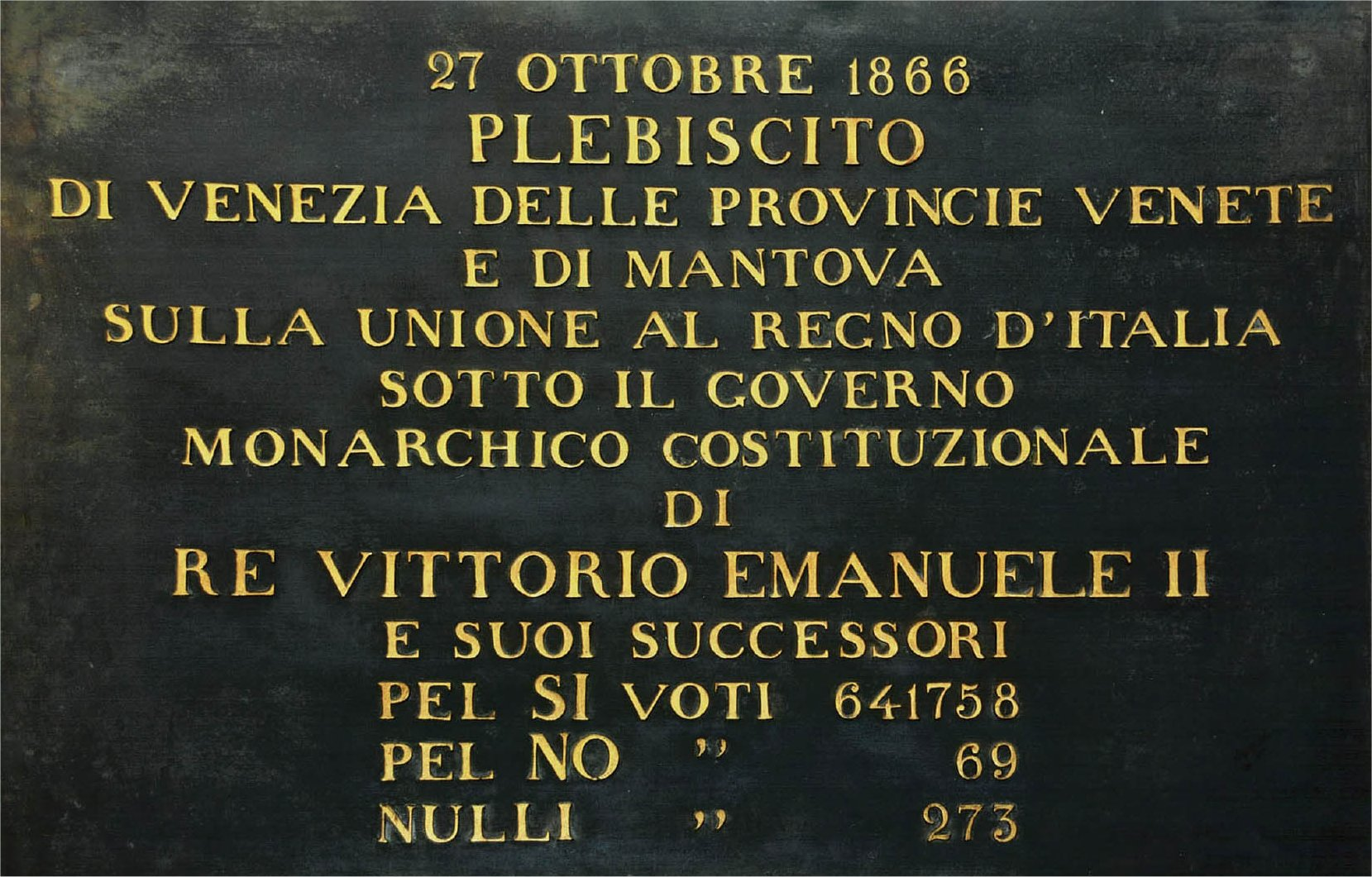
Lapide commemorativa del plebiscito del Veneto del 1866

Nel piccolo àndito che collega la Sala del Maggior Consiglio a quella dello Scrutinio sono posizionate due targhe bronzee commemorative in entrambi i lati della finestra: la prima ricorda il risultato dello scrutinio del plebiscito del Veneto del 1866 che confermò l'annessione delle province venete e di Mantova al Regno d'Italia al termine della terza guerra d'indipendenza italiana, mentre la seconda lapide celebra il voto del 2 aprile 1849 che decretò la resistenza a oltranza della Repubblica di San Marco contro l'Impero austriaco.

#### Sala della Quarantia Civil Nuova
La stanza, che come l'adiacente àndito di fatto collega la Sala del Maggior Consiglio a quella dello Scrutinio, ospitava la Quarantia Civil Nova, magistratura istituita nel 1492 per regolare le contese tra i cittadini della terraferma. La decorazione di questo ambiente è perlopiù affidata a opere allegoriche risalenti al XVII secolo. Tra gli artisti che qui lavorarono, Giovanni Battista Lorenzetti. Il soffitto risale al XVI secolo: è contraddistinto dalla travatura dorata.

#### Sala dello Scrutinio

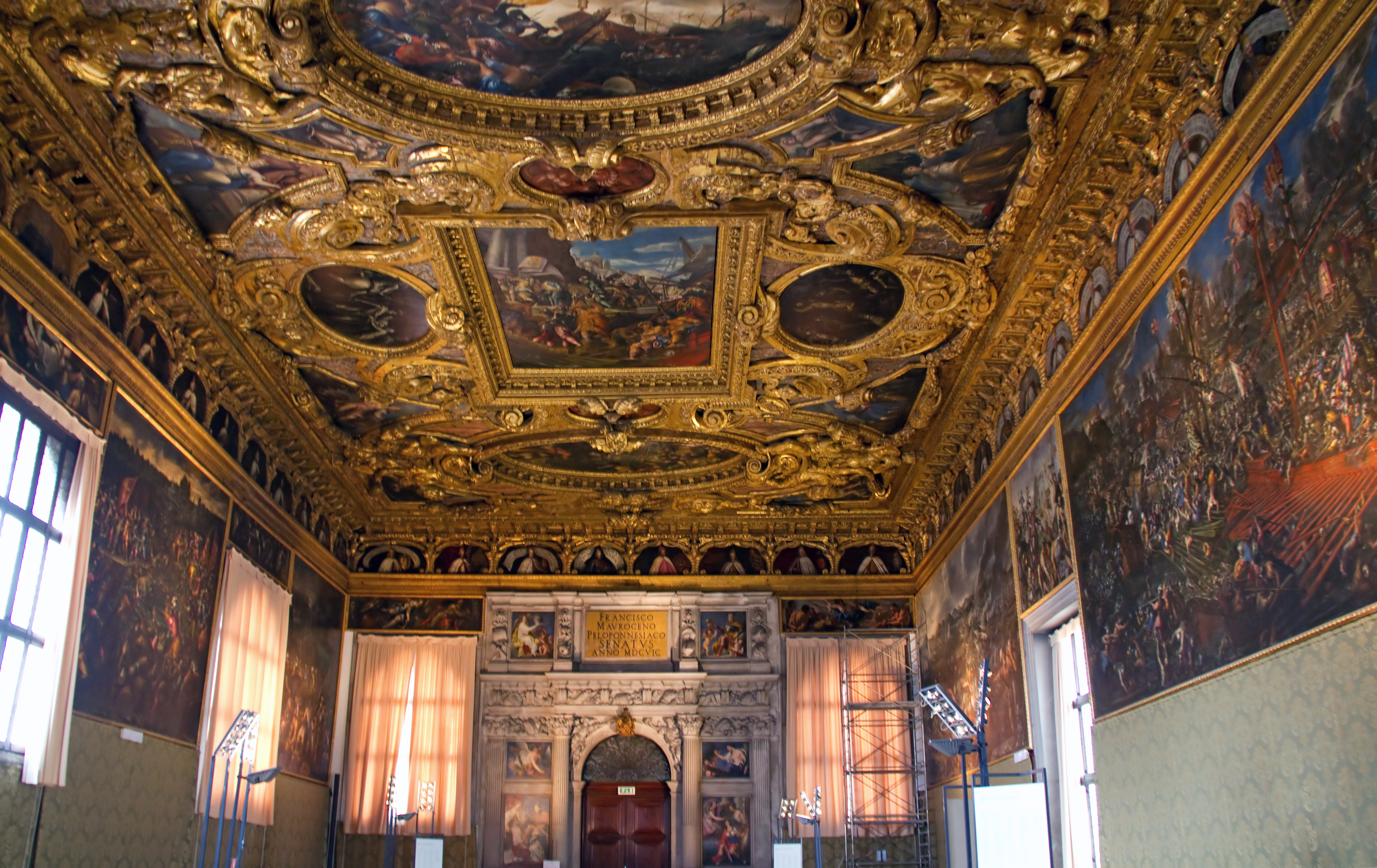
Sezione del soffitto della Sala dello Scrutinio

Il nome della sala deriva dalle votazioni che vi si tenevano, in particolare quelle per il nuovo doge.
Situato nell'ala rivolta verso la Piazzetta e direttamente collegato alla Sala del Maggior Consiglio, questo vasto ambiente venne realizzato durante il dogato di Francesco Foscari, per contenervi la Biblioteca Marciana. A partire dal 1532, tuttavia, essa divenne il luogo deputato agli scrutini delle frequenti e continue deliberazioni delle assemblee della Repubblica. La biblioteca trovò invece diversa collocazione nel nuovo e prospiciente edificio della Libreria. Devastata anche questa sala dal fuoco del 1577, che distrusse il magnifico apparato decorativo tra le cui opere spiccava la celebre Battaglia di Lepanto di Jacopo Tintoretto, il nuovo ciclo decorativo, predisposto da Girolamo Bardi, da realizzarsi nella nuova struttura muraria eretta per ordine del doge Da Ponte, prevedeva un ciclo composto da dipinti raffiguranti le vittorie navali dei veneziani in Oriente oltre a quella relativa alla conquista di Padova nel 1405. I dipinti furono commissionati quasi tutti a Tintoretto, a Veronese e ai loro allievi: tuttavia vi furono alcune variazioni nel programma, cosicché alcuni dipinti sono stati aggiunti nel secolo successivo.

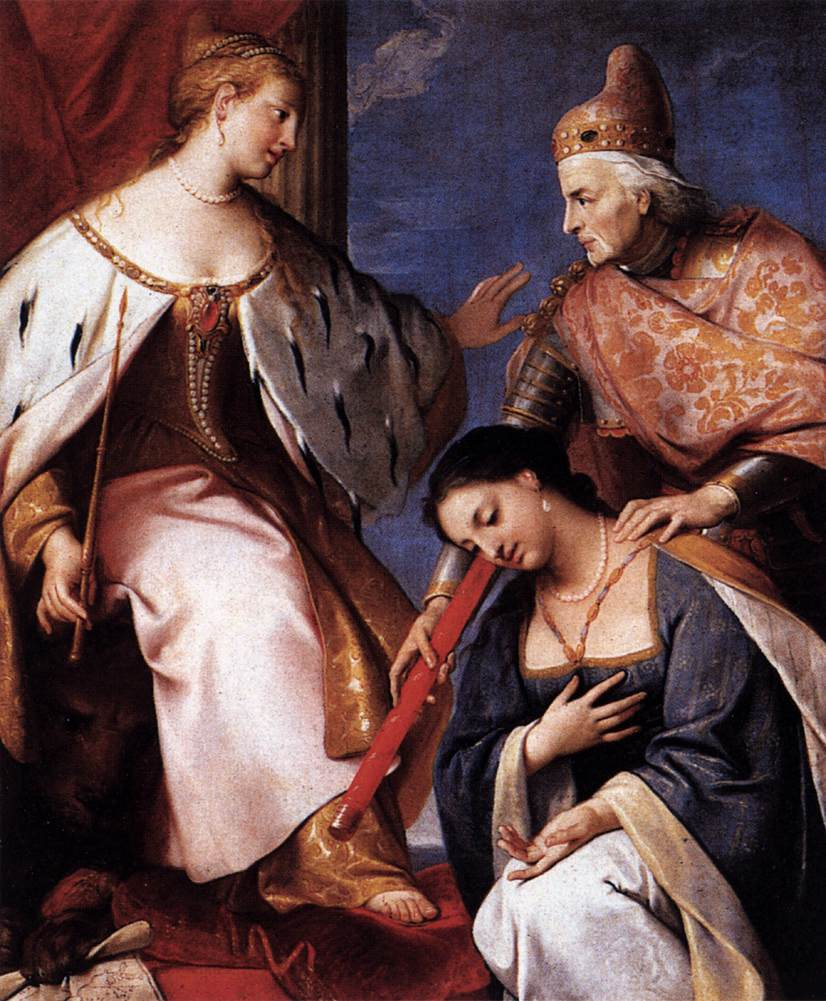
Gregorio Lazzarini, Il doge Francesco Morosini Peloponnesiaco offre a Venezia la riconquistata Morea

Il ricco soffitto a comparti venne progettato da Cristoforo Sorte e fu completato a cavallo tra il 1578 e il 1585: esso era composto da una quarantina di dipinti posti all'interno di una struttura dorata. I cinque centrali raffigurano la Lotta di Venezia con le Repubbliche marinare, mentre gli altri sono allegorie. I vari dipinti costituenti il perimetro del soffitto sono opera di vari artisti, tra i quali Andrea Vicentino, Francesco Montemezzano, Niccolò Bambini, Antonio Vassilacchi, Giulio Del Moro, Camillo Ballini. Appena sotto al soffitto è posto il fregio raffigurante i Ritratti degli ultimi quarantadue dogi, che completa quello presente nella Sala del Maggior Consiglio e ritrae i dogi da Lorenzo Priuli a Ludovico Manin. I primi sette dipinti furono realizzati dal Tintoretto, mentre gli altri furono commissionati dai singoli dogi a un pittore loro contemporaneo.
Alle pareti, sopra al tribunale, si trova il Giudizio universale di Jacopo Palma il Giovane, arricchito per quanto concerne il margine superiore da otto lunette, realizzate da Andrea Vicentino, raffiguranti i Quattro evangelisti e i Quattro profeti. Sulla parete opposta a quest'opera è sito l'arco trionfale dedicato a Francesco Morosini, vittorioso contro i Turchi in Oriente, progettato da Andrea Tirali, eretto nel 1694 e adornato da sei dipinti allegorici realizzati da Gregorio Lazzarini. Le due restanti pareti, quelle più lunghe, sono adorate da dieci opere raffiguranti le principali vittorie navali e terrestri dell'esercito veneziano: questi dipinti furono realizzati tra gli altri da Andrea Vicentino, Sebastiano Ricci, Antonio Vassilacchi, Marco Vecellio e Jacopo Tintoretto.
Il 27 ottobre 1866 in questa sala si svolse lo scrutinio dei risultati del plebiscito di annessione del Veneto al Regno d'Italia avvenuto il 21 e 22 ottobre; i risultati definitivi furono annunciati dal balcone della sala la sera del 27 ottobre dal presidente del Tribunale di Appello di Venezia, Sebastiano Tecchio.

### Secondo piano nobile

A - Archivio segreto; B - Antichiesetta; C - Chiesetta; D - Sala del Senato; E - Sala del Collegio; F - Anticollegio; G - Sala delle Quattro Porte; H - Andito; I - Atrio quadrato; J - Scala d'Oro; K - Sala del Consiglio dei Dieci; L - Sala della Bussola; M - Sala dei Tre Capi del Consiglio dei Dieci; N - Scala dei Censori; O - Sala dei Tre Inquisitori; P - Armeria

Vi conduce la seconda rampa della Scala d'Oro, che termina nel cosiddetto Atrio Quadrato, affacciato sul cortile del palazzo. Tra la Scala d'Oro e il molo si sviluppano delle sale dedicate al Consiglio dei Dieci, che qui ha la propria sede, la stanza dei Tre Capi e l'Armeria. Tra la Scala d'Oro e la basilica di San Marco, dopo la Sala delle Quattro Porte, si trovano stanze dedicate al Senato e al Collegio.

#### Atrio quadrato
L'atrio o salotto quadrato è una sorta di vestibolo, il cui principale pregio risiede nell'apparato decorativo, costituito per quanto riguarda le pareti da dipinti di Francesco Bassano, Paolo Fiammingo e seguaci del Veronese e per quanto concerne il soffitto, riccamente intagliato e decorato con dorature, da un sistema di decorazione che trova il suo culmine in un'opera di Jacopo Tintoretto, celebrante la gloria del doge Girolamo Priuli. Agli angoli del soffitto si trovano quattro scene bibliche di significato allegorico.

#### Sala delle Quattro Porte

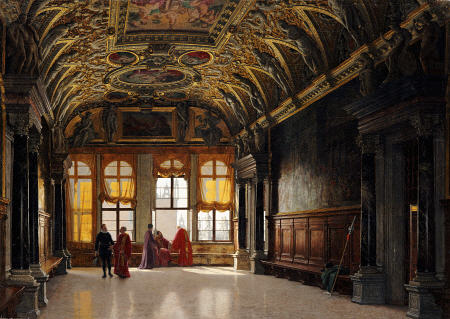
La Sala delle Quattro Porte in un quadro di Heinrich Hansen

Questo ambiente, riccamente decorato e distinto da quattro maestosi portali marmorei, deve il suo attuale aspetto alla ricostruzione di quest'ala seguita al terribile incendio del 1574 e affidata ad Antonio da Ponte su progetto di Andrea Palladio e Gianantonio Rusconi. La stanza presenta opere pittoriche del Tintoretto, di Tiziano, Giulio Del Moro, Gerolamo Campagna, Gabriele e Carletto Caliari, Alessandro Vittoria, Andrea Vicentino e del Tiepolo. Prima dell'incendio del 1574, questa sala era la sede del Collegio, cioè fungeva da luogo atto alle adunanze della signoria. In seguito cominciò a fungere da semplice zona di passaggio e da sala d'attesa per le udienze del Senato e della Signoria: non per questo è priva di interesse architettonico. Si trova allo sbocco della Scala d'Oro, oltre l'Atrio Quadrato.
Gli elementi salienti di questo locale sono il suo svilupparsi per tutta la profondità del palazzo, che determina la presenza di polifore sia sul lato affacciato sul cortile sia su quello affacciato sul Rio di Palazzo, e la presenza di quattro porte monumentali che conducono verso l'Anticollegio, il Salotto Quadrato, la Sala del Consiglio dei Dieci e la Sala del Senato. I grandiosi portali in marmo venato sono costituiti da colonne corinzie che sostengono un architrave reggente, ciascuno, tre statue allegoriche. Le più pregevoli, sul portale dell'Anticollegio, sono di Alessandro Vittoria. Il soffitto, voltato a botte secondo un progetto di Palladio eseguito da Giovanni Cambi detto il Bombarda, è ornato da fastosi stucchi bianchi e dorati, realizzati da Giovanni Cambi, che incorniciano gli affreschi di Tintoretto contribuendo però anche alla decorazione stessa. Gli stucchi sono così pregevoli che a volte questa sala è nota come Sala degli Stucchi. Il progetto degli affreschi è attribuito a Francesco Sansovino. Le pareti sono interamente rivestite da tele con soggetti storici o allegorici di cui è protagonista Venezia. La più celebre delle opere è Il Doge Antonio Grimani in adorazione davanti alla Fede dipinta da Tiziano attorno al 1575. Risale invece al 1745 Venezia riceve da Nettuno i doni del mare, di Giambattista Tiepolo, originariamente inserita sul soffitto e ora esposta su cavalletto di fronte alle finestre in modo da poterne apprezzare i colori. Enrico III re di Francia arriva a Venezia accolto dal doge Alvise Mocenigo e dal patriarca è invece un'opera di Andrea Vicentino, eseguita tra il 1595 e il 1600, che, pur non eccellendo sotto il profilo artistico, commemora le iniziative intraprese dalla Serenissima per festeggiare l'arrivo del monarca.
Nella stessa sala, merita menzione il dipinto a muro gli ambasciatori di Norimberga che ricevono le leggi venete a regola del loro Governo, opera dei fratelli Carlo e Gabriele Caliari.
La copia delle leggi fu concessa dal doge Loredano fra il 1506 e il 1508, con l'approvazione del Senato locale, che poi commissionò due opere d'arte al fine di tramandare ai posteri la memoria di un fatto che dimostrava quale rispetto e riverenza avevano per le leggi loro [veneziane] anche le altre nazioni, del tutto ignorato dagli autori che riferiscono le vicende contro le armi confederate a Cambrai.
Una prima versione fu dipinta a chiaroscuro da Andrea Vicentino nel soppalco della Sala del Consiglio Maggiore, descrivendo un Senatore mentre brevi manu consegna una copia del codice ai quattro ambasciatori. In seguito, i fratelli Carlo e Gabriele Caliari, poco tempo dopo la morte del padre e maestro Paolo, dipinsero mediante colore la medesima scena, nella sua cornice storica della Sala del Consiglio Maggiore: il doge sul trono, vicino ai consiglieri, uno dei quali consegna il prezioso libro a uno dei quattro convenuti.
I quattro legati di Norimberga erano patrizi della città, raffigurati nei due dipinti di Palazzo Ducale mentre indossano vesti sontuose del Paese di origine. Il Doge consegna dodici fogli di pergamena illustrati e in lingua latina che presentano il diritto civile privato veneziano vivente all'epoca.
Il fatto fu confermato dal Giustiniani, Pietro, Limneo su testimonianza di Scotti, Doglioni, e vari storici Alemanni.
Al 1863, l'originale consegnato ai legati risultava conservato nella Curia Tutoria di Norimberga, e una seconda copia presente a Venezia. Norimberga si era dotata di molte istituzioni di diritto romano, mutando poi per adottare le istituzioni pubbliche di Venezia.

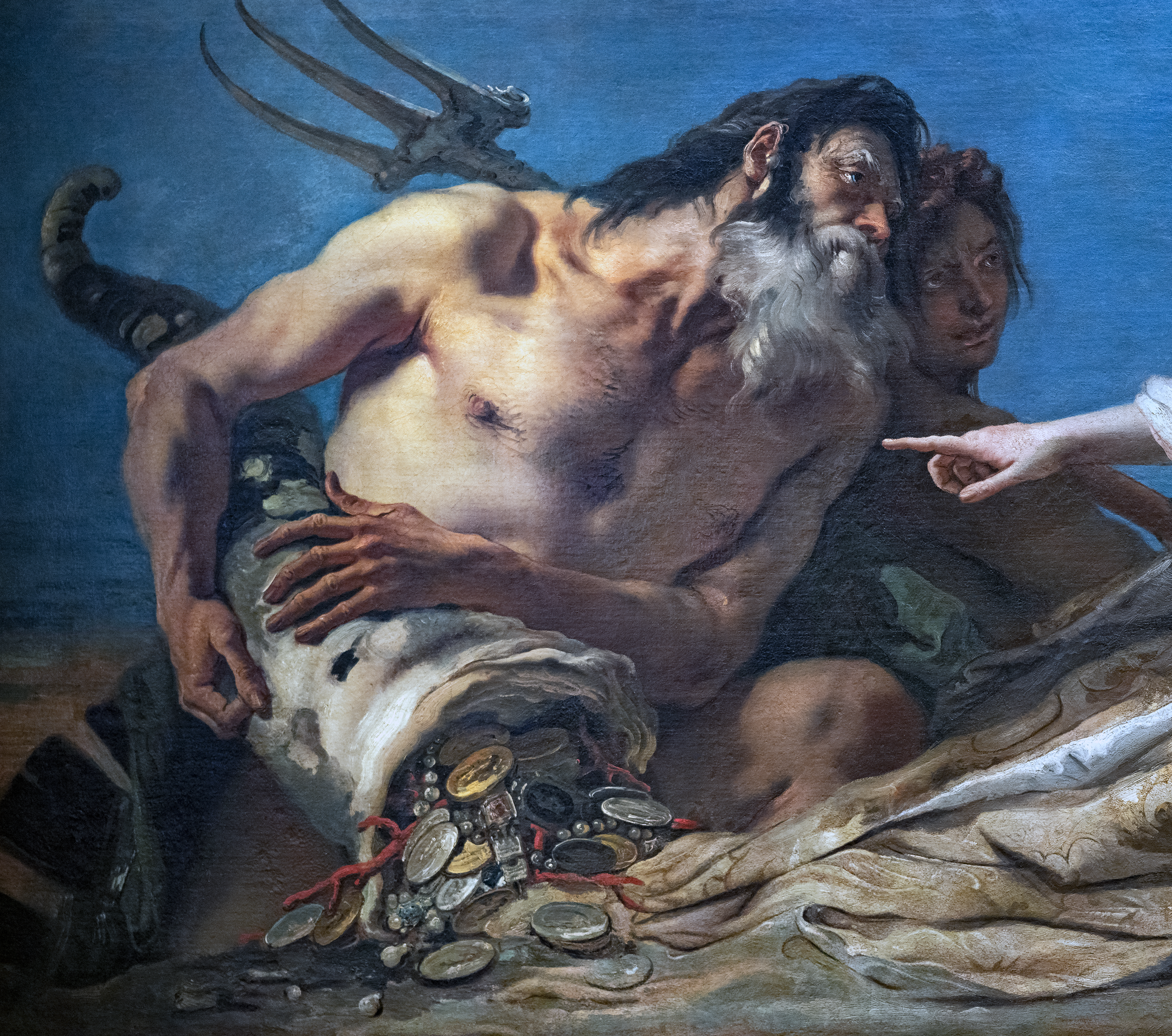
Giambattista Tiepolo, Nettuno
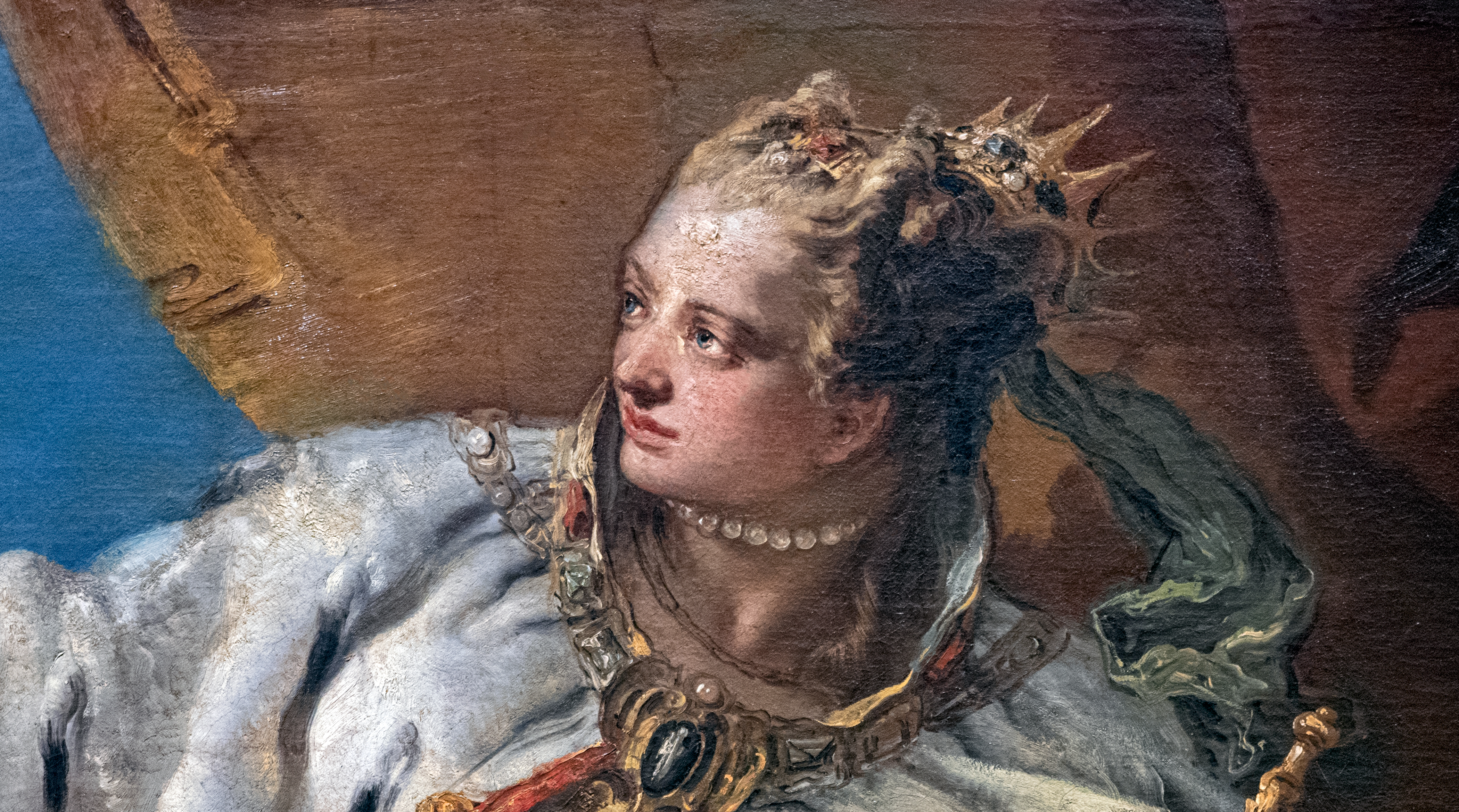
Giambattista Tiepolo, Venezia
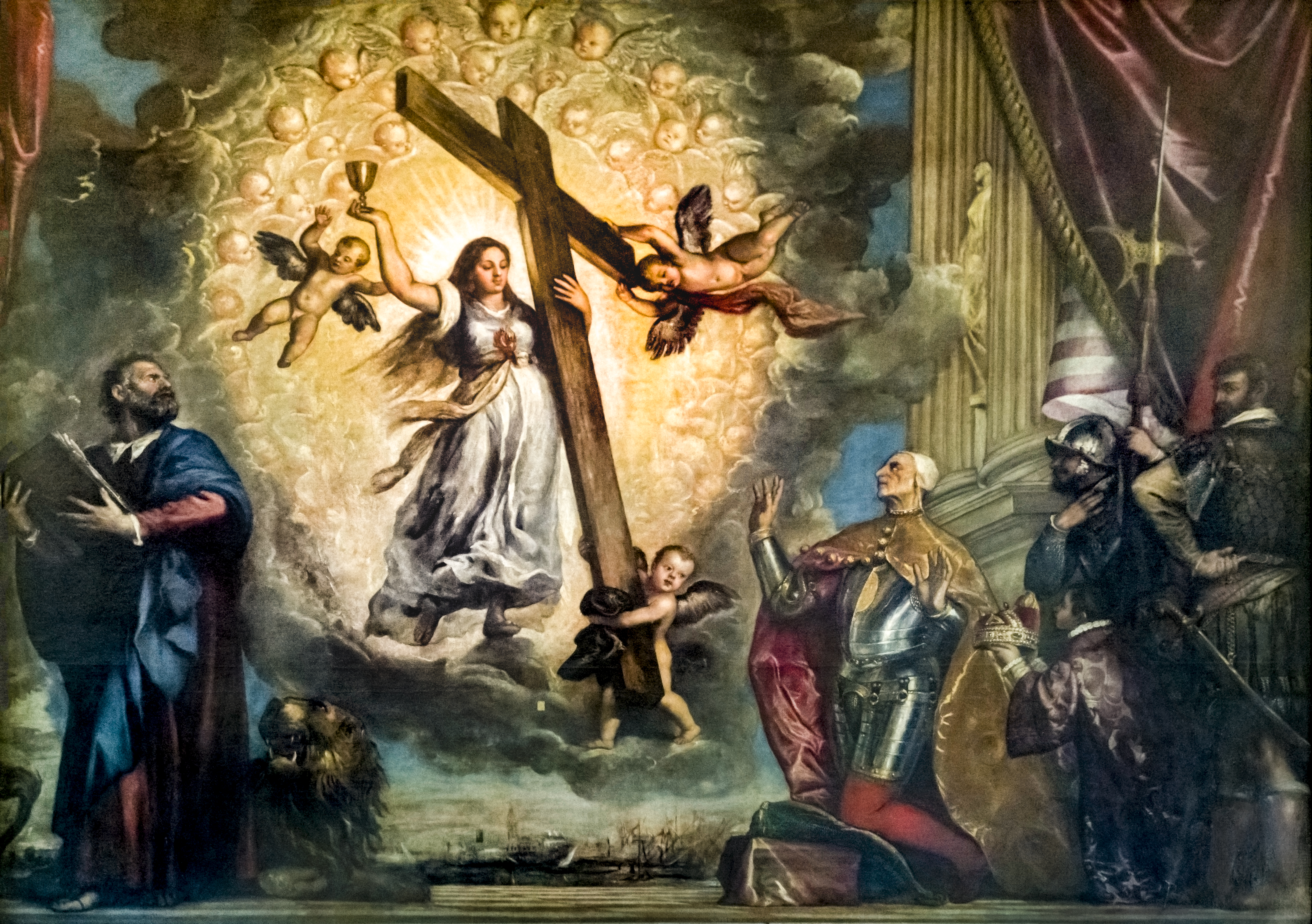
Tiziano Vecellio, Doge Antonio Grimani in adorazione davanti alla Fede
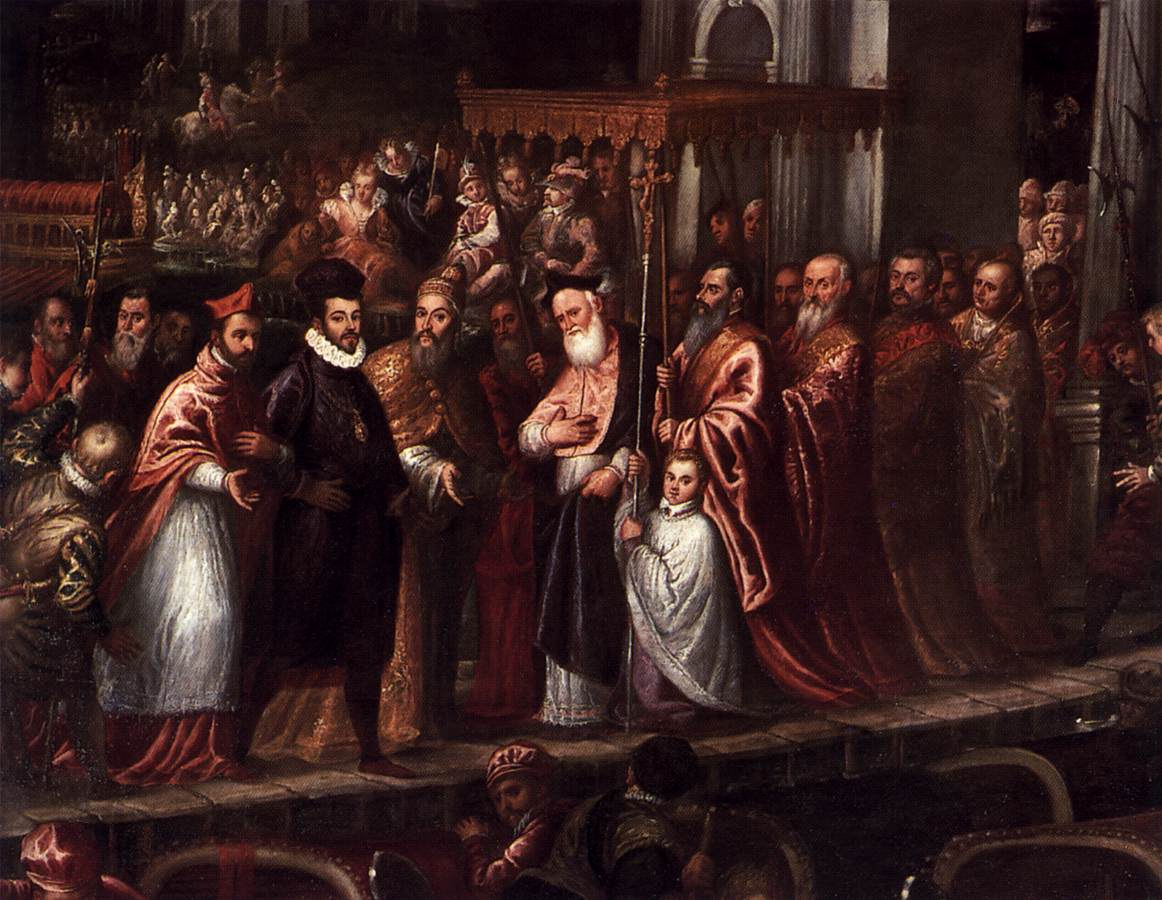
Andrea Vicentino, Ambasceria a Enrico III
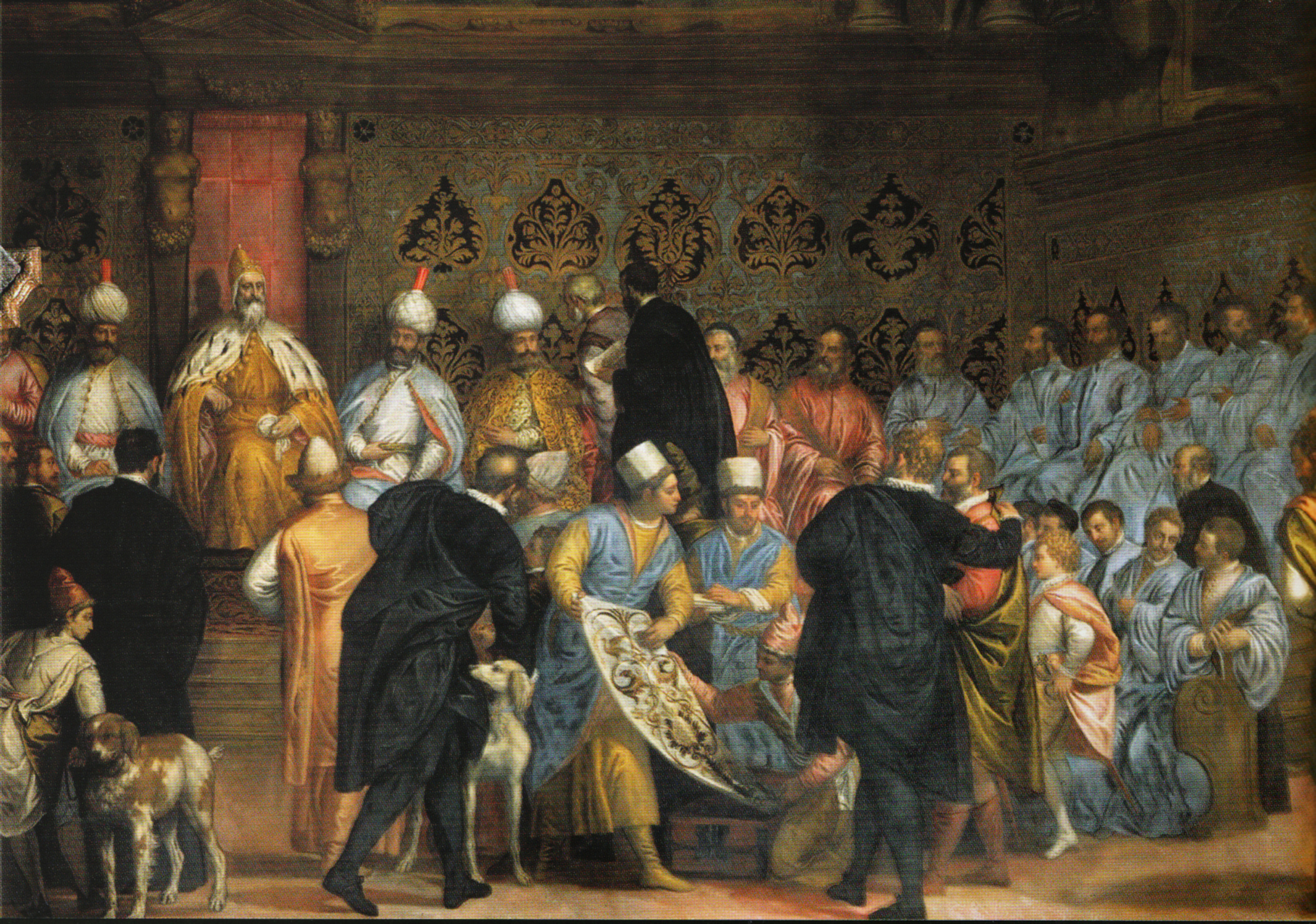
Fratelli Caliari, Ambasceria in Europa
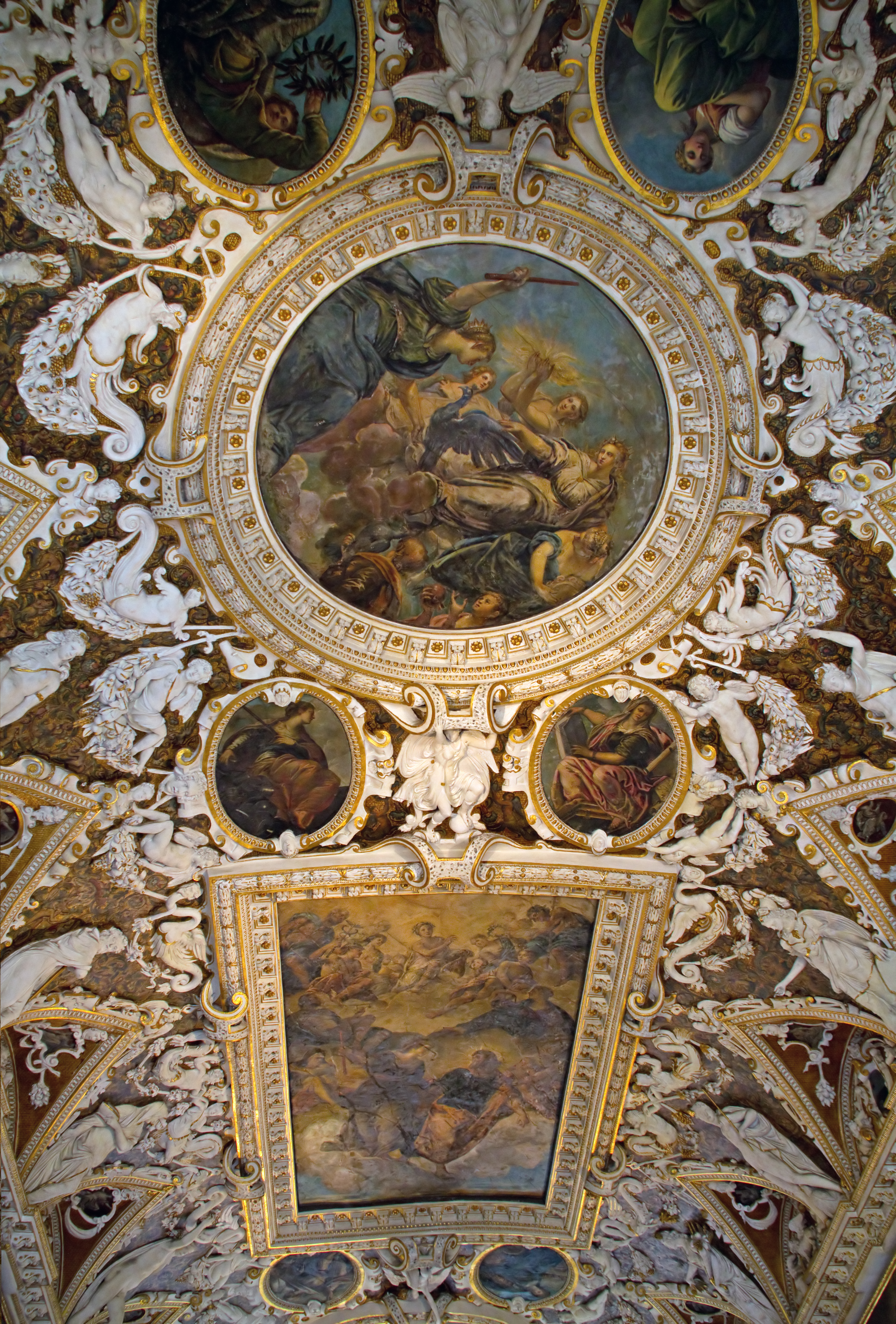
Visuale del soffitto a botte con dipinti

#### Sala dell'Anticollegio
Dalla Sala delle Quattro Porte si accedeva anche alla Sala dell'Anticollegio, comunicante anche col Collegio, dove tra le opere del Veronese, del Tintoretto e di Alessandro Vittoria le delegazioni attendevano di essere ricevute dalla Signoria di Venezia. Tale locale era quindi l'anticamera d'onore che precedeva la sala di residenza della Signoria. Anche la decorazione di questa sala è frutto della ricostruzione successiva all'incendio del 1574, su disegni del Palladio e di Giovanni Antonio Rusconi, nonostante i lavori siano stati portati a compimento dal proto Antonio Da Ponte.
La volta è coperta da ricchissimi stucchi che racchiudono affreschi di Paolo Veronese, purtroppo deperiti. Nell'ottagono al centro, nelle tinte squillanti del Veronese è dipinta Venezia nell'atto di conferire onori e ricompense, mentre gli ovali a monocromo sono ormai poco leggibili. Di notevole bellezza le tele alle pareti, opera dei maggiori autori del secondo Cinquecento a Venezia. Un tempo le pareti erano ricoperte di cuoi dorati.
Tra le opere presenti alle pareti, di Tintoretto sono i quattro dipinti mitologici ai lati delle porte, inizialmente destinati all'antistante Sala delle Quattro Porte e realizzati nell'anno 1576: Tre Grazie e Mercurio, Arianna, Venere e Bacco, La Pace, la Concordia e Minerva che scaccia Marte, Fucina di Vulcano. Questo ciclo, le cui tele sono simmetricamente disposte in cornici a stucco, basato su un programma iconografico molto complesso, è una delle maggiori opere del pittore in ambito mitologico e allegorico. Le figure, che hanno come sfondo le varie stagioni dell'anno, alludono a momenti di prosperità e concordia e contemporaneamente ai quattro elementi primordiali: terra, acqua, aria e fuoco. Di fronte alle finestre ci sono il Ratto di Europa del Veronese (opera eseguita nel 1580 che ispirerà con la sua lieve malinconia i pittori del Settecento veneziano) e il Ritorno di Giacobbe di Jacopo Bassano (contemporanea alla precedente e caratterizzata da uno straordinario realismo). L'imponente camino in marmo bianco, che mostra un fregio e un dentello di chiara ispirazione palladiana ed è sito lungo la parete nella quale si aprono le finestre, è retto da due telamoni, attribuiti a Girolamo Campagna, sormontati da un bassorilievo rappresentante Venere che chiede armi a Vulcano di Tiziano Aspetti. Sul portale si trova un gruppo scultoreo costituito da tre figure, tutte opera di Alessandro Vittoria, raffiguranti Venezia fra la Concordia e la Gloria.

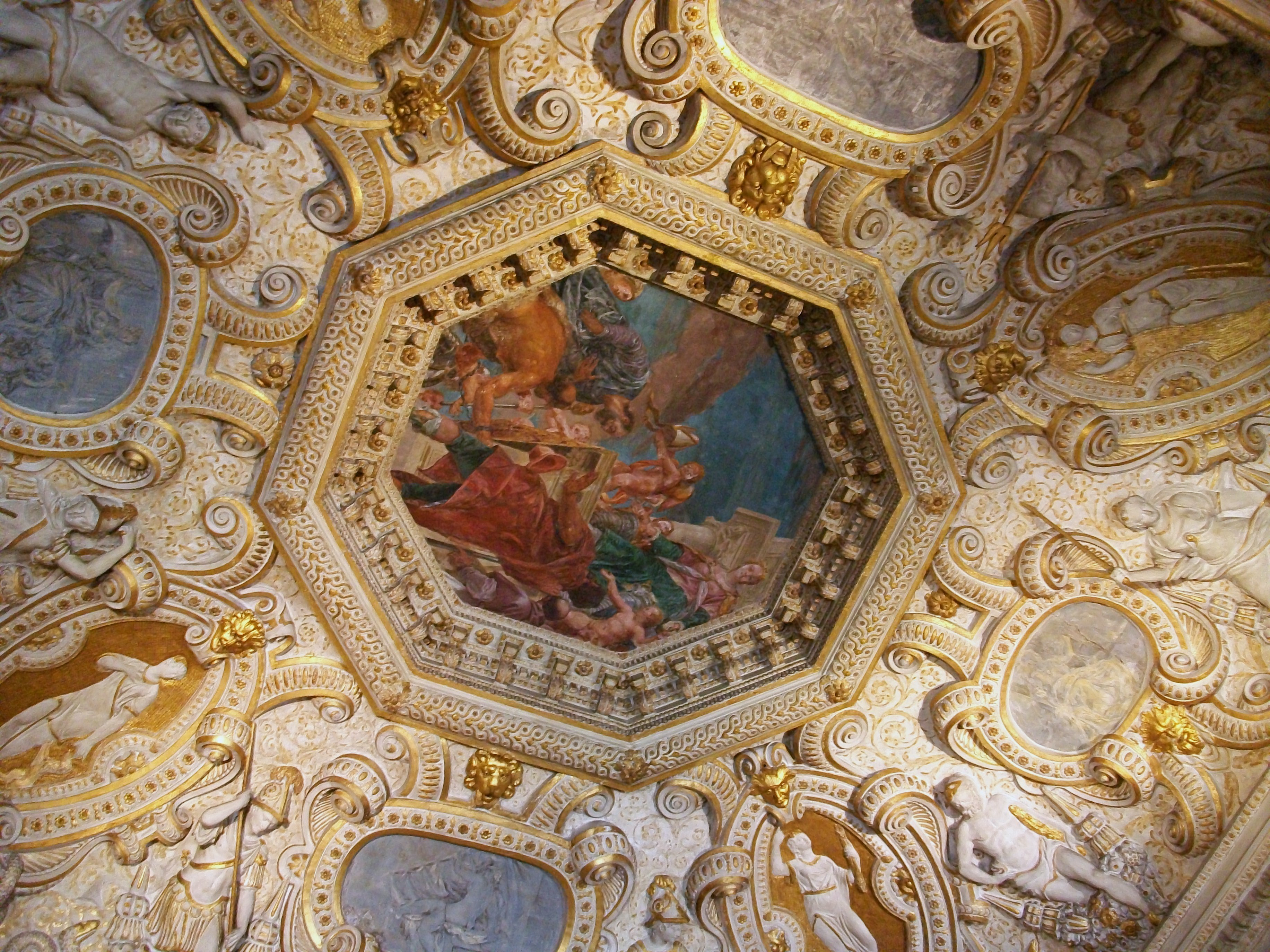
Soffitto con tondo di Paolo Veronese
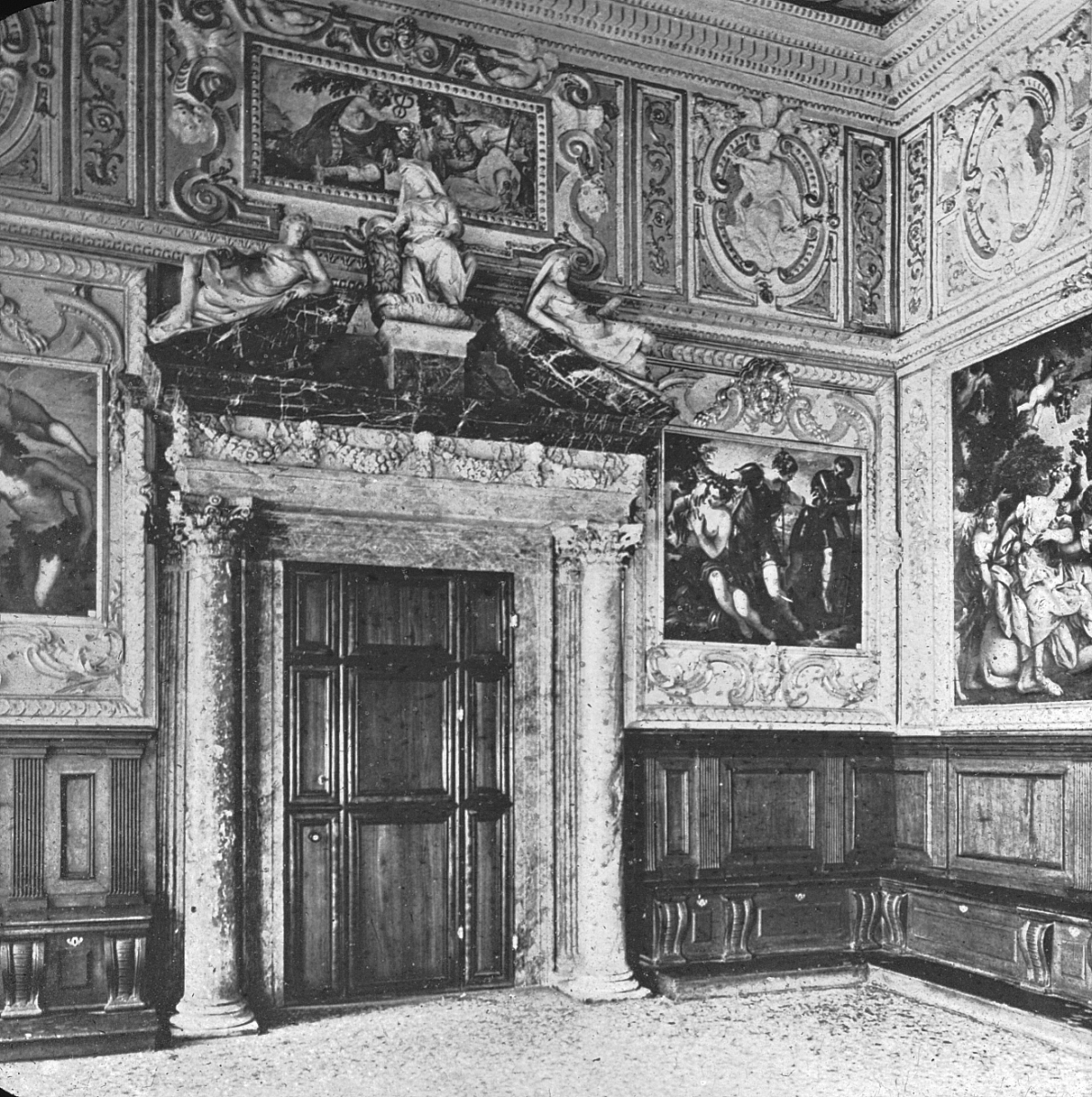
Portale con opere di Alessandro Vittoria
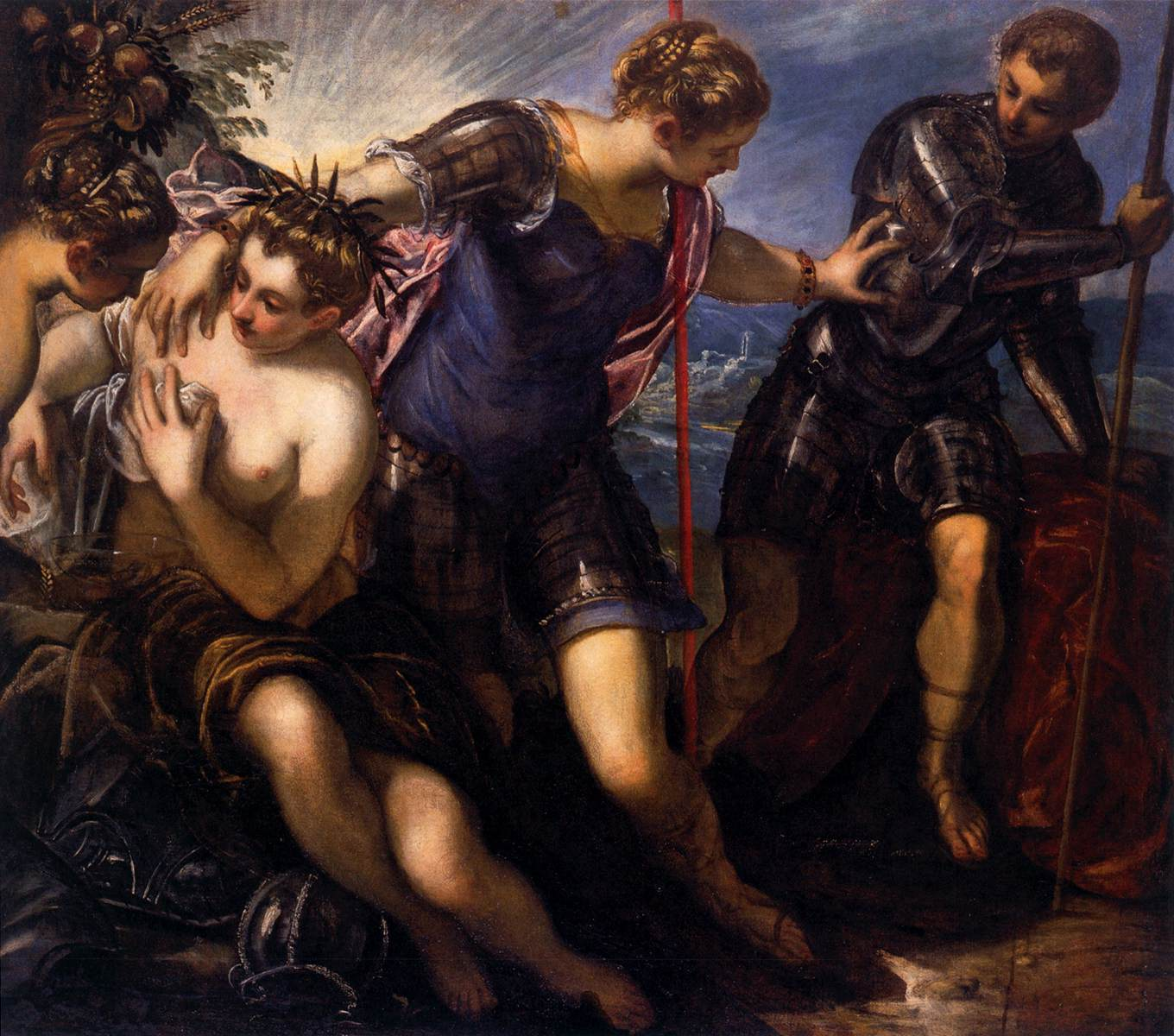
Jacopo Tintoretto, Minerva scaccia Marte
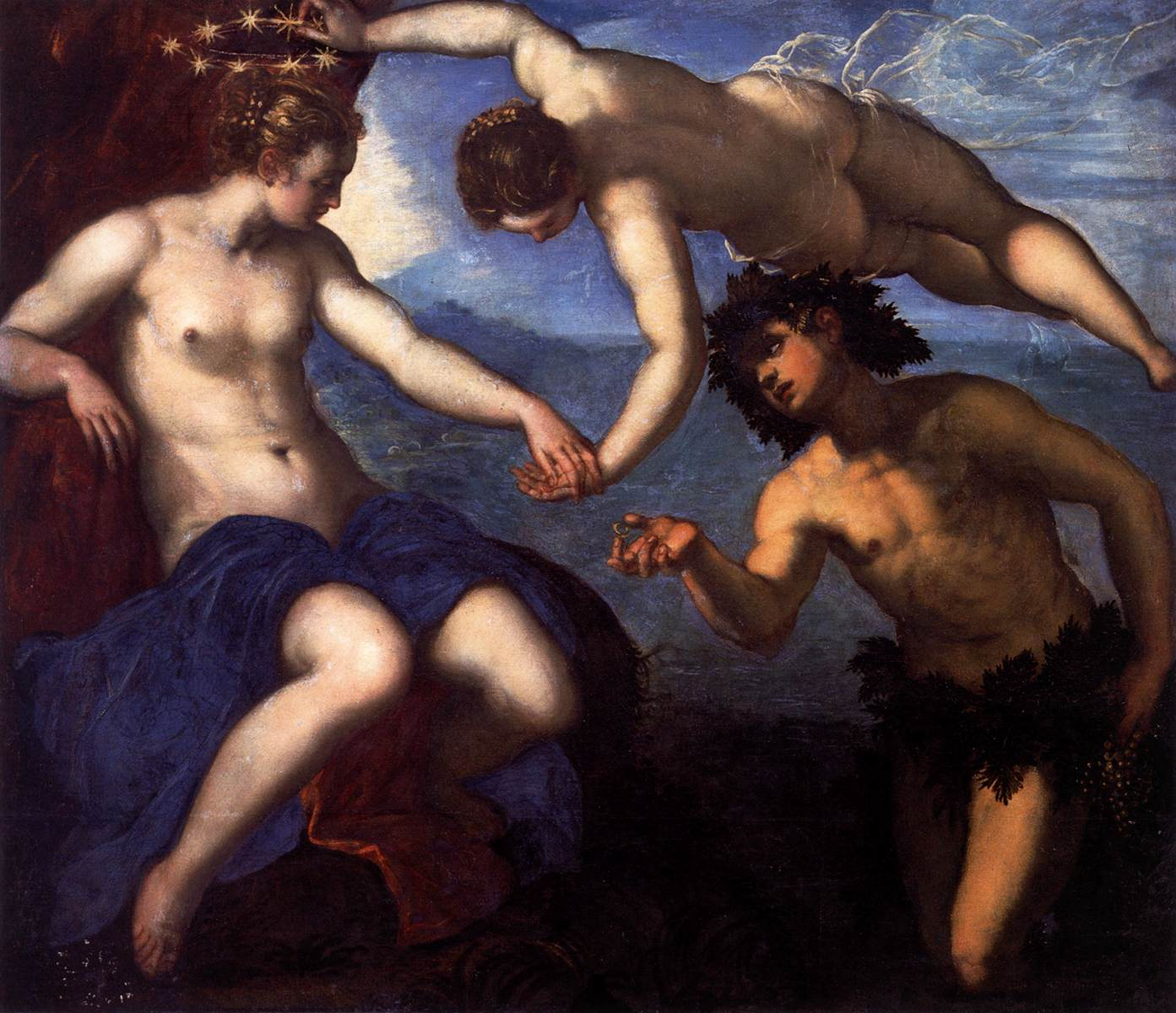
Jacopo Tintoretto, Arianna, Venere e Bacco
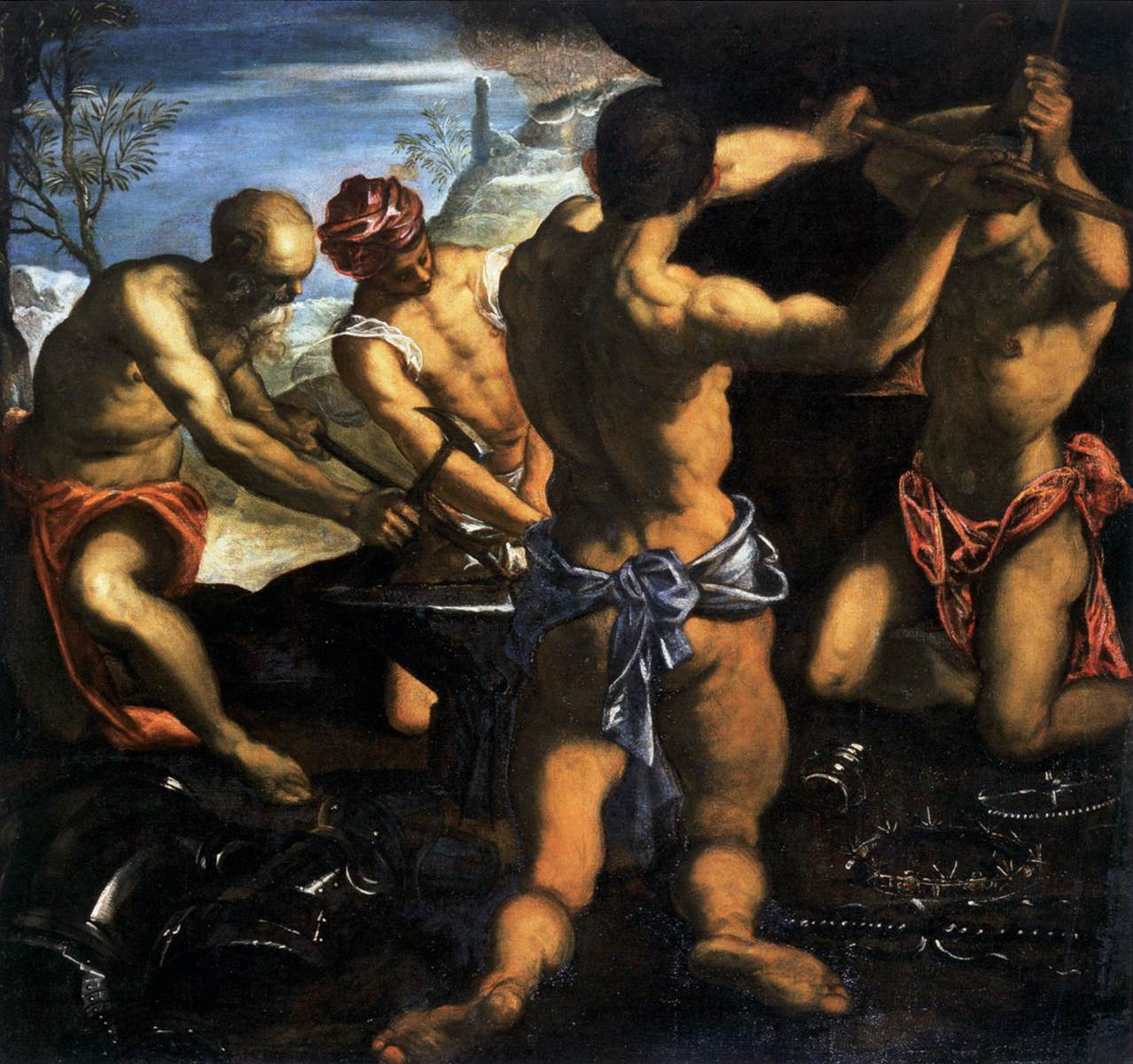
Jacopo Tintoretto, Fucina di Vulcano
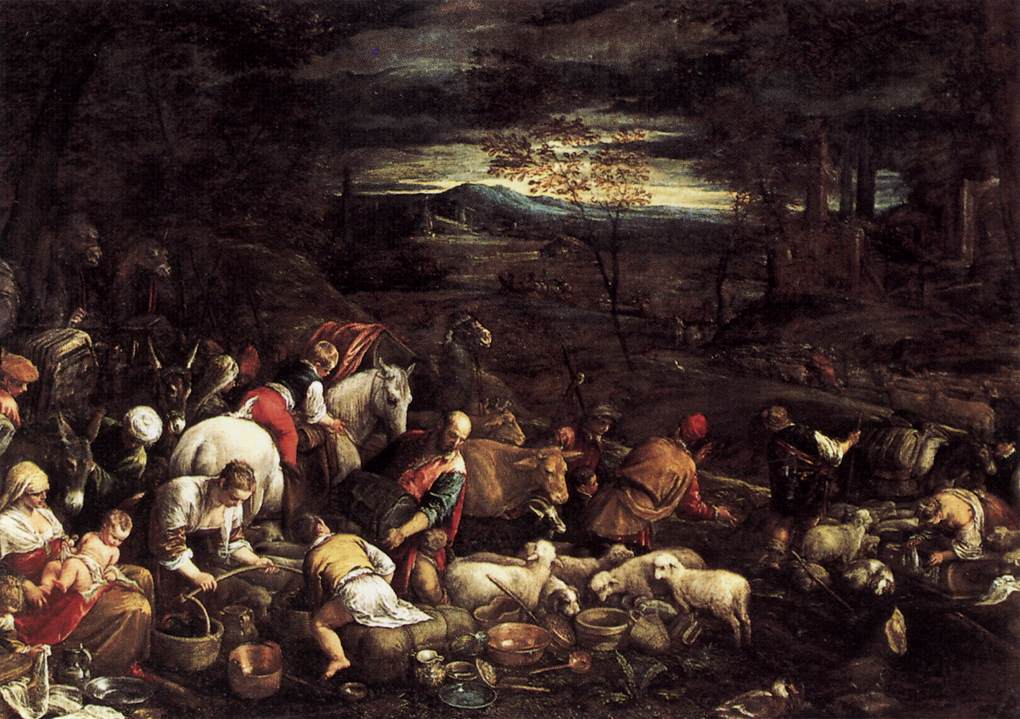
Jacopo Bassano, Il ritorno di Giacobbe
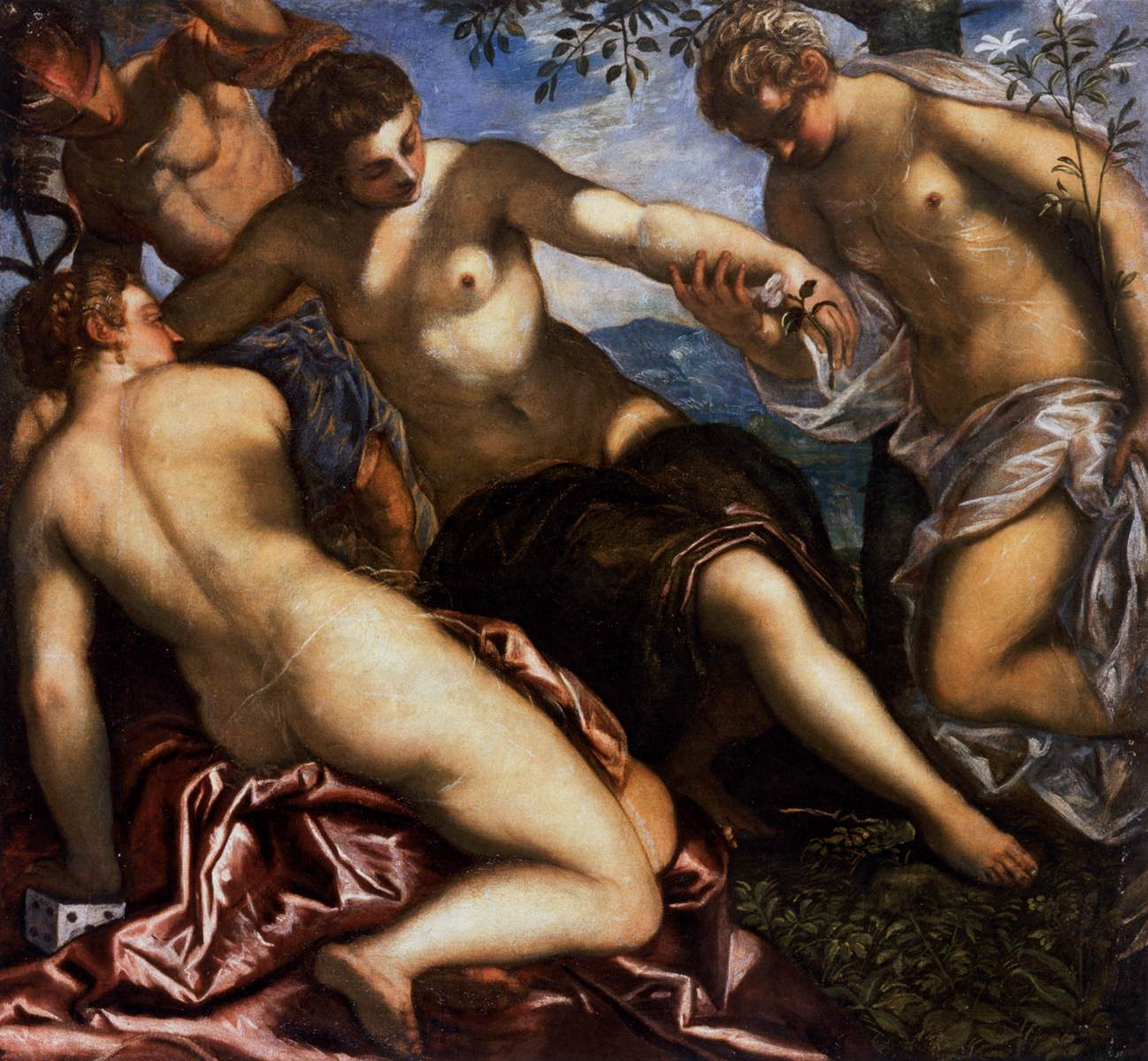
Jacopo Tintoretto, Mercurio e le Grazie

#### Sala del Collegio

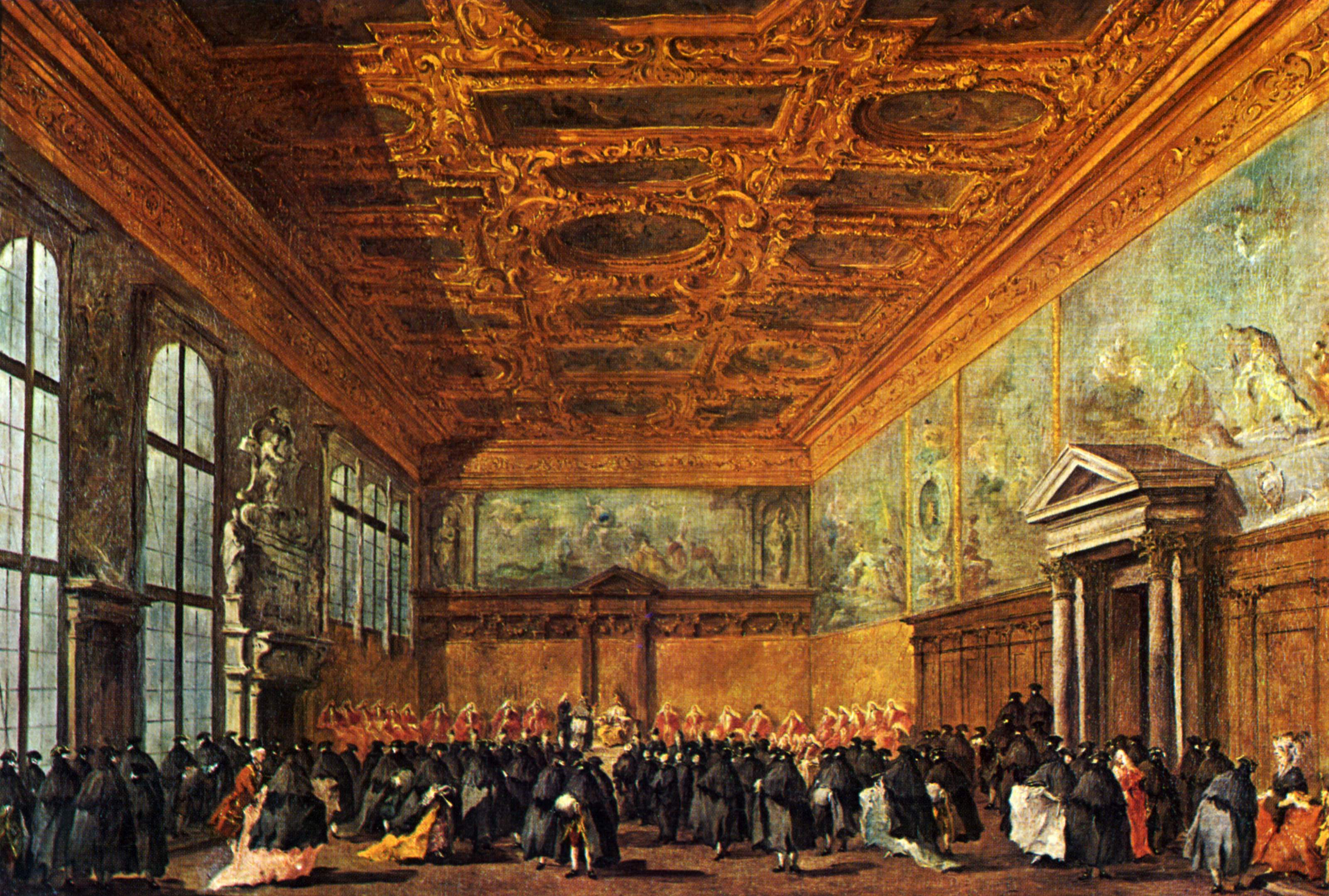
Francesco Guardi: Sala del Collegio

La Sala del Collegio, comunicante sia coll'Anticollegio sia con la Sala del Senato, era destinata alle riunioni del Collegio dei Savi e della Serenissima Signoria, organi distinti, ma tra loro interconnessi, che, quando si riunivano insieme, costituivano il cosiddetto "Pien Collegio". Qui si ricevevano gli ambasciatori stranieri, ed era perciò necessario che la sala fosse particolarmente sontuosa. Realizzata su progetto del Palladio e di Giovanni Antonio Rusconi, ma edificata sotto la supervisione di Antonio Da Ponte, reca sulla parete destra uno dei due quadranti dell'orologio che la sala ha in comune con l'adiacente aula del Senato, e tele di Tintoretto, site alle pareti ed eseguite fra il 1581 e il 1584 e del Veronese, che costituiscono il soffitto e tra le quali si trova una raffigurazione della battaglia di Lepanto. Tra le opere del Tintoretto si ricorda il quadro raffigurante le Nozze mistiche di Santa Caterina alle quali assiste il doge Francesco Donà circondato da Prudenza, Temperanza, Eloquenza e Carità, caratterizzato, al pari degli altri, dalla difficoltà aggiuntiva di dover coniugare un episodio votivo con il ritratto dogale, che produrrà però incredibili risultati in termini di soluzioni finalizzate a spezzare l'effetto di monotonia e ripetitività.
Il soffitto, tra i più belli del palazzo, è uno dei più celebri capolavori di Paolo Veronese, cui si devono le undici tele che lo decorano, con decorazioni lignee di Francesco Bello e Andrea da Faenza. Sempre di questi due artisti, che lavorarono sotto il progetto del Palladio, è pure il tribunale con il soglio dogale centrale con ricca trabeazione. Nell'ovale al centro sono rappresentate La Fede e la Religione; la Fede, con vesti bianche e oro, mostra il calice, mentre sotto di lei è rappresentato un sacrificio antico con sacerdoti che bruciano l'incenso e si apprestano a immolare l'agnello. Sempre al centro sono rappresentati Marte e Nettuno con, sullo sfondo, il campanile e il leone di San Marco, e Venezia in trono tra la Giustizia e la Pace (opera nota anche come Venezia accoglie la Giustizia e la Pace, eseguita tra il 1575 e il 1577 e contraddistinta sia da uno straordinario realismo sia dall'interessante soluzione prospettica offerta dalla presenza di una scala semicircolare). Le altre otto tele dalle forme a "T" e "L", caratterizzate da un eccezionale cromatismo, contengono personificazioni femminili delle virtù che possono essere identificate attraverso gli attributi che le accompagnano: un cane per la fedeltà, un agnello per la mitezza, l'ermellino di purezza, un dado e una corona per ricompensa, un'aquila per la moderazione, la ragnatela di dialettica, un gru per vigilanza e una cornucopia per prosperità.
Al di sopra degli scranni destinati al Doge e i sei savi, sempre del Veronese è il Ritratto votivo del doge Sebastiano Venier, ove il doge è rappresentato inginocchiato a rendere grazie al Redentore per la vittoria di Lepanto, dipinta sullo sfondo. Si tratta di un'opera volta a celebrare le gesta di Sebastiano Venier e del provveditore Agostino Barbarigo, nella quale sono presenti pure le figure dei santi Mauro e Giustina e le allegorie della Fede e di Venezia. Lungo la parete che ospita le finestre si trova un grandissimo camino, ideato da Girolamo Campagna che ne eseguì le statue laterali, raffiguranti Ercole e Mercurio.

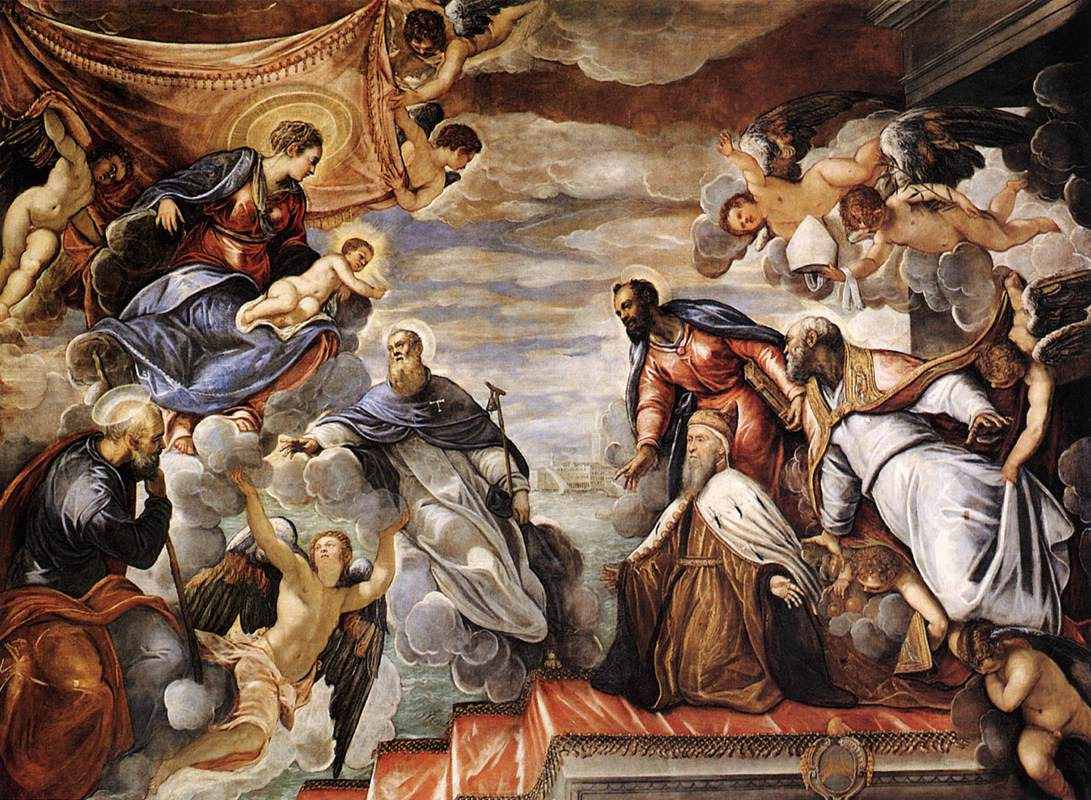
Jacopo Tintoretto, La Vergine e N. Da Ponte
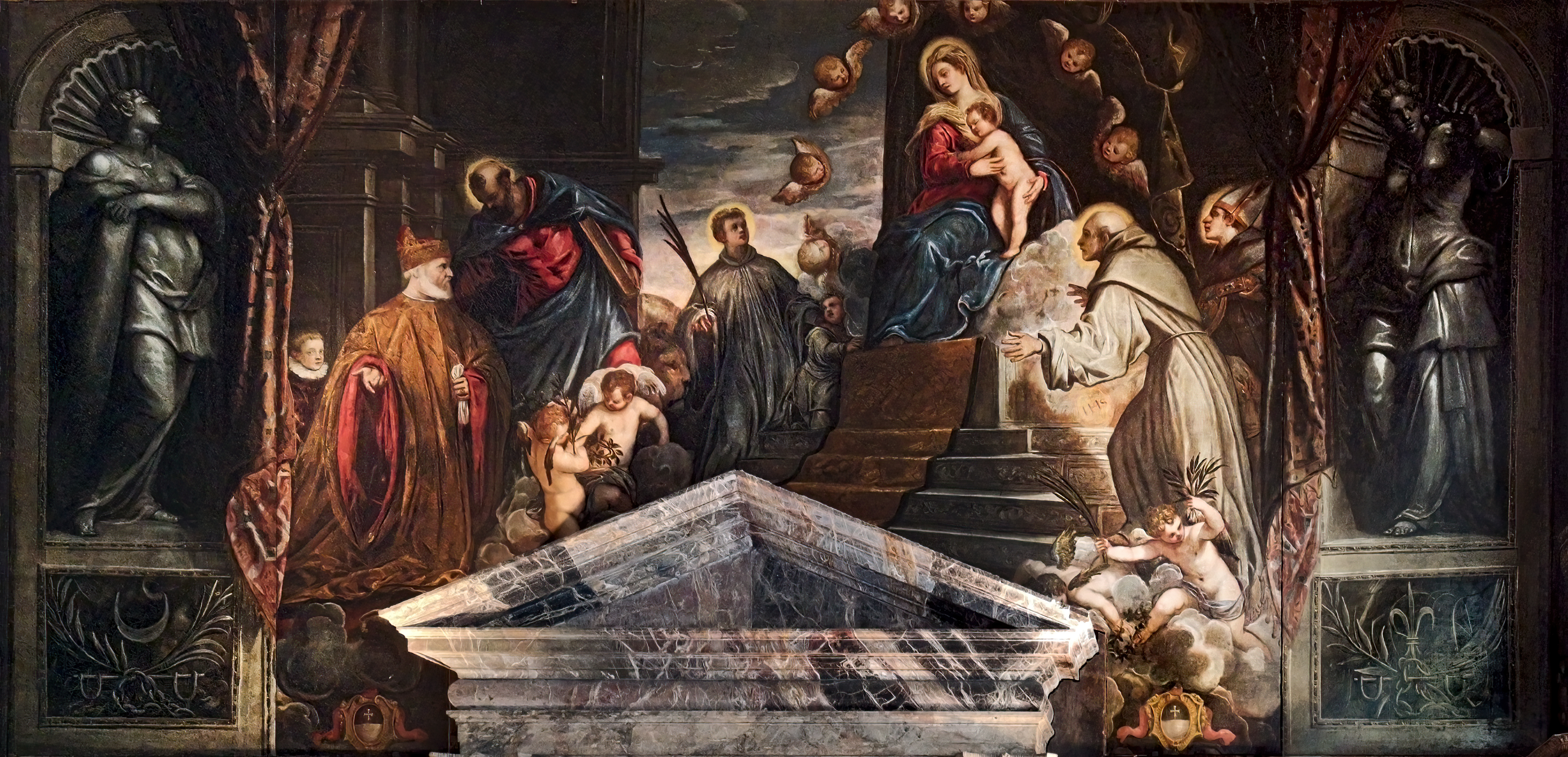
Jacopo Tintoretto, Adorazione di A. Gritti
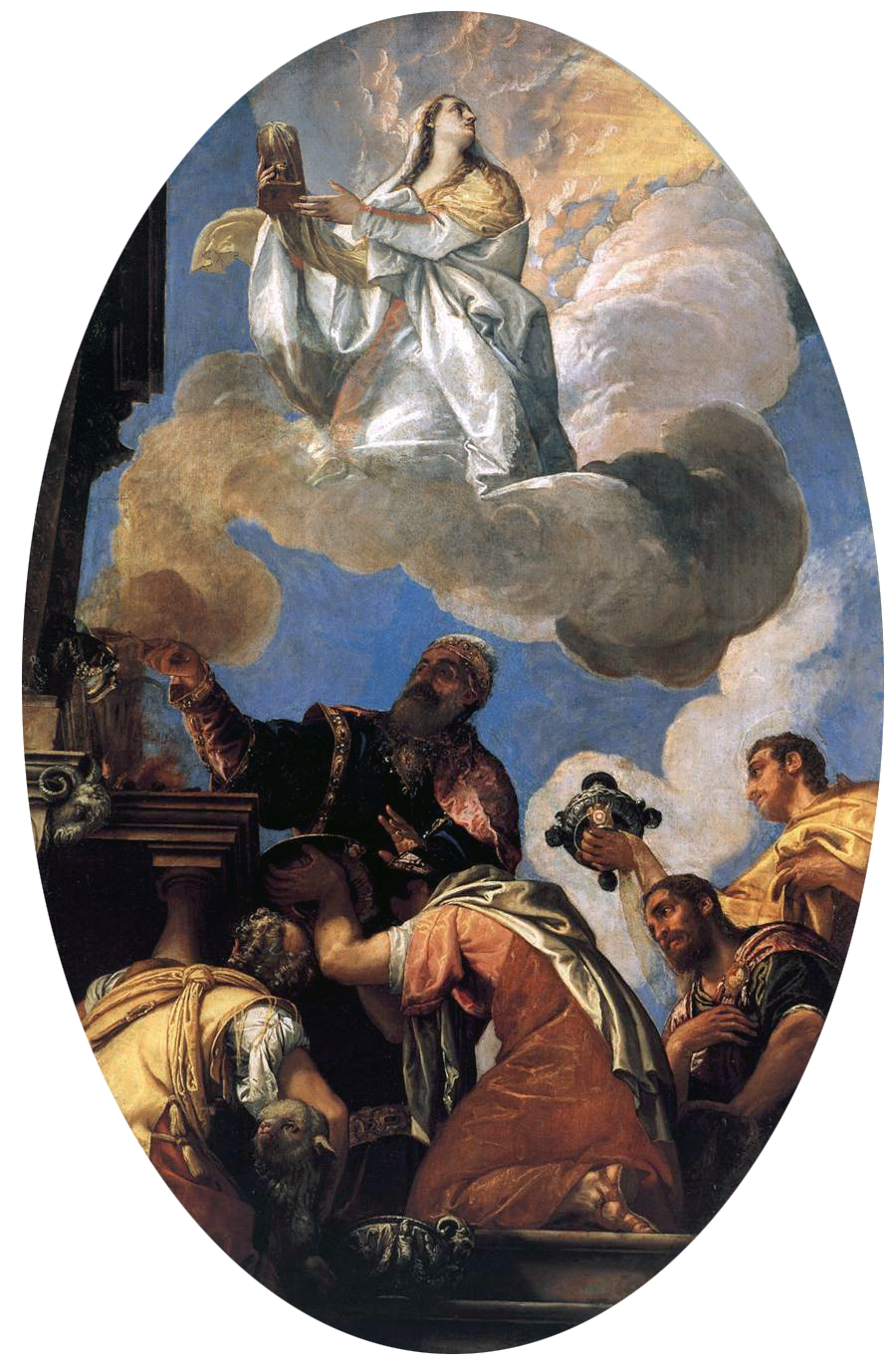
Paolo Veronese, Fede e Religione
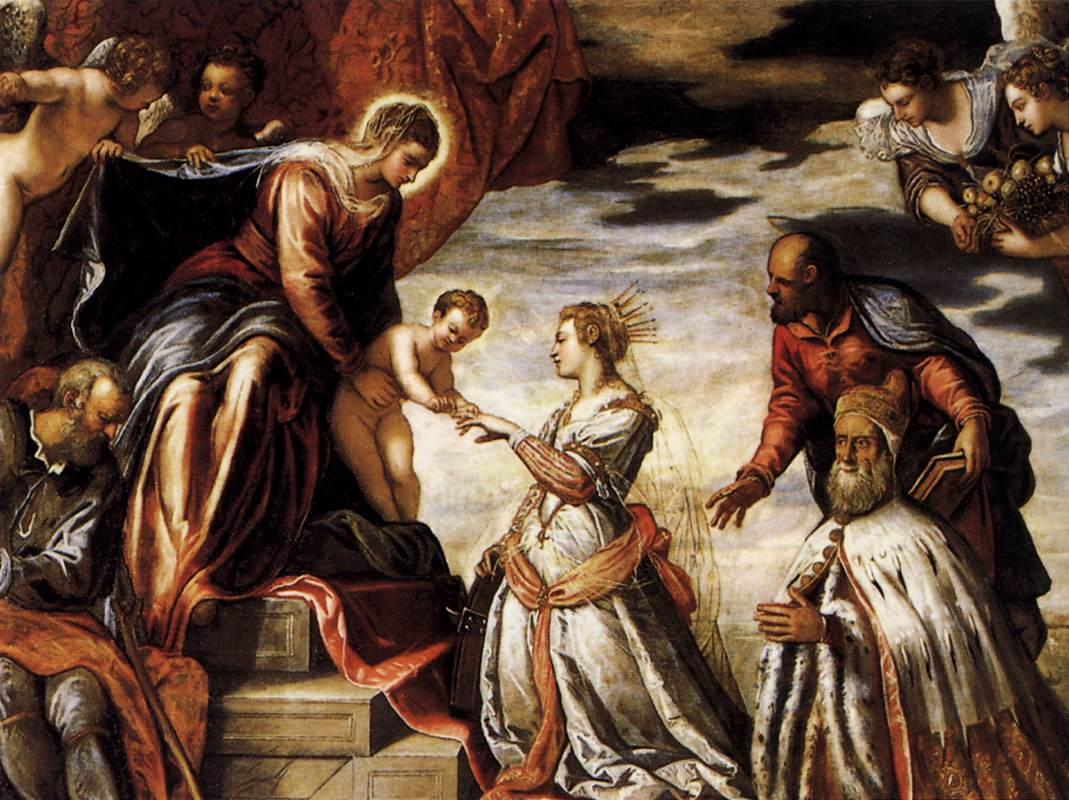
Jacopo Tintoretto, Santa Caterina
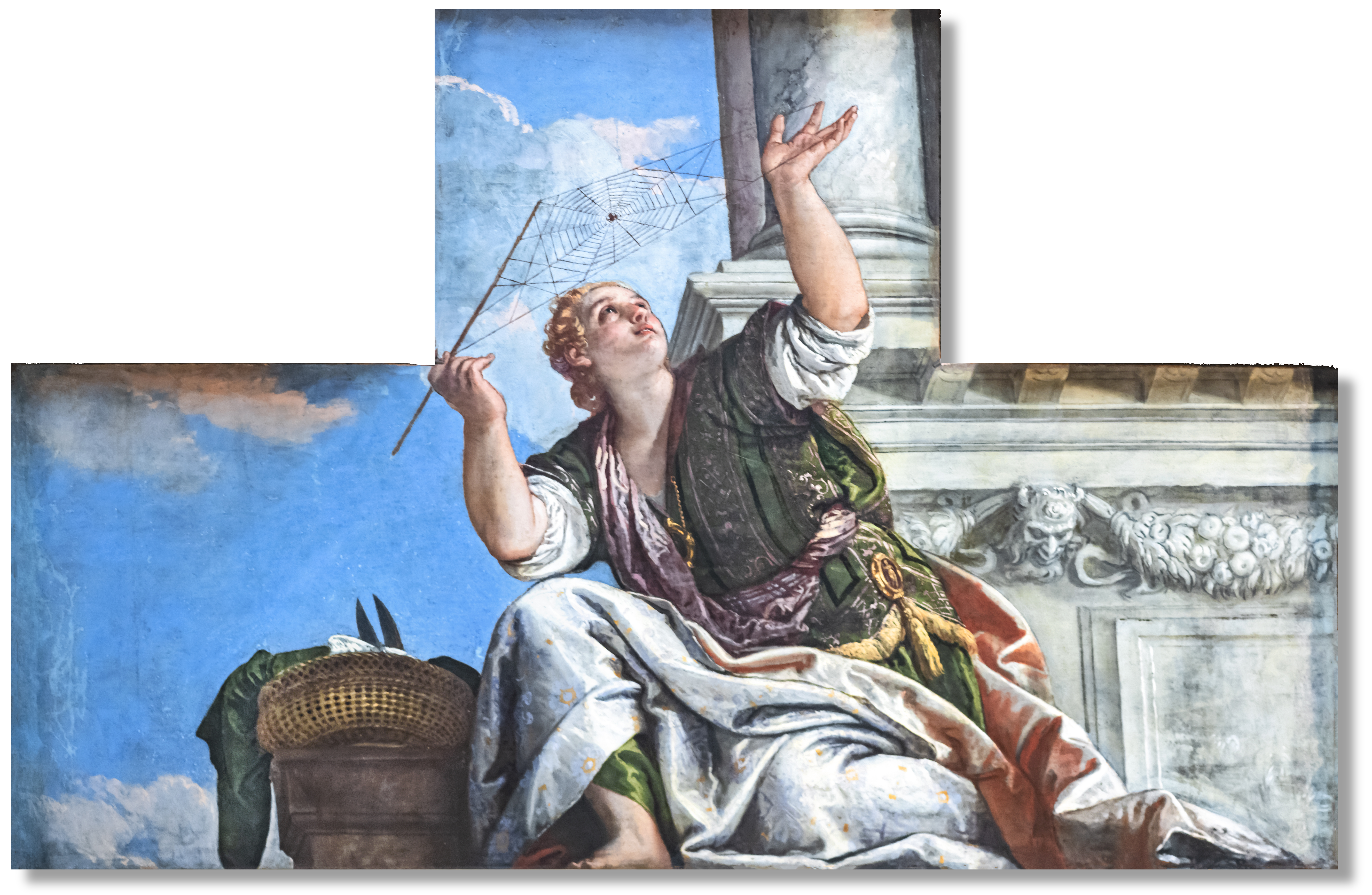
Paolo Veronese, Aracne/Dialettica
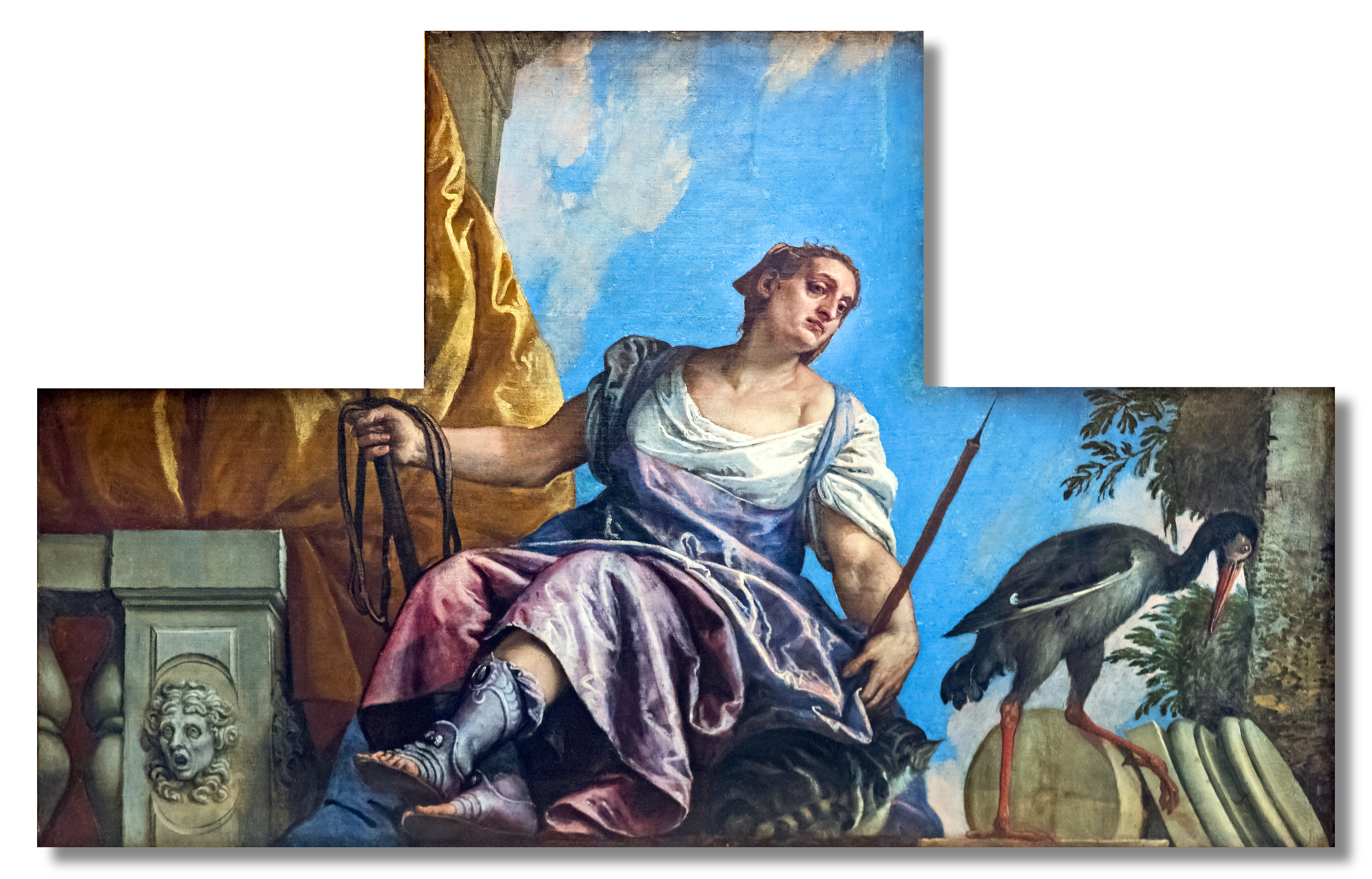
Paolo Veronese, Vigilanza
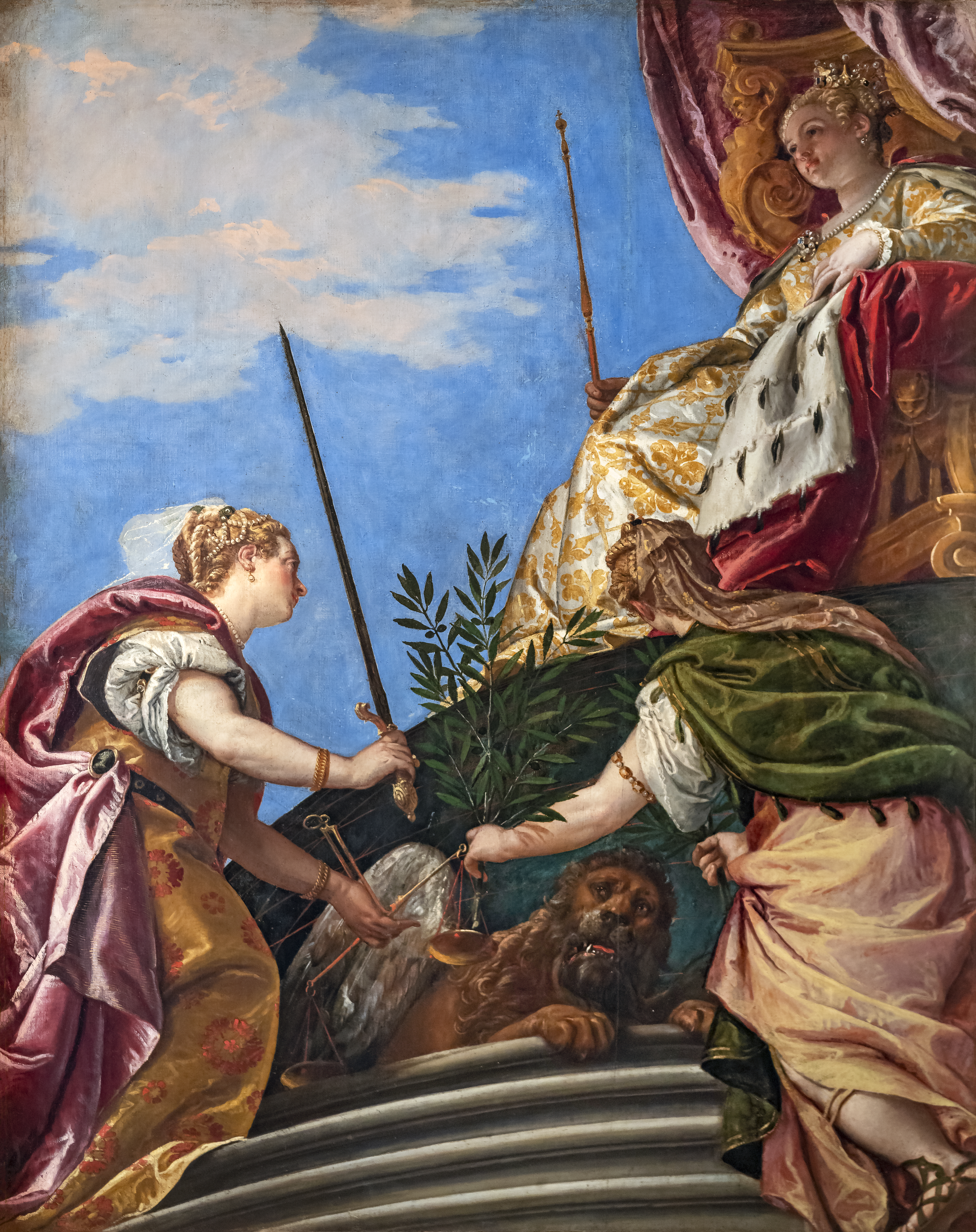
Paolo Veronese, Venezia tra Giustizia e Pace

#### Sala del Senato

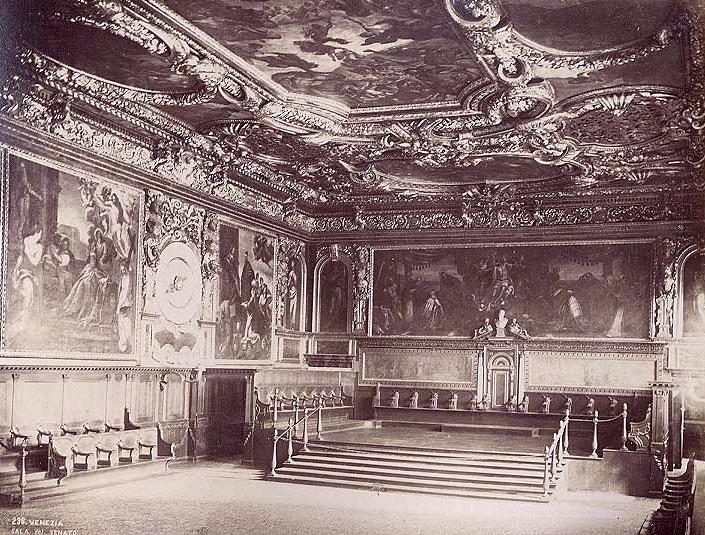
Una foto della Sala realizzata da Carlo Naya

Dalla Sala delle Quattro Porte si accede a questo ambiente, comunicante pure col Collegio, affacciato sul Rio di Palazzo e destinato alle riunioni del Consiglio dei Pregadi (o Senato), deputato al governo della Repubblica. La sala mantiene ancora oggi un suo vecchio appellativo: era detta anche dei Pregati in quanto i suoi membri venivano "pregati", per mezzo di un invito scritto, affinché partecipassero alle sedute del Consiglio. Più precisamente, i senatori venivano eletti dal Maggior Consiglio tra i patrizi che si erano distinti in battaglia o nell'amministrazione della Repubblica. Devastata da un incendio nel 1574, che causò la perdita della precedente decorazione realizzata da Carpaccio, Giorgione e Tiziano, la sua ricostruzione fu affidata ad Antonio Da Ponte e la sua decorazione ad altri importanti maestri, tra i quali il Tintoretto, affiancato dalla sua bottega, ebbe un ruolo molto importante.
Ricca e solenne, con splendidi intarsi e dorature, la sala ospita opere di Tintoretto e di Jacopo Palma il Giovane, immerse tra le luminose dorature di cui l'ambiente abbonda. I cicli pittorici che arricchiscono le pareti furono realizzati tra il 1585 e il 1595 durante il dogato di Pasquale Cicogna. Lo stesso doge fu rappresentato in due opere, una posta lungo le pareti e una facente parte del decoro del soffitto. Sulla parete di fronte alle finestre si vedono i due grandi orologi, uno dei quali presenta i segni dello zodiaco. L'orologio che segnava le ore girava in senso antiorario, come tutti gli orologi realizzati in quell'epoca e vengono indicate tutte le ore del giorno sia mattutine sia pomeridiane partendo dall'apice con le 6 del mattino perché secondo i medievali la giornata cominciava a quell'ora, quando nasceva il sole.
Per quanto concerne la decorazione delle pareti, essa fu realizzata con scopi celebrativi. Sopra ai seggi dei senatori, ricostruiti nel corso del XVIII secolo, e sopra al tribunale si trova appunto un ciclo che illustra le opere di alcuni dogi. Tra queste spicca Il Cristo morto adorato dai dogi Pietro Lando e Marcantonio Trevisan, realizzata dal Tintoretto. Le altre pareti presentano temi relativi ad allegorie e le loro decorazioni furono realizzate in prevalenza da Palma il Giovane, che fu però aiutato nell'opera da artisti quali Domenico Tiepolo, Marco Vecellio e lo stesso Tintoretto. Altra importante opera di Palma il Giovane presente nella sala è l'Allegoria della vittoria sulla Lega di Cambrai, realizzata attorno all'anno 1590 e volta a celebrare la guerra tra Venezia e le altre potenze europee, coalizzatesi contro di lei mediante la Lega di Cambrai: il protagonista della tela è il doge Leonardo Loredan.
Sono presenti come decorazioni del soffitto, ultimato nel 1581 e progettato da Cristoforo Sorte, massicce cornici in legno dorato che incastonano opere di Tintoretto, Marco Vecellio, Andrea Vicentino, Antonio Vassilacchi, Tommaso Dolabella, Palma il Giovane e Gerolamo Gambarato. Il telaio in legno dorato si può dire composto dall'unione di cartigli, volute e festoni. Al centro spicca la grande tela rettangolare dipinta da Tintoretto con l'aiuto del figlio, Domenico, con Venezia assisa fra gli dei. Raffigura il Trionfo di Venezia come un vortice crescente di creature mitologiche di origine marina, che si innalzano verso Venezia, seduta al centro, per offrire doni e riconoscimenti. Fra il concilio di dei che attorniano la Serenissima vestita con abiti regali, si riconoscono Apollo, Mercurio, Crono, Marte e Vulcano.

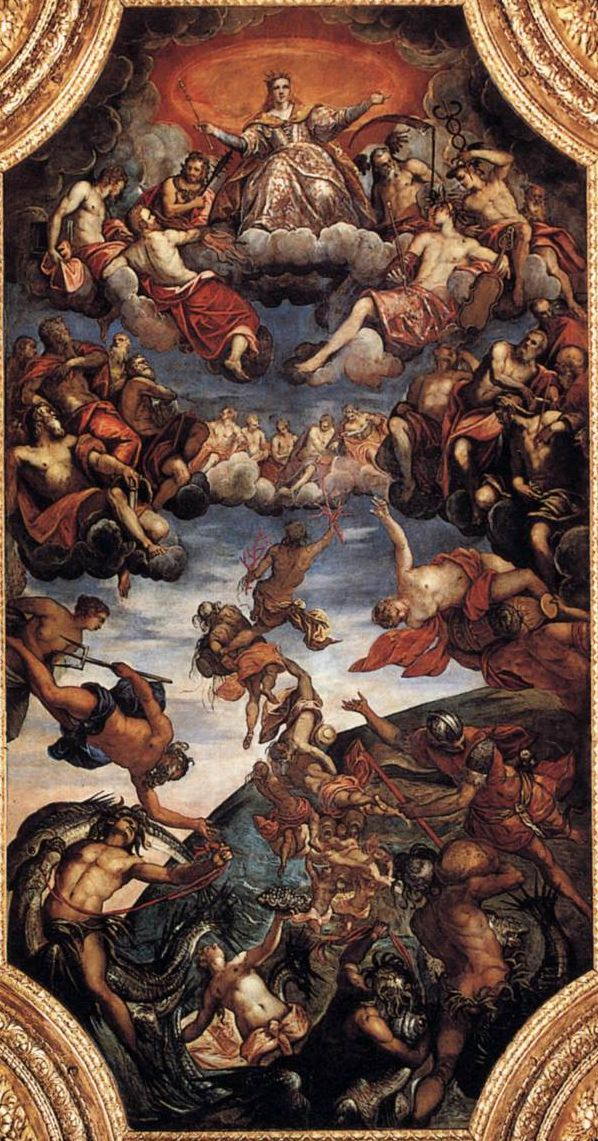
Jacopo Tintoretto, Venezia riceve doni
Jacopo Palma, Vittoria sulla lega di Cambrai
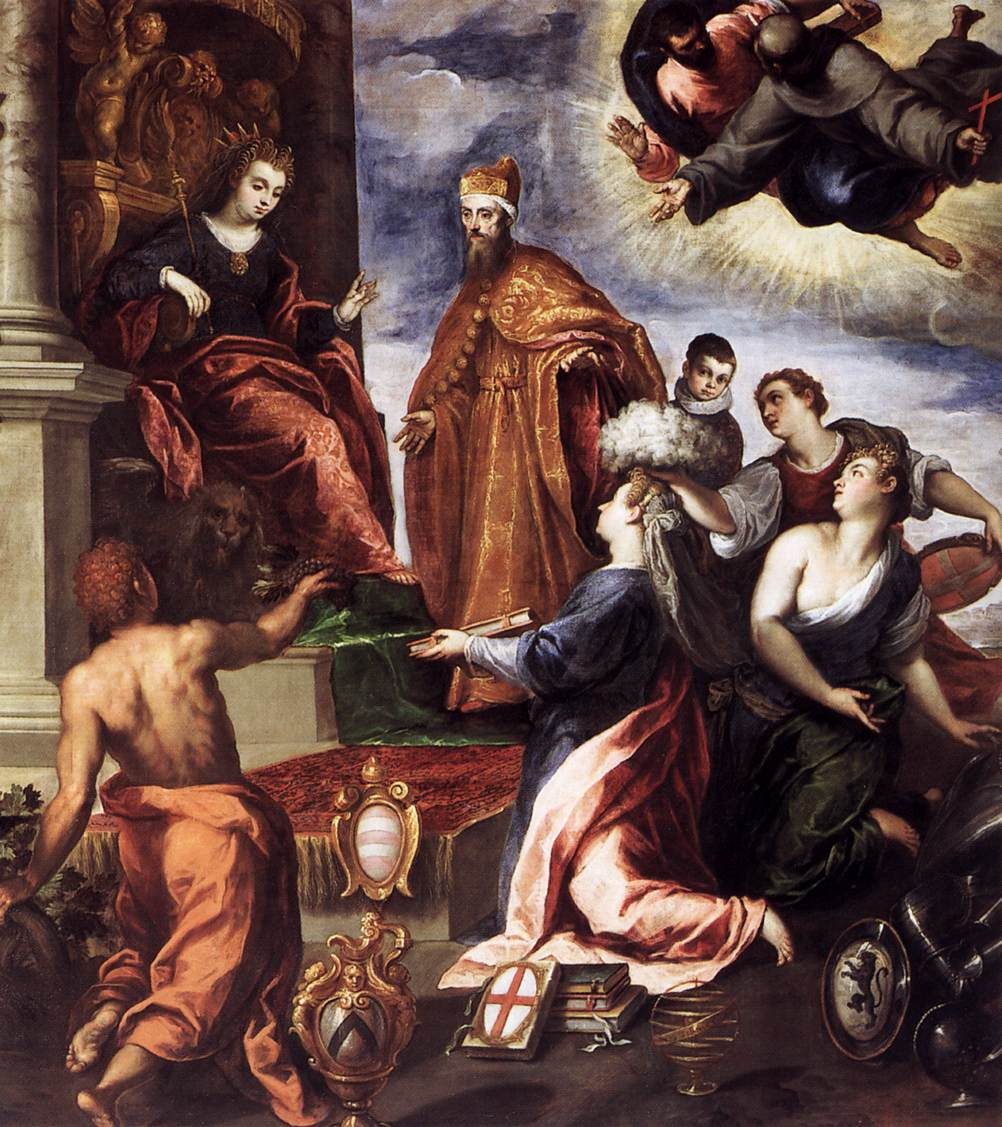
Jacopo Palma, Francesco Venier
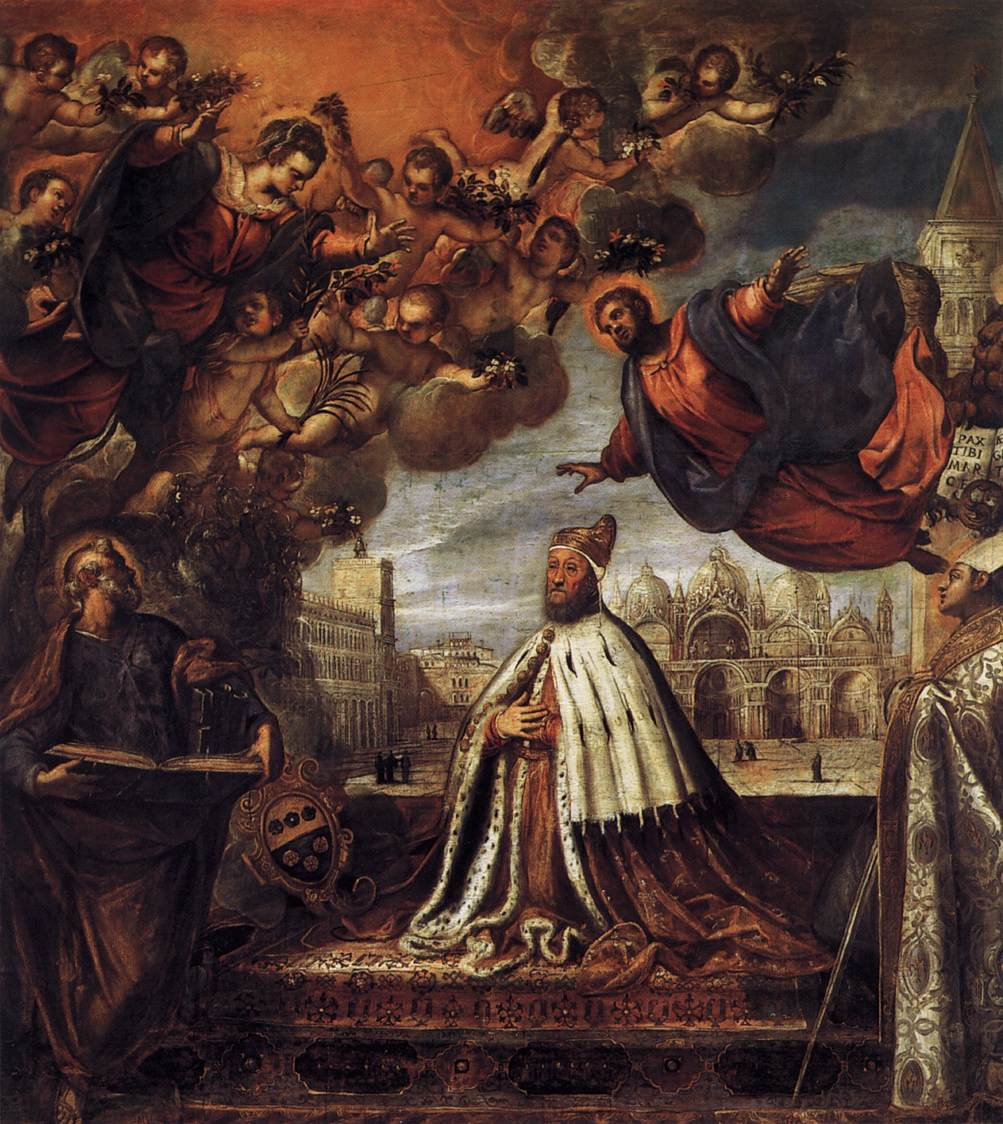
Jacopo Palma, Pietro Loredan adorante
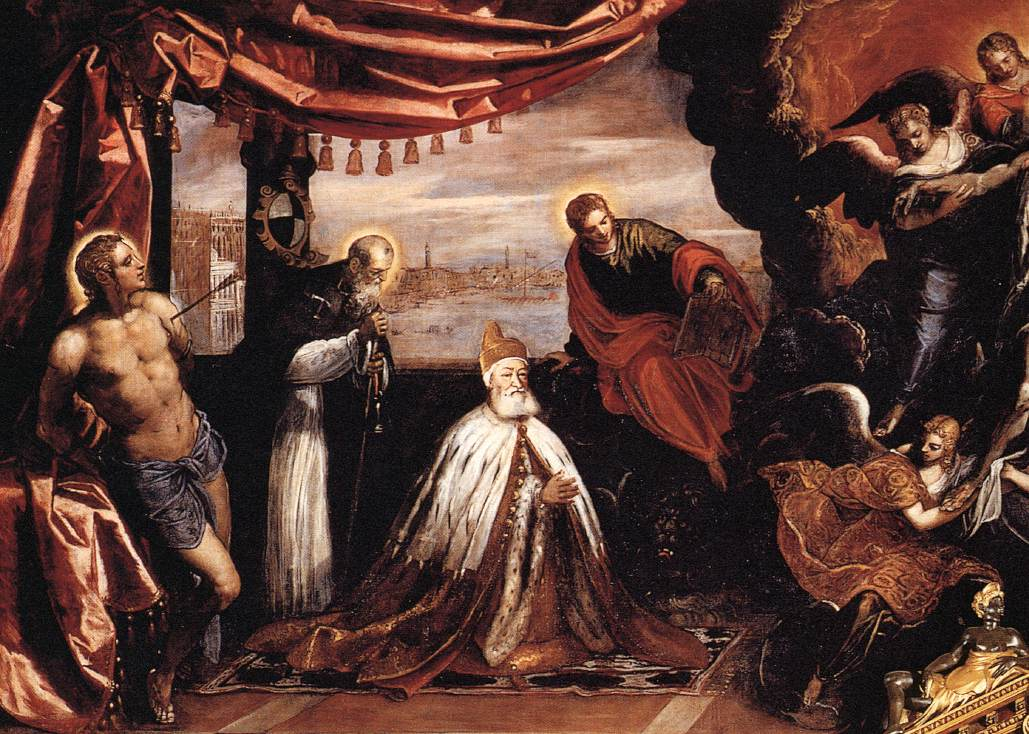
Jacopo Tintoretto, Pietro Lando adorante
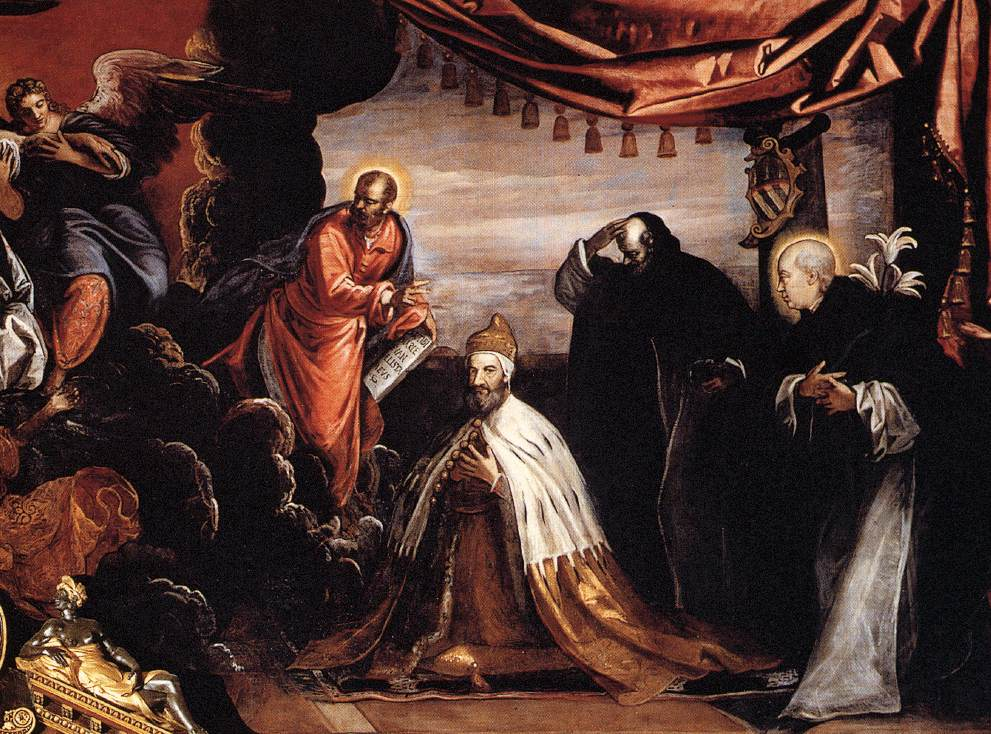
J. Tintoretto, Marcantonio Trevisan adorante

#### Chiesetta e antichiesetta
Alla Sala del Senato è collegata un'antichiesetta, notevole per la sua decorazione composta da stucchi e affreschi neoclassici, realizzati da Jacopo Guarana. Da questo locale si accedeva alla chiesetta privata del Senato, usata solo dai senatori e dal doge, ristrutturata da Vincenzo Scamozzi nel 1593. L'apparato decorativo di questa cappella palatina fu realizzato per quanto concerne gli affreschi sempre da Jacopo Guarana, mentre per quanto riguarda le decorazioni architettoniche da Gerolamo Mengozzi-Colonna e dal figlio Agostino. Sull'altare spicca un bel gruppo scultoreo realizzato da Jacopo Sansovino, raffigurante la Vergine col Putto e Angeli.

#### Sala del Consiglio dei Dieci

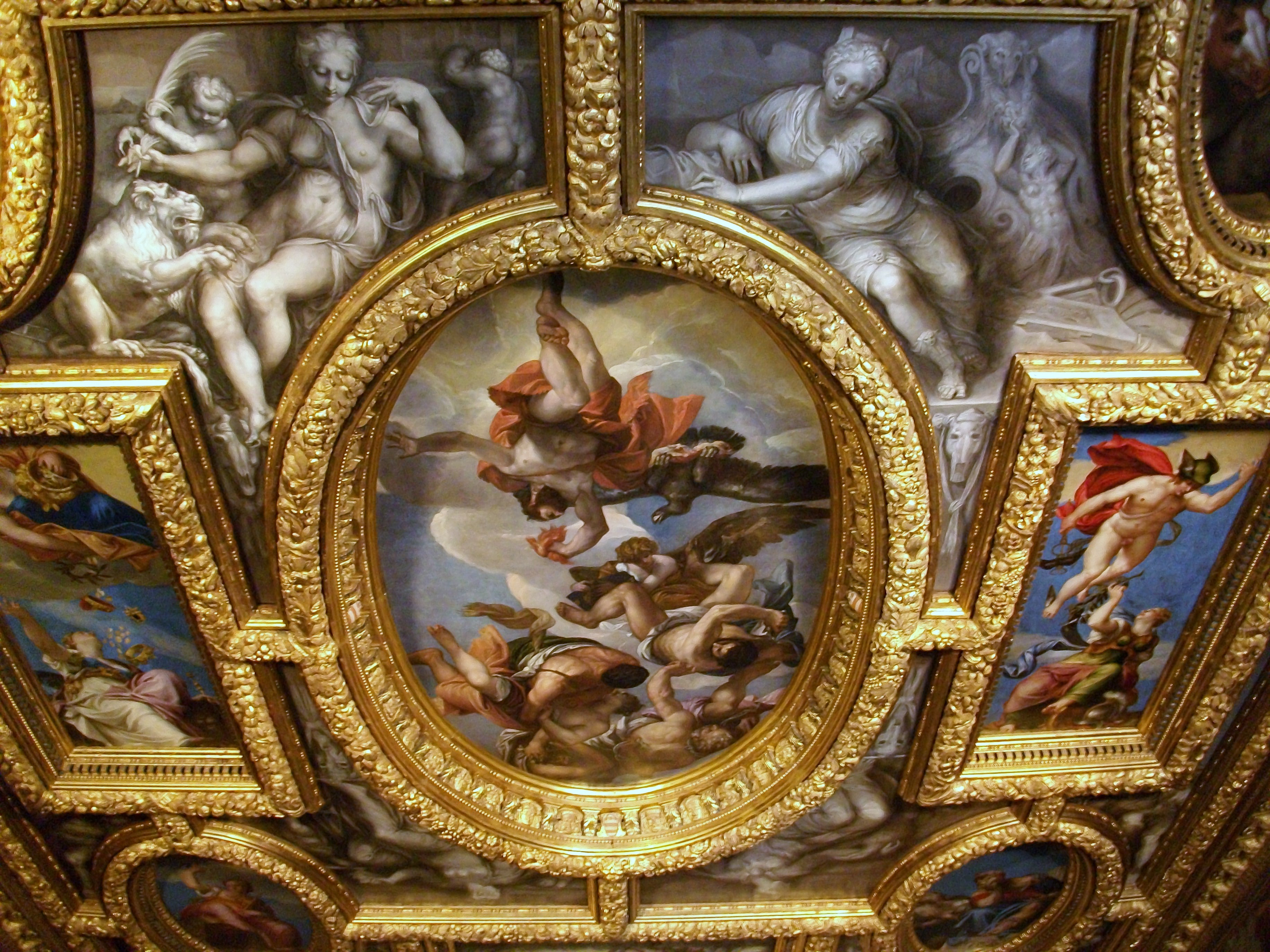
Il soffitto decorato

La Sala del Consiglio dei Dieci era destinata alla riunione dell'omonimo organo, ristretto e onnipotente, deputato alla sicurezza dello Stato. Suprema magistratura dello Stato, sui cui metodi spietati si è sovente scritto ma non sempre in modo imparziale, fu istituita nel 1319 come organo temporaneo al quale affidare le indagini relative alla congiura Baiamonte Tiepolo, ma divenne poi magistratura stabile, composta di dieci consiglieri e allargata al Doge e ai sei Consiglieri Ducali; il consiglio dei Dieci prendeva posto su un podio ligneo semicircolare dal quale discuteva delle indagini e dei processi contro i nemici dello Stato: un passaggio segreto ricavato in un'armadiatura a legno conduceva alla retrostante stanza dei Tre Capi.
Non rimane nulla della mobilia originale. Le decorazioni sono di Giambattista Ponchino, Paolo Veronese e Giovanni Battista Zelotti, con temi riguardanti la giustizia. Il soffitto della sala, attribuito in modo fantasioso a Daniele Barbaro, fu dipinto negli anni cinquanta del XVI secolo e costituisce l'opera di esordio di Paolo Veronese nella scena veneziana. Più precisamente, il Veronese è autore di tre delle tele attualmente presenti tra le nove che compongono il soffitto. Fu dipinto dal pittore ventiseienne, proveniente da Verona come aiutante del poco noto Gian Battista Ponchino, dallo Zelotti e da Jacopo D'Andrea. L'ovale al centro, con Giove che fulmina i vizi, è una copia dell'originale di Veronese confiscato da Napoleone e oggi esposto al Louvre. Fu invece restituito, sempre di Veronese, il riquadro con Giunone offre il corno ducale, gemme e oro a Venezia, dall'ardito scorcio prospettico. Sotto al soffitto è presente un pregevole fregio raffigurante Putti, armi e trofei. Le pareti sottostanti questa decorazioni furono realizzate da Andrea Vassilachi, dal Bassano e da Marco Vecellio. Il quadro Venezia sul globo e sul leone, realizzato tra il 1553 e il 1564, è una delle allegorie presenti nella sala: opera dello Zelotti, evidenzia come i quadri di quest'ultimo, pur essendo equiparabili per luci e colori a quelli del Veronese, si differenziassero dalle opere di questo in quanto queste ultime appaiono meno macchinose e più naturali.

#### Sala della Bussola

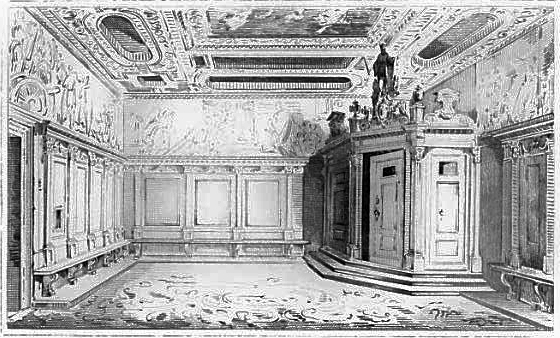
La Sala della Bussola in un'incisione tratta dall'opera Il palazzo ducale di Francesco Zanotto

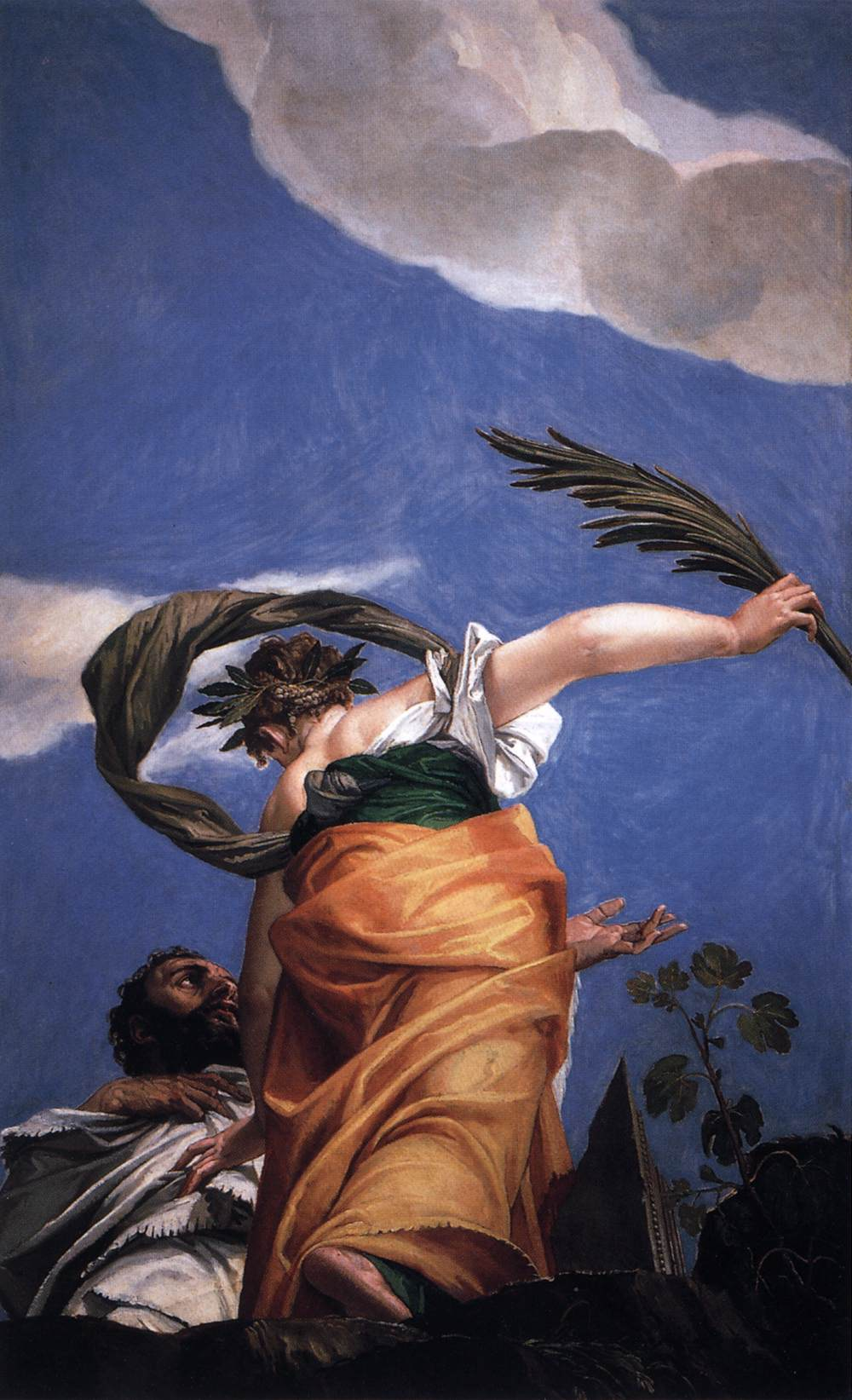
Paolo Veronese, Vittoria della Virtù sul Vizio

Accanto a questa sala era la Sala della Bussola, che fungeva da anticamera per coloro che erano stati convocati dalle potenti magistrature, che deve il nome alla grande bussola lignea che conduce negli adiacenti ambienti giudiziari ed è sormontata da una statua della Giustizia. La sua decorazione allegorica fu ultimata nel 1554 da Paolo Veronese. Anche in questa sala, il dipinto al centro del soffitto, capolavoro di Paolo Veronese raffigurante san Marco, fu asportato dai francesi nel 1797 ed è conservato al Louvre. Il monumentale camino è di disegno del Sansovino, mentre i dipinti alle pareti celebrano le vittorie del Carmagnola. Le pareti sono contraddistinta dalla presenza di pannelli lignei.

#### Altri ambienti giudiziari del secondo piano nobile
Dalla bussola presente nella sala di cui è eponimo passavano coloro che erano convocati nei vicini ambienti giudiziari.
- La Stanza dei Tre Capi del Consiglio dei Dieci, con opere di Tintoretto, Veronese, Giambattista Ponchino e Giambattista Zelotti, dove di riunivano i capi eletti a rotazione ogni mese da tale consiglio, cui spettava l'istruzione dei processi. Loro era il compito di aprire le lettere e di convocare le riunioni straordinarie del Maggior Consiglio;[174] La decorazione del soffitto fu realizzata tra il 1553 e il 1554: elemento notevole è l'ottagono centrale raffigurante la Vittoria della virtù sul Vizio, opera dello Zelotti. Il Veronese e Ponchino si dedicarono per lo più a decorare i settori laterali. Da questo locale si può accedere alla Sala del Consiglio dei Dieci tramite un passaggio segreto nascosto da un'armadiatura lignea.[175]
- La Stanza dei Tre Inquisitori di Stato, con dipinti del Tintoretto realizzati fra il 1566 e il 1567, dove avevano sede i potenti e temuti magistrati incaricati di garantire la sicurezza del Segreto con qualunque mezzo e a loro completa discrezione, scelti fra il Consiglio dei Dieci e i Consiglieri del Doge. Tale magistratura fu creata nel 1539 e divenne nota in quanto era autorizzata a venire a conoscenza delle informazioni con qualunque mezzo, incluse delazione e tortura.[175]
- La Camera del Tormento,[122] sala di tortura direttamente collegata ai sovrastanti Piombi, dove gli interrogatori erano condotti in presenza dei magistrati giudicanti. Nonostante tutto, la tortura cominciò a essere abbandonata nel XVII secolo.[175]

#### Armeria di palazzo
L'armeria di palazzo, complesso di sale destinate a magazzino per gli armigeri di Palazzo, era composta da quattro locali e vi si trovano circa 2 000 prestigiosi pezzi. Fa da angolo tra la facciata verso il rio di Palazzo e quella sul Molo.
- Sala I o Sala del Gattamelata: prende questo nome per l'armatura finissima di proprietà del Gattamelata, soprannome di Erasmo da Narni. In questa sala sono esposte anche altre armature cinquecentesche, alcune da fante, altre da cavaliere e altre ancora da torneo. In particolare, si segnala un'armatura da bambino o forse da nano, rinvenuta dopo la battaglia di Marignano. Nella sala sono esposti pure archi, balestre, lanterne da nave di provenienza turca.[176]
- Sala II o Sala del Re di Francia: caratterizzata dalla presenza di uno stendardo turco, bottino della battaglia di Lepanto e finemente decorato, la sala presenta pure un'armatura appartenuta a Enrico IV di Francia, donata alla Serenissima o nel 1603 o nel 1604, un'armatura per testa equina, spadoni, alabarde decorate.[176] L'armatura regale è posta all'interno di una nicchia che fu progettata da Vincenzo Scamozzi.[150]
- Sala III o Sala Francesco Morosini in quanto dedicata a quest'ultimo dal Consiglio dei Dieci: è caratterizzata dalla presenza di un busto bronzeo di quest'ultimo, posto in una nicchia. Nella sala si conservano pure spade, alabarde, faretre, balestre, una colubrina decorata risalente al XVI secolo, un archibugio a venti canne risalente al XVII secolo.[176]
- Sala IV: caratterizzata dalla presenza di numerose armi miste, vi sono conservati balestre del XVI secolo, mazze d'arma da fuoco, accette, spade da fuoco, archibugi. Vi si trova pure la cassetta del diavolo, in grado di nascondere al suo interno quattro canne di pistola e una freccia avvelenata. Numerosi sono anche gli strumenti di tortura, affiancati da una cintura di castità e alcune armi appartenute alla famiglia Carrara, originaria di Padova ma sconfitta nel 1405 dai veneziani.[176]

#### Gli ambienti dell'amministrazione
Dall'Atrio Quadrato si accede alle stanze dedicate all'amministrazione e alla burocrazia di palazzo, con la stanza del Notaio Ducale, segretario delle varie magistrature dello Stato, e quella del Deputato alla Segreta del Consiglio dei Dieci, segretario particolare del potente consiglio. Queste due stanzette sono raggiungibili anche risalendo una scaletta che le congiunge ai Pozzi. Nell'ammezzato sovrastante trovavano posto gli uffici del Cancellier Grande e del reggente alla Cancelleria, capo degli archivi, eletto direttamente dal Maggior Consiglio, con l'adiacente Sala della Cancelleria Segreta, in cui erano conservati in numerosi armadi i più importanti documenti amministrativi: sulle ante superiori, a specchio, risaltano gli stemmi e i nomi dei cancellieri succedutisi a partire dal 1268.

### Pozzi e Piombi

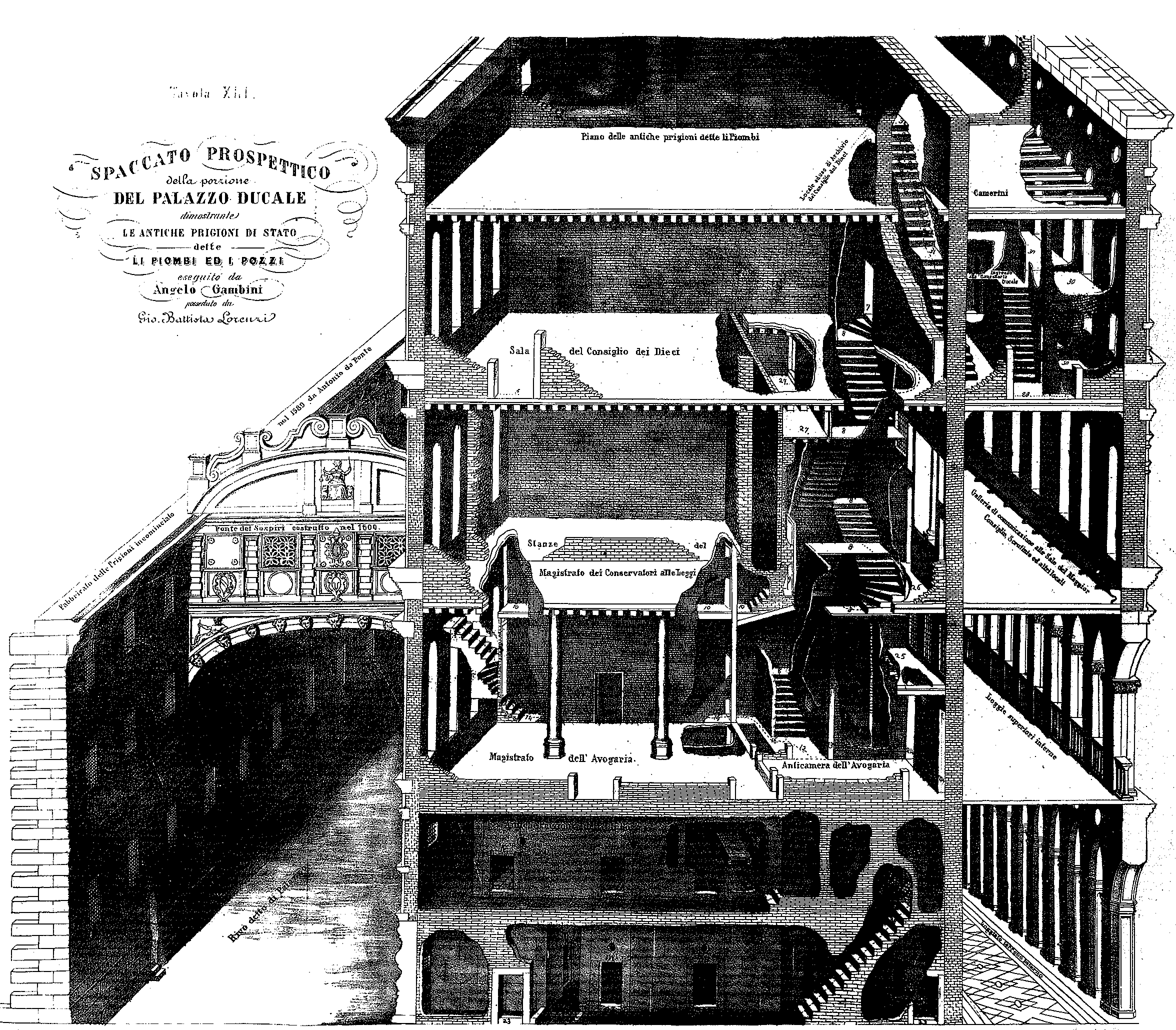
Antico spaccato prospettico dell'area del palazzo che, riservata alle magistrature, ospitava anche le Prigioni

Le prigioni sotterranee del Palazzo, collocate al disotto del livello dell'acqua e perciò estremamente umide e malsane, destinate ai prigionieri di condizioni inferiori, rinchiusi in celle oscure e anguste, prendevano l'inequivoco nome di Pozzi. I Pozzi, locali piccoli e umidi, erano rischiarati da lumi a olio, aerati grazie a fori rotondi scavati nella pietra e serrati da porte chiuse con pesanti catenacci. Ogni cella presentava una lettiera in legno, una mensola per gli effetti personali e un bugliolo di legno. Una leggenda narra che un tempo ai condannati a morte fosse concesso, come ultima possibilità di scampo, il "giro della colonna". Infatti tuttora una delle colonne del Palazzo Ducale è leggermente più grande delle altre. Il tentativo consisteva nel girare intorno alla colonna, dalla parte esterna, senza scivolare ma quasi nessuno riusciva a completare l'operazione. La disperazione dei detenuti ivi rinchiusi è intuibile dal tenore delle scritte che si trovano ai muri.
Al disotto del tetto del palazzo e delle sue coperture erano invece i Piombi, direttamente collegati alla Sala della Tortura, che devono il loro nome alla copertura del tetto, realizzata con lastre plumbee: qui trovavano posto i prigionieri più particolari (Giacomo Casanova il più noto, e autore di una spettacolare evasione), nobili, ricchi, religiosi, che venivano relegati quindi in un ambiente che, per quanto duro, risultava meno malsano rispetto agli infernali Pozzi.

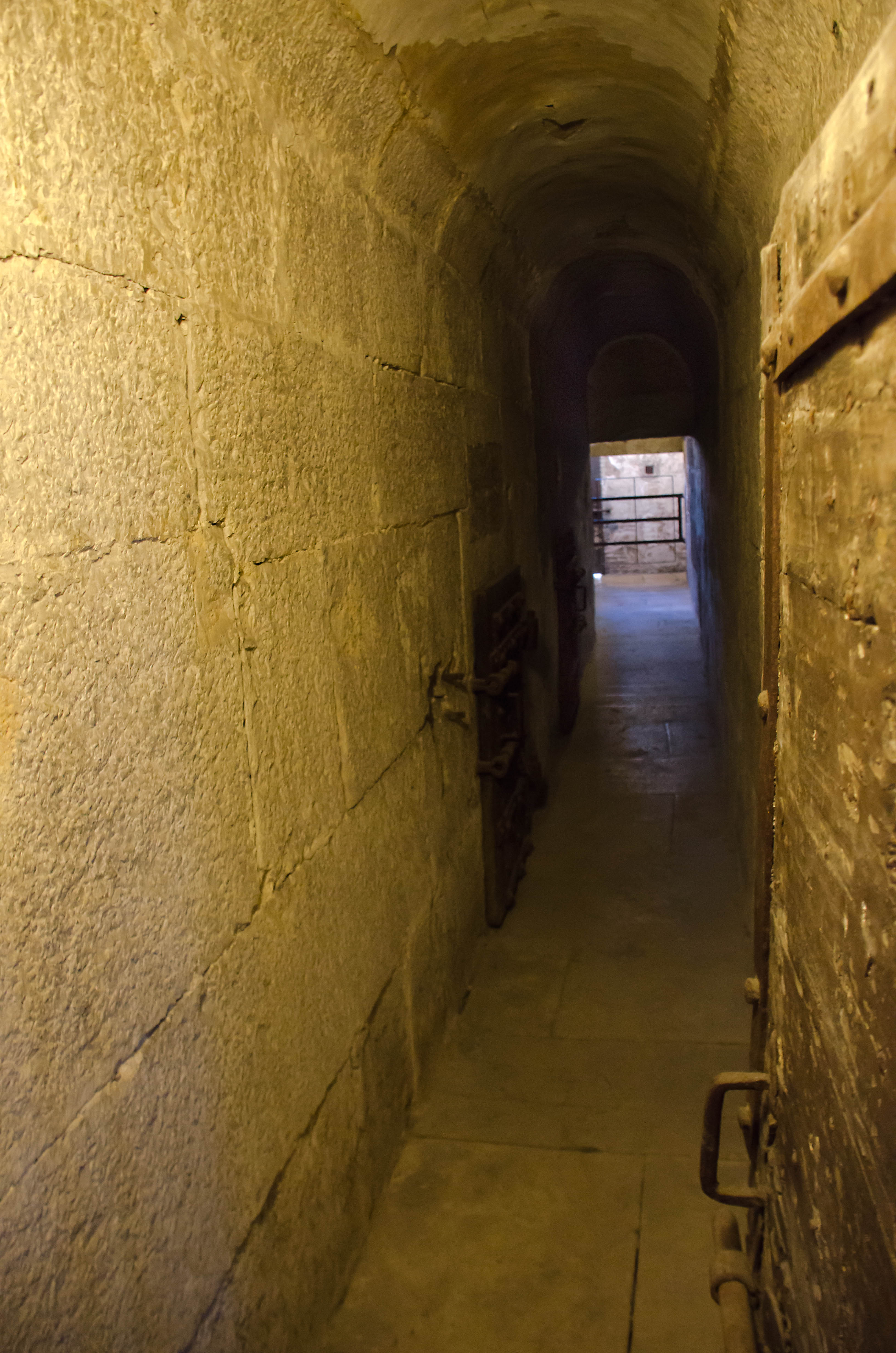
Il corridoio lungo il quale erano allineati i Pozzi

Il sottotetto era diviso in sei o sette ambienti separati da tramezze di legno irrobustite con chiodi e lamine di ferro. I prigionieri che erano qui detenuti potevano addirittura, a loro spese, provvedere a dotare le loro celle di piccoli sollievi, mobilia e di buon cibo. In particolare, vi erano detenuti i membri del Consiglio dei Dieci nel caso fossero stati accusati di delitti politici o stessero attendendo di essere condotti in giudizio. Visitando quest'area si può accedere anche all'attiguo e vastissimo sottotetto, contraddistinto dalle singolari capriate in legno, ora ospitante una collezione di armi di origine sia veneziana sia ottomana. Tutte queste prigioni erano direttamente collegate ai tribunali presenti nel Palazzo.

## Opere d'arte
Il Palazzo Ducale di Venezia conserva nelle sue stanze e lungo le sue facciate un imponente numero di opere d'arte, risalenti a varie epoche storiche, commissionate dai singoli dogi per tramandare la propria memoria o nel contesto di generali ristrutturazioni del complesso. L'apparato decorativo aveva principalmente funzioni celebrative nei confronti della storia della Serenissima Repubblica di Venezia, le cui massime magistrature qui avevano la propria sede: numerosi sono quindi le allegorie, i dipinti raffiguranti battaglie ed eventi storici, le tavole raffiguranti gesti devozionali nei confronti di santi e della Vergine.
Molte opere vennero perdute durante i vari incendi che colpirono il palazzo, i principali dei quali risalgono al 1483, al 1574 e al 1577.